# Exposición Especializada de Zaragoza

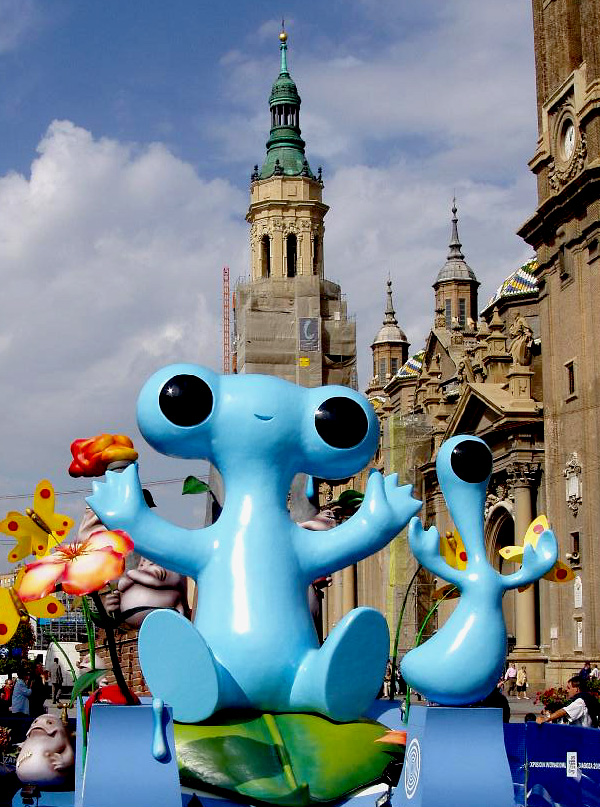
Mascota de la Expo 2008, Fluvi, junto a la Basílica del Pilar.

La Exposición Internacional de Zaragoza fue una exposición internacional reconocida (Exposición Internacional) que se celebró en Zaragoza, España. Desde el 14 de junio al 14 de septiembre de 2008 y cuyo eje temático fue «Agua y desarrollo sostenible». La localización del recinto de la Exposición formó parte de la misma: en la ribera del meandro de Ranillas, una curva que el río Ebro hace a su paso por la ciudad. En la Expo se vivieron 93 días de ocio, cultura, fiesta, reflexión e intercambio entre los diferentes participantes —106 países, 220 ONG, las 17 comunidades autónomas y Ceuta y Melilla, 6 socios patrocinadores de la Expo y tres organismos internacionales— y los más de 5 600 000 visitantes. Huesca, España fue subsede oficial de la muestra y también albergó actividades.
La Expo 2008 fue regulada por la Oficina Internacional de Exposiciones (organización responsable de asignar las Exposiciones). Zaragoza se impuso a otras ciudades candidatas para ser sede de una Exposición Internacional en 2008, como Tesalónica (Grecia) y Trieste (Italia), el 16 de diciembre de 2004.
Zaragoza también conmemoró en 2008 el bicentenario de Los Sitios de Zaragoza de la Guerra de la Independencia contra la invasión napoleónica (1808) y el centenario de la Exposición Hispano-Francesa de 1908, que supuso un salto cualitativo de modernidad en la ciudad.
La mascota de la Expo 2008 fue una gota de agua llamada Fluvi, acrónimo de flumen vitae (en latín, ‘río de la vida’).

## Período de candidatura
El origen de la Expo Zaragoza 2008 se encuentra en la historia familiar de los Miret Rodríguez. Lucas Miret Rodríguez era un chico zaragozano que falleció a los 19 años tras una larga enfermedad. Su padre Carlos, arquitecto originario de Calatorao, cayó en una profunda depresión. Para motivarle, y tras una visita a la Expo de Lisboa de 1998, su mujer Milagros, psiquiatra de profesión, le propuso planear una exposición similar en Zaragoza. Carlos comenzó así un trabajo de diseño arquitectónico y urbanístico que fue el embrión de la muestra zaragozana. Carlos diseñó el primigenio recinto Expo en el meandro de Ranillas, rodeado por el tercer cinturón.
En las elecciones municipales de 1999 el exministro socialista Juan Alberto Belloch tomó la idea de Carlos Miret y se presentó a los comicios con un programa electoral que contemplaba la celebración de la Exposición Internacional de 2008 en Zaragoza. Sin embargo, Luisa Fernanda Rudi (PP) ganó las elecciones por segunda vez y tenía una idea diferente para conmemorar el Bicentenario de los Sitios. Rudi abandonó la alcaldía en 2000 para presidir el Congreso de los Diputados y su sustituto, el también popular José Atarés, retomó la intención de celebrar una muestra internacional en la ciudad.

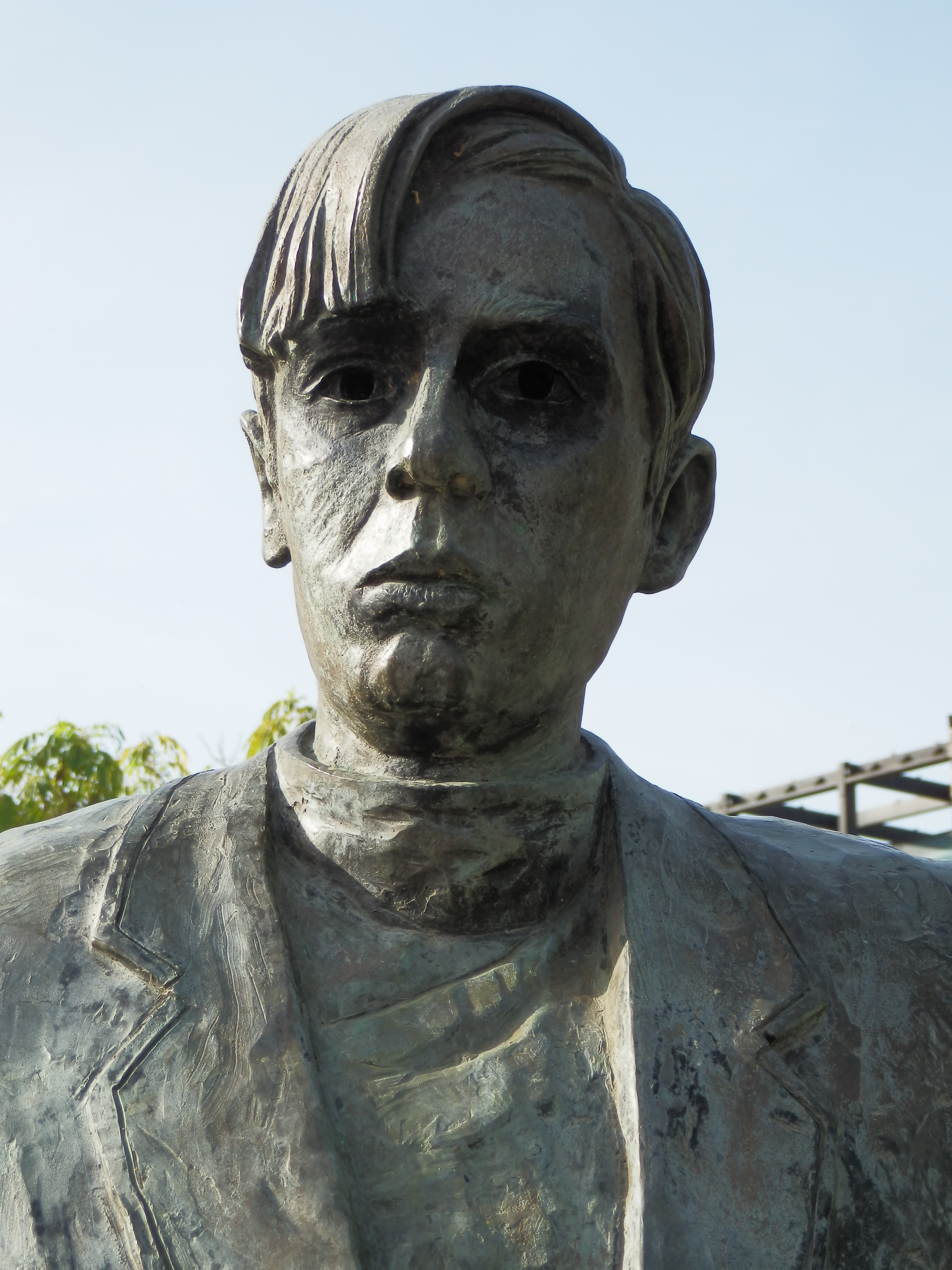
Estatua a Lucas Miret Rodríguez, inspirador de la Expo 2008

La idea de organizar la Exposición Internacional para conmemorar una doble celebración, la del Bicentenario de los Sitios (1808) y el centenario de la Exposición Hispano-Francesa de 1908 caló rápidamente en la sociedad aragonesa. En julio de 2000 se creó el Consorcio Pro Expo Zaragoza 2008 formado por las principales instituciones públicas de la Comunidad Autónoma: Diputación General de Aragón, Ayuntamiento de Zaragoza, Cortes de Aragón y Diputación Provincial de Zaragoza. La labor diplomática fue sin duda una de las claves de la candidatura de Zaragoza, que consiguió un apoyo sin fisuras en el ámbito político, institucional, empresarial y social. El apoyo del Gobierno de España al proyecto se formalizó en octubre de 2000, en una decisión del Consejo de Ministros por la que se expresaba su apoyo a la candidatura. Como consecuencia de ello, la Embajada de España presentó ante la Asamblea General del BIE de diciembre del mismo año una Declaración de Intenciones del Gobierno español para organizar la Exposición.
En mayo de 2001, responsables del BIE realizaron una primera visita a Zaragoza y destacaron el consenso alcanzado y el tema del "Agua" como piezas clave de la candidatura. En diciembre del mismo año, la candidatura de Zaragoza a la Expo 2008 oficializó su presencia en Internet.
En abril de 2002 tuvo lugar el primer encuentro de la Comisión de Seguimiento, al que asistieron 19 miembros. En verano, a principios de julio, el BIE celebró su 131 Asamblea en París con la presencia, como en las cuatro anteriores, del Consorcio Pro Expo. Las tres ciudades candidatas para la Expo de 2008 se reunieron el 24 de septiembre en la capital de Andalucía con motivo del X Aniversario de la Exposición Universal de Sevilla 1992.

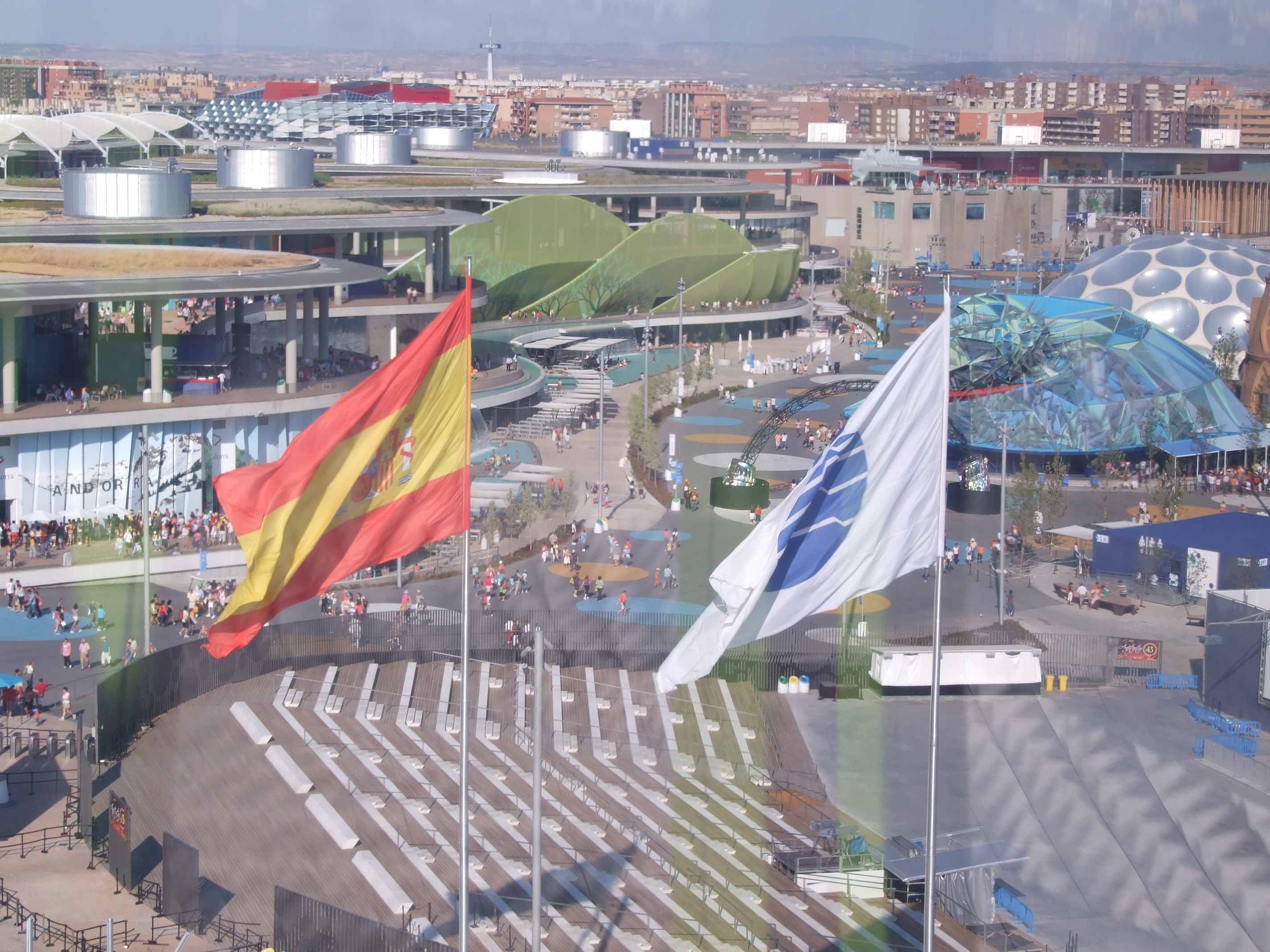
Vista general desde la telecabina

En enero de 2003 se creó la Comisión Nacional para la Candidatura de Zaragoza, en la que estaban presentes nueve ministerios. En marzo, se reunieron en Zaragoza los agregados culturas de 21 países miembros del BIE. La candidatura de Zaragoza se presentó en junio en la 133 Asamblea del BIE, arropada por políticos, empresarios y distintas asociaciones. Tras la reunión, el Gobierno español preparó la campaña diplomática de apoyo a la Expo 2008. 
El 3 de junio, tuvo lugar la presentación del proyecto en la Asamblea General del BIE en París y que saldó con un rotundo fracaso. Ello se debió a la suma de una aburrida exposición, en un francés deficiente y dificultades técnicas en los sistemas audiovisuales —lo que a nivel mundial dio una imagen de improvisación y de falta de ideas—. En julio, la Administración Central designó al zaragozano José Manuel Paz Agüeras como embajador oficial del proyecto de la candidatura. En agosto, el nuevo alcalde Belloch y Carlos Miret firmaron la cesión de la marca "Zaragoza Expo 2008" al Consorcio Zaragoza Pro Expo 2008 por la cantidad simbólica de un euro. Un mes después, se designó a María Jesús Blanco Vázquez de Prada para apoyar y reforzar las gestiones del embajador en las tareas de promoción de la candidatura. Finalmente, en septiembre de 2003 se constituyó la sociedad Zaragoza Expo 2008 S.A., y en noviembre 35 países se dieron cita en Zaragoza en las Jornadas sobre "Agua y Desarrollo Sostenible", a las que asistieron también delegados del BIE que visitaron el meandro de Ranillas, emplazamiento elegido para la Expo 2008. El 12 de diciembre, la candidatura española superó el segundo examen de la presentación del proyecto ante la Asamblea del BIE.
El 9 de enero de 2004, se publicó una encuesta realizada por el Consorcio Pro Expo Zaragoza 2008.

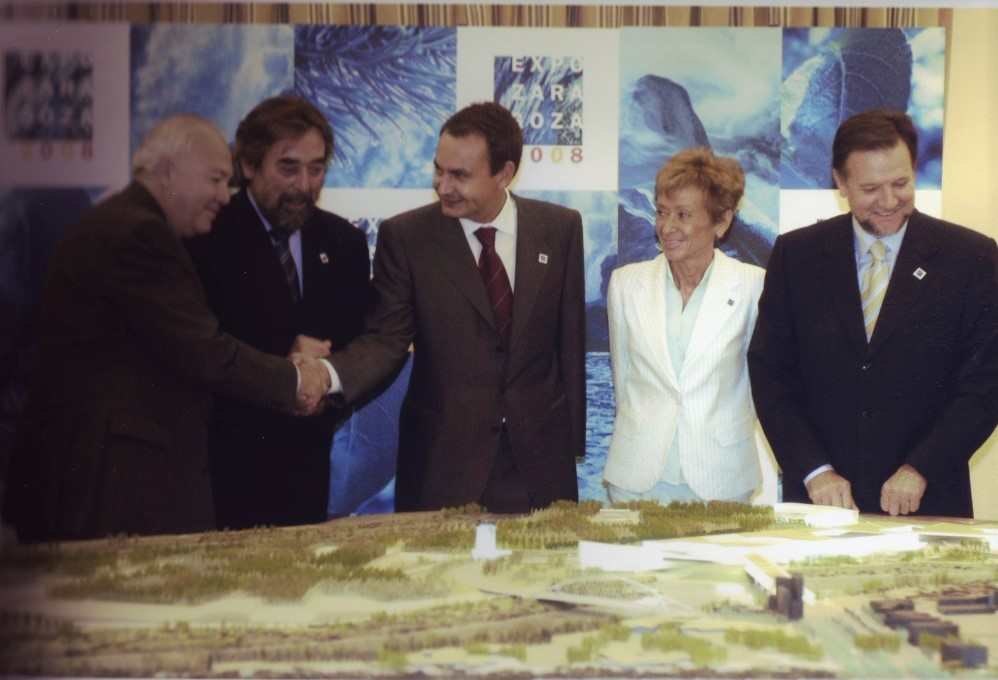

El 10 de febrero, el Rey Juan Carlos I recibió al nuevo presidente del BIE, Jianmin Wu, a quien expresó el apoyó al proyecto de la capital de Aragón. El nuevo presidente del Gobierno español, José Luis Rodríguez Zapatero, mostró su compromiso con la candidatura en su discurso de investidura en abril.
En mayo, la delegación del BIE que se desplazó a Zaragoza para evaluar el proyecto fue recibida en Madrid, por el Rey y el presidente Zapatero.
El 2 de septiembre, Belloch reconoció que el éxito griego en la celebración y organización de los Juegos Olímpicos en Atenas de ese mismo año haría «dura y difícil»
El 13 de septiembre, Ibercaja financió con 70 millones de euros la compra de los terrenos del meandro de Ranillas.
En noviembre, Gobierno central, Gobierno de Aragón y Ayuntamiento de Zaragoza garantizaron las inversiones necesarias para el éxito de la candidatura.
El 7 de diciembre, se celebró en la capital del Ebro la XVII Cumbre Hispano-Francesa que tuvo la presencia de sus dos respectivos presidentes: Rodríguez Zapatero y Jacques Chirac. En ella, Chirac eludió apoyar expresamente la candidatura y no se comprometió en el voto francés.
El 16 de diciembre, Zaragoza fue elegida en París como sede de la Exposición Internacional del año 2008 frente a las candidaturas de Trieste (Italia) y Tesalónica (Grecia). Después de obtener en una primera vuelta 47 votos, frente a los 35 de Trieste y los 12 de Tesalónica, Zaragoza fue elegida en una segunda votación con el apoyo de 57 delegados del BIE, mientras que su rival italiana obtuvo 37. Para apoyar la candidatura española se desplazaron a la capital francesa la vicepresidenta primera del Gobierno de la nación, María Teresa Fernández de la Vega, el ministro de Asuntos Exteriores, Miguel Ángel Moratinos, el alcalde de Zaragoza, Juan Alberto Belloch, el exalcalde, José Atarés, el presidente de Aragón, Marcelino Iglesias, y miembros de otras instituciones políticas, sociales y económicas de la Comunidad Autónoma. Miles de personas se concentraron en la Plaza del Pilar de Zaragoza a la espera de la noticia, que provocó un estallido de alegría y júbilo en toda la ciudad. La cuenta atrás había comenzado quedaban 1275 días para el 14 de junio de 2008.

## Temática y lema
Una de las diferencias entre una Exposición Universal y una Exposición Internacional es que estas últimas son especializadas, es decir que giran en torno a un tema concreto. En el caso de Zargoza el lema elegido fue «Agua y desarrollo sostenible». Bajo este amplio epígrafe se desarrolló la Exposición. Este tema principal se dividía en varios subtemas: «El agua, recurso escaso»; «el agua para la vida»; «los paisajes del agua» y «el agua como elemento de relación entre los pueblos». En definitiva, el agua como protagonista del siglo XXI.

### Ideas principales
- El gran desafío del agua: el cambio climático, el cambio ambiental, el cambio global exigen una transformación del paradigma cultural.
- Innovación para la sostenibilidad.
- Agua recurso único: el desafío de la gobernabilidad.
- Agua recurso compartido: la cuenca hidrográfica como unidad de gestión.
- Participación y corresponsabilidad de los agentes implicados.
- Agua para la vida: nuevo paradigma biocéntrico.
- Agua fuente de creatividad y cooperación.
- Punto de encuentro: intercambio, comunicación y fiesta.

La elección del tema fue un gran acierto y fue una cuestión importante en la elección de Zaragoza frente a sus rivales. La gestión del agua y el desarrollo sostenible eran cuestiones que despertaban una creciente preocupación en el mundo y también en Aragón. Las intenciones del Gobierno de Aznar de realizar un trasvase hidrológico de la cuenca del Ebro a cuencas del Levante español había despertado un intenso debate en la comunidad y en el país sobre la gestión de los recursos hídricos y la nueva cultura del agua.
Este eje temático determinó todos los detalles de la Expo: la forma de gota de la mascota Fluvi, la forma de gota de la Torre del Agua, la relación simbólica con el Ebro por su ubicación en el meandro, la renovación de las riberas de los tres ríos de Zaragoza o los debates de expertos que tuvieron lugar durante los meses de la muestra y que dieron lugar a la Carta de Zaragoza.

## Cronología de las obras y preparativos
La ciudad de Zaragoza afrontó en enorme reto con la construcción del recinto Expo y de todas las infraestrucutras del plan de acompañamineto. En solo tres años y medio se constituyó la sociedad gestora, se puso en marcha, se consiguió financiación y se finalizó un volumen de obra pública gigantesco. A partir de la Expo de Zaragoza, el BIE estableció que era necesario un plazo de tiempo mayor para organizar una Exposición Internacional y desde entonces se elige a la ciudad ganadora con mayor antelación.

### 2005
El 26 de enero, los Príncipes de Asturias (Felipe de Borbón y Letizia Ortiz) conocieron el proyecto de la Expo en el Paraninfo de la capital aragonesa. Además se comprometieron a hacer promoción de la muestra internacional durante sus viajes oficiales. Al día siguiente, el Ministerio de Medio Ambiente declaró urgentes las obras para la recuperación de las riberas de Zaragoza.
El 6 de febrero el Ayuntamiento de Zaragoza confirmó que la capital aragonesa no dispondría de ninguna línea de tranvía o de metro suburbano en funcionamiento para la Expo. El 18 de febrero, el Consejo de Ministros acordó la constitución de Expoagua Zaragoza 2008 S.A. como la Sociedad Estatal para organizar, promocionar, gestionar y operar en la Exposición Internacional de 2008 con un capital social inicial de 600.00 Euros que se subcribieron entre un 70 por ciento por la Administración General del Estado, el 15 por ciento el Gobierno de Aragón y el 15 por ciento restante por el Ayuntamiento de Zaragoza. La sociedad se convertiría en responsable de la gestión, promoción y organización de la Muestra, para lo que podría obtener financiación mediante endeudamiento, patrocinios, ingresos comerciales, subvenciones de las Administraciones públicas, cánones y entradas. Para ello, debía llevar a cabo las actuaciones inversoras necesarias, tales como planificación, contratación, construcción, control, dirección, gestión y mantenimiento de las infraestructuras, edificaciones y otros equipamientos que se ejecuten sobre suelos de su titularidad situados en el recinto. Expoagua fue administrada y regida por el Consejo de Administración, integrado por veinte miembros de los cualesdoce representaron al Estado, cuatro alAyuntamiento y otros cuatro al gobierno de Aragón. La Comisión Ejecutiva pasó a estar integrada por el alcalde Belloch, el consejero de Economía del Gobierno de Aragón, el presidente de la Sociedad, el director del gabinete, de la subsecretaria del ministerio de Economíay el secretario general de Presupuestos del Ministerio de Economía. El 3 de febrero había sido elegido gerente de la misma el ingeniero aragonés Roque Gistau, y en abril se celebró el primer consejo de administración de la sociedad. El 23 de abril de 2009 la Sociedad Expoagua fue galardonada con la Medalla de Aragón.
El 2 de marzo el presidente del Gobierno, José Luis Rodríguez Zapatero, garantizó «la financiación y los plazos de la muestra» en su primera visita al meandro de Ranillas.

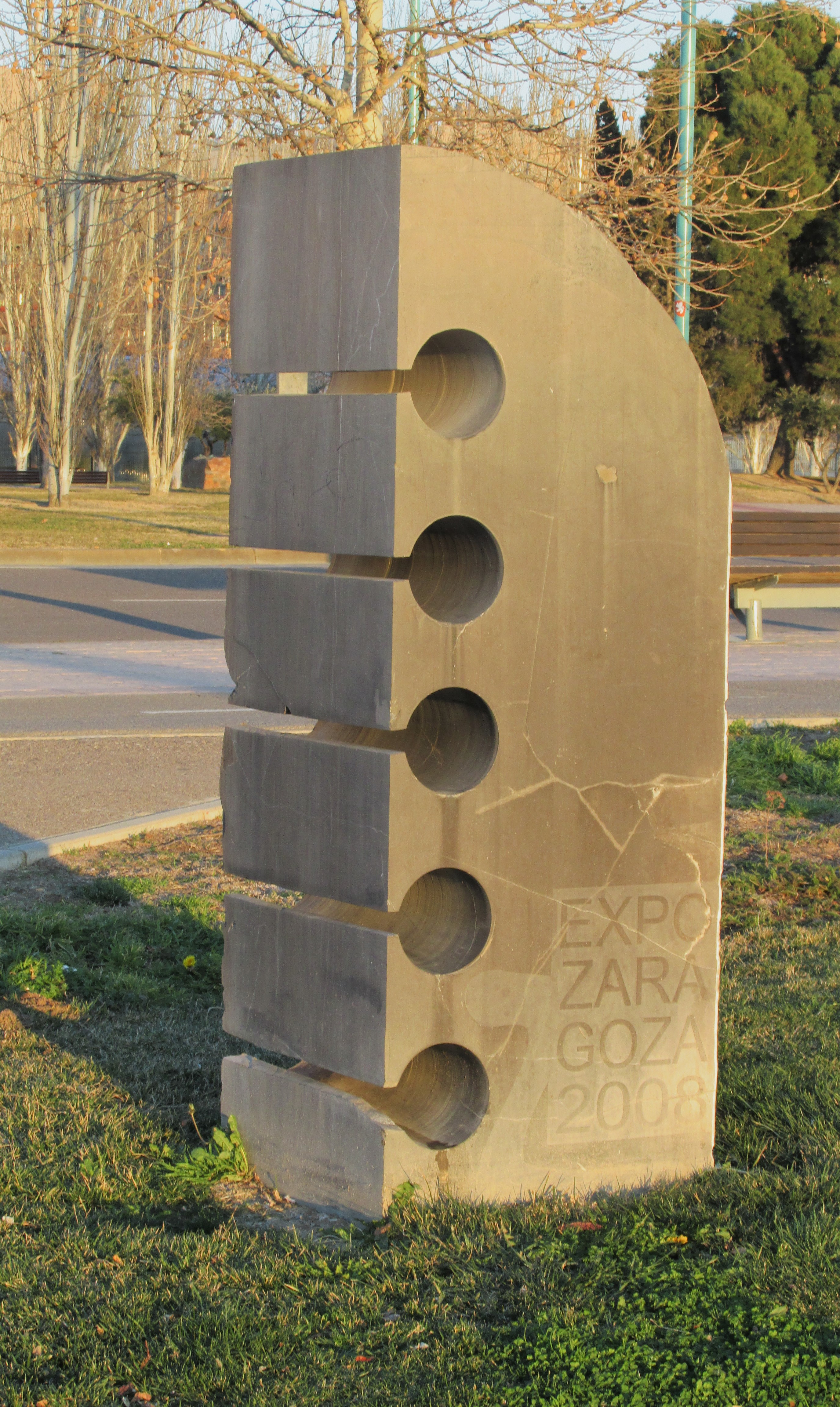

El 2 de junio, El Periódico de Aragón entregó el premio Aragonés de Honor a la muestra internacional. Ese mismo día, las Naciones Unidas (ONU) designó a Zaragoza como sede del Secretariado de la Década del Agua (2005-2015). El 25 de septiembre, una delegación representante de la Expo de Zaragoza se desplazó hasta Japón para recibir de manos del BIE la bandera de las Expos en la clausura de la Exposición Universal de Aichi de 2005. De esta forma simbólica, Zaragoza tomaba el testigo a la ciudad japonesa. El 21 de noviembre, se presentó el logotipo definitivo de la Expo, que consistió en un texto de tipografías moderna con las palabras Expo Zaragoza en tres líneas. Debajo y ocupando el mismo ancho, la fecha 2008 creando la bandera de Aragón y de España utilizando colores rojo y amarillo. Por último, la gran incorporación es una letra de Zaragoza con textura de agua sobre el texto.
El 1 de diciembre la Asamblea General del Bureau International des Expositions (BIE) se reunió en París para registrar oficialmente a Zaragoza como sede de la Exposición Internacional del año 2008. El 17 de diciembre, un año y un día después de la ceremonia decisoria de París, la vicepresidenta del Gobierno, María Teresa Fernández de la Vega, descubrió el monolito simbólico de la Expo, a modo de primera piedra, y se presentó la mascota de Expo Zaragoza, una figura que simulaba una gota de agua. El día anterior, el Consejo de Ministros aprobó un Real Decreto en el que se nombró como comisario de la muestra a Emilio Fernández-Castaño.

### 2006

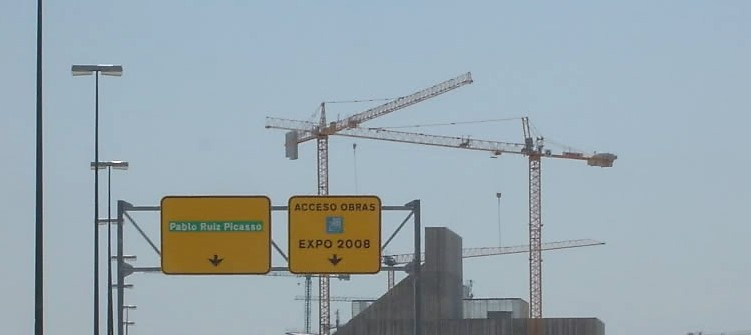

El año 2006 fue el del comienzo frenético de las obras. La gran maquinaria entró en el meandro de Ranillas y los grandes movimientos de tierras dieron paso a las cimentaciones y primeras estructuras. Cada icono requirió de un gran despliegue de grúas, estructuras metálicas y trabajadores como se puede observar en la galería de imágenes. En su construcción trabajaron día y noche más de 2400 obreros. El 12 de julio, hubo que lamentar el fallecimiento

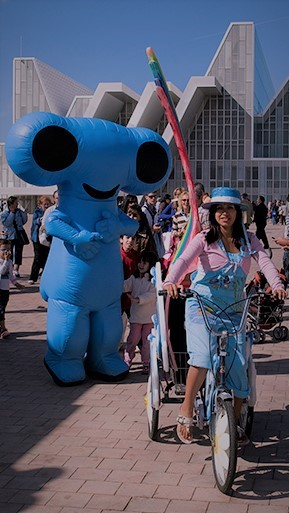

El 5 de enero, Francia se convirtió en el primer país en confirmar su presencia en la muestra. El 25 de enero, los reyes de España, Juan Carlos I y Sofía de Grecia se informaron y mostraron su interés al proyecto de la Expo en Fitur (Madrid). Al día siguiente se eligió, a través de votación popular, que el nombre de la mascota oficial de la Expo fuese Fluvi. El 1 de marzo, el ministro de Industria, José Montilla visitó las obras. En el mes anterior, el día 15 de febrero las visitó la ministra de Medio Ambiente, Cristina Narbona. El 15 de mayo, el presidente del BIE Jianmin Wu visitó las obras del meandro de Ranillas.
El 14 de junio, para celebrar que faltaban exactamente dos años para la apertura de la Expo, la cantante Shakira dio un concierto en Zaragoza, aunque no se logró la repercusión y promoción esperada. Precisamente, ese mismo día se abrió el Centro de Visitantes Expo 2008, en la Avenida de Ranillas, junto a las obras. En este recinto se explicaba a los visitantes en qué consistiría la muestra y los distintos pabellones y edificios de la Expo. El 23 de abril, fue inaugurado en la Plaza de España un centro de información sobre la muestra.
El 27 de noviembre, se estrenó el blog oficial de la Expo. El 30 de noviembre, el cantante Miguel Bosé y la modelo Nieves Álvarez fueron nombrados Embajadores del Voluntariado de la Expo. Al día siguiente, el 1 de diciembre Expoagua puso a la venta unos 30 000 pases de temporada y los bonos de tres días. Los pases se agotaron en sólo 40 días, el 10 de enero de 2007. El 22 de diciembre, la actriz Penélope Cruz recibió de manos de Belloch la Medalla de Plata de la ciudad por su colaboración desinteresada en la promoción de la Expo.
En julio de 2006 surgieron voces en el seno de la Sociedad Estatal que observaron la ausencia de elementos artísticos ligados a la muestra. En todas las Expos hay una parte adicional dedicada a exhibir la capacidad de producción artística y cultural del. El proyecto fue desarrollado con la financiación del Ministerio de Cultura, Fomento, Medio Ambiente y Medio Rural y Marino, con cargo del «1 % cultural» de los planes y programas de fomento de la creatividad artística. Una veintena de piezas fueron elegidas por un jurado internacional conformaron esta muestras de arte público contemporáneo inspiradas en el agua y el desarrollo sostenible. Estas obras, que están ubicadas en el recinto de Ranillas, el Parque del Agua y el tramo urbano del río Ebro, trazan el encuentro entre el río y la ciudad en un recorrido de 10 kilómetros. En el Parque del Agua se puede ver la obra de Lara Almárcegui, un terreno de 500 m² que se conservará sin ser diseñado, ajardinado ni renovado; Amphibio, la pieza interactiva del austríaco Franz West y la Noria de la Paz, diseñada por Nicolas Camoisson y Mario Coudert y construida por artesanos sirios de Hama. Dentro del recinto, se sitúa el trabajo de Isidro Ferrer y Battle i Roig —un Banco Ecogeográfico de 700 metros destinado al uso público—; una pieza del maestro del arte conceptual Dan Graham; el Laberinto del Agua del danés Jeppe Hein y El Alma del Ebro, del escultor Jaume Plensa. Entre el Pabellón Puente y el Puente del Tercer Milenio se encuentra la pieza Espiral Mudéjar, obra de Diana Larrea sobre el ciclo hidrológico. Las Pantallas Espectrales de Fernando Sinaga reflejan en tonos iridiscentes el Pabellón Puente, mientras que los textos e imágenes de Agua Incondicional, del también zaragozano Javier Peñafiel, se proyectan en las fachadas del edificio Ranillas. Expuesta sobre el edificio que alberga los sistemas de climatización del recinto, Intercambio de Eulalia Valldosera, combina palabras e imágenes. En el tramo urbano del Ebro, las Ranillas de bronce de Miguel Ángel Arrudi y Fernando Bayo se esparcen por la margen izquierda, donde también se puede ver la monumental fuente de Miquel Navarro, Válvula con Alberca, la escultura en forma de botella reciclada Manantial, del sevillano Federico Gúzman, y un nuevo mirador para el antiguo Puente de Tablas: la Plataforma Mirador, del alemán Claus Bury. Tres esculturas situadas en la margen derecha —The Water Wagon, de los holandeses Atelier Vaan Lieshout (el 9 de noviembre de 2016 fue robada parte de ella y por lo tanto destrozada) la figura antropomórfica Wild Relative, de Tony Cragg, y el cubo de acero inoxidable de Richard Deacon, Water under the Bridge—, junto con la isla de tierra La Oreja Parlante de Eva Lootz y la intervación textual de Antoni Muntadas, Aqua quo Vadis?, en la cubierta de uno de los módulos del pabellón siglo XXI, completan la colección de este museo al aire libre.

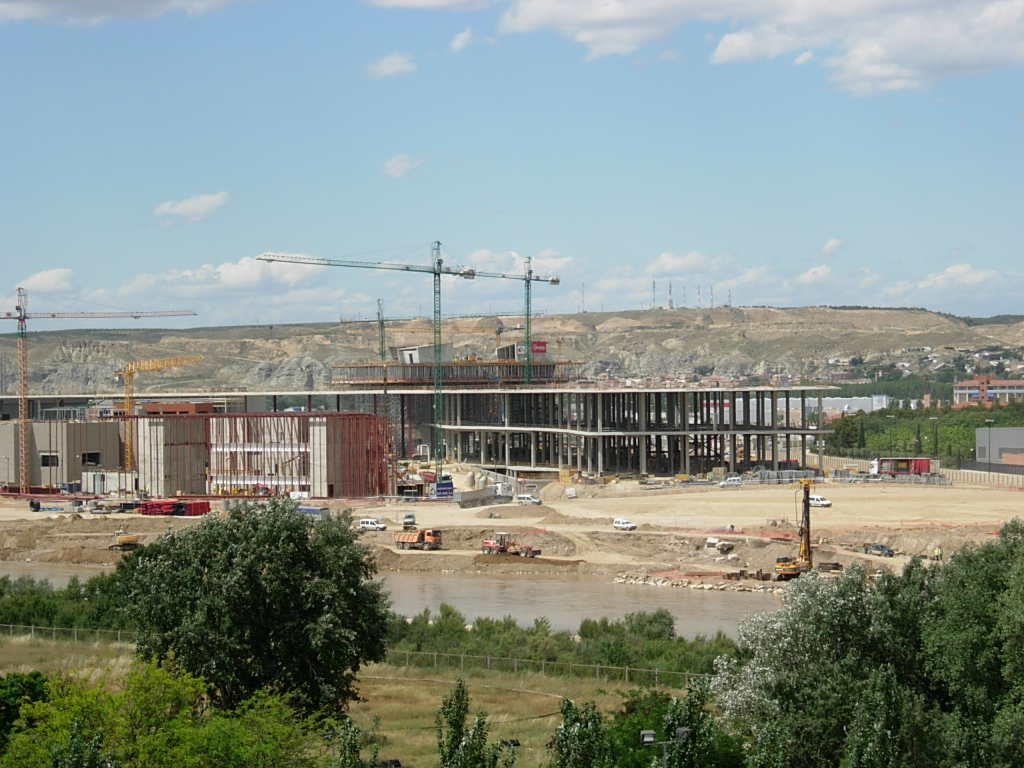
Obras del recinto
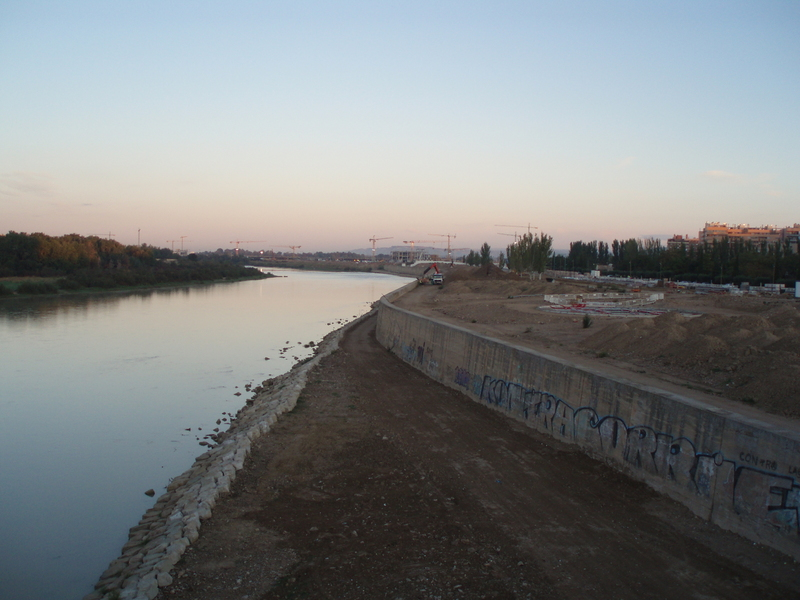
Obras en la ribera del meandro de Ranillas
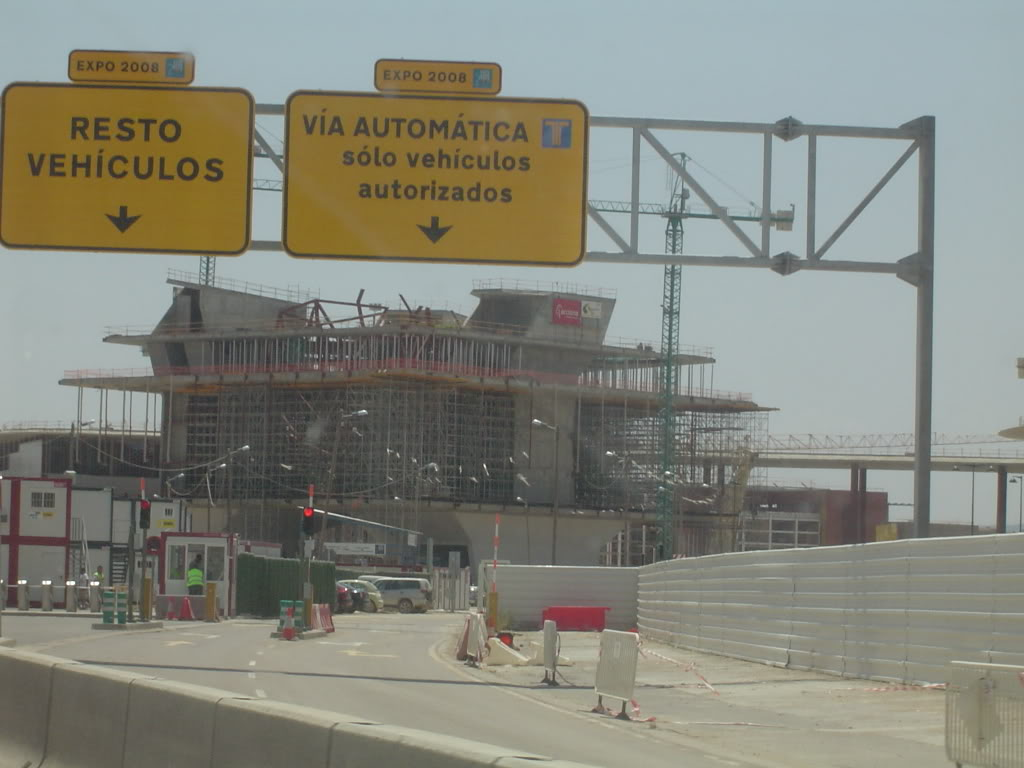
Obras en el Pabellón de Aragón
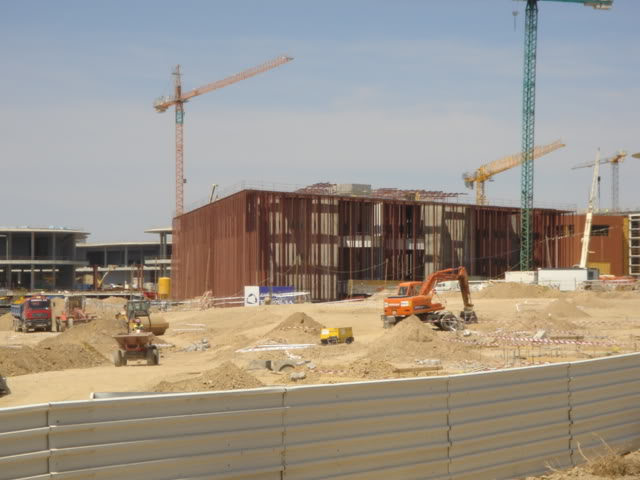
Obras del Pabellón de España
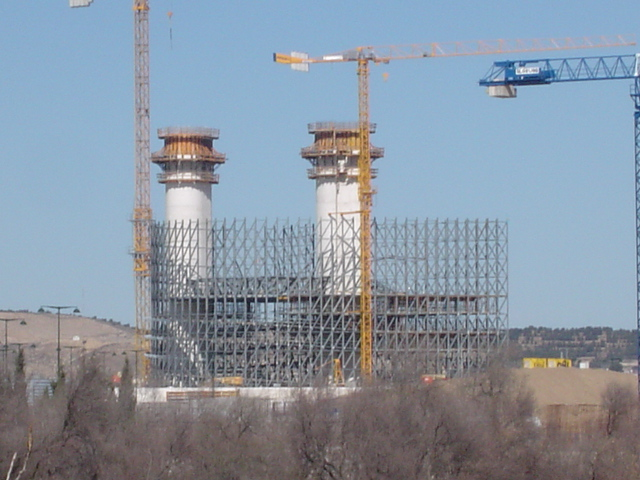
Obras de la Torre del Agua
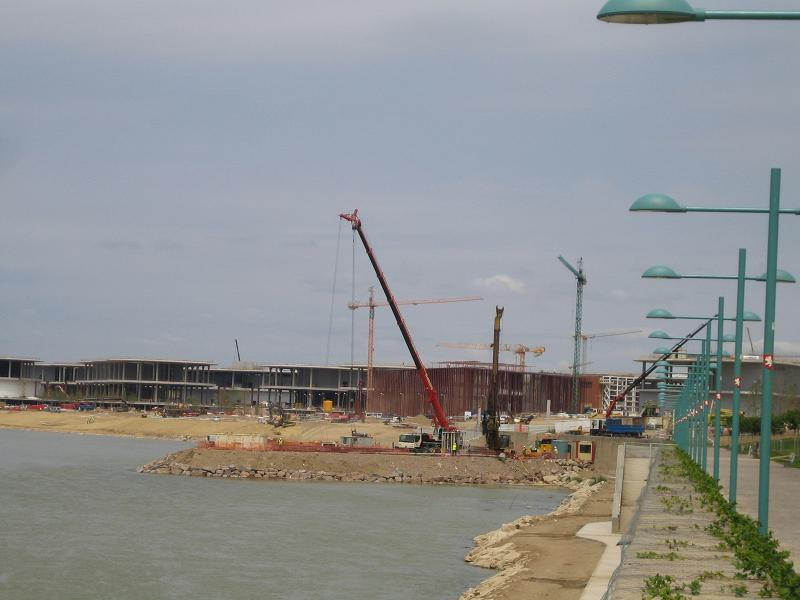
Obras en el frente fluvial

### 2007
|  |
|  |

|  |
|  |

|  |
|  |

|  |
|  |

|  |
|  |

|  |
|  |

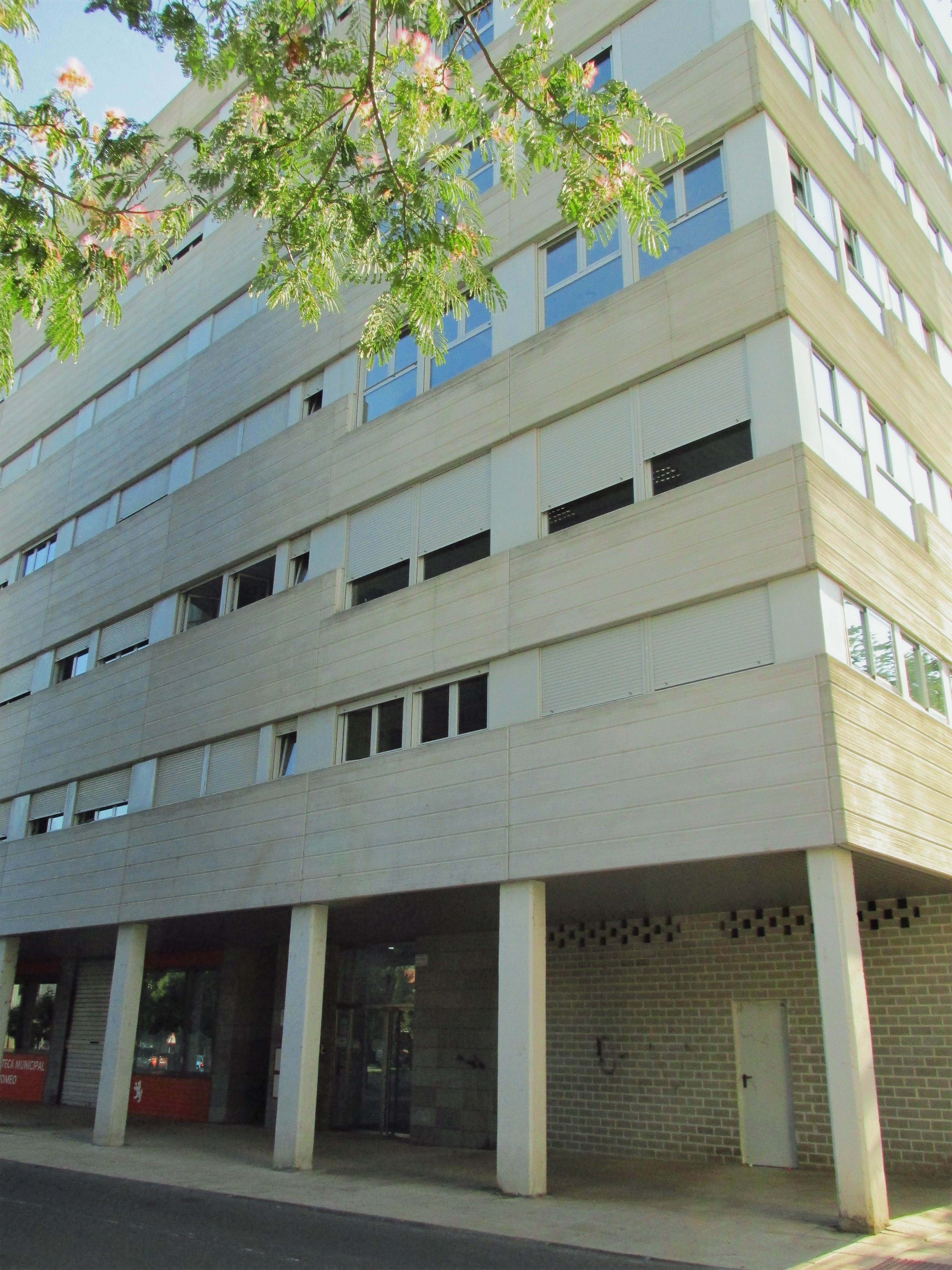
Bloque de viviendas de Villa Expo.

2007 fue el año de mayor actividad y los edificios comenzaron a mostrar su forma definitiva. Algunos de estos edificios conllevaron hitos en la ingeniería española y mundial. Por ejemplo, el Puente del Tercer Milenio tiene el récord mundial de luz en puentes de hormigón atirantado. El pilotaje del Pabellón Puente también batió el récord de España, con una profundidad de más de 70 metros por la mala calidad del terreno.
VILLA EXPO Parque Goya II está prácticamente finalizada y se entregará en febrero. Este bloque de 191 viviendas y una residencia para jóvenes, con capacidad para 114 camas, se encuentra entre la plaza de la Poesía, y las calles La Fragua, Eugenio Lucas y Julián Gallego. Tendrá una capacidad de 1014 camas que ocuparán los trabajadores de la Expo desplazados a Zaragoza, tanto de la organización como de los contratados por los participantes de la muestra.
http://www.elperiodicodearagon.com/noticias/expo2008/participantes-ocuparan-pisos-parque-goya-partir-marzo_388345.html

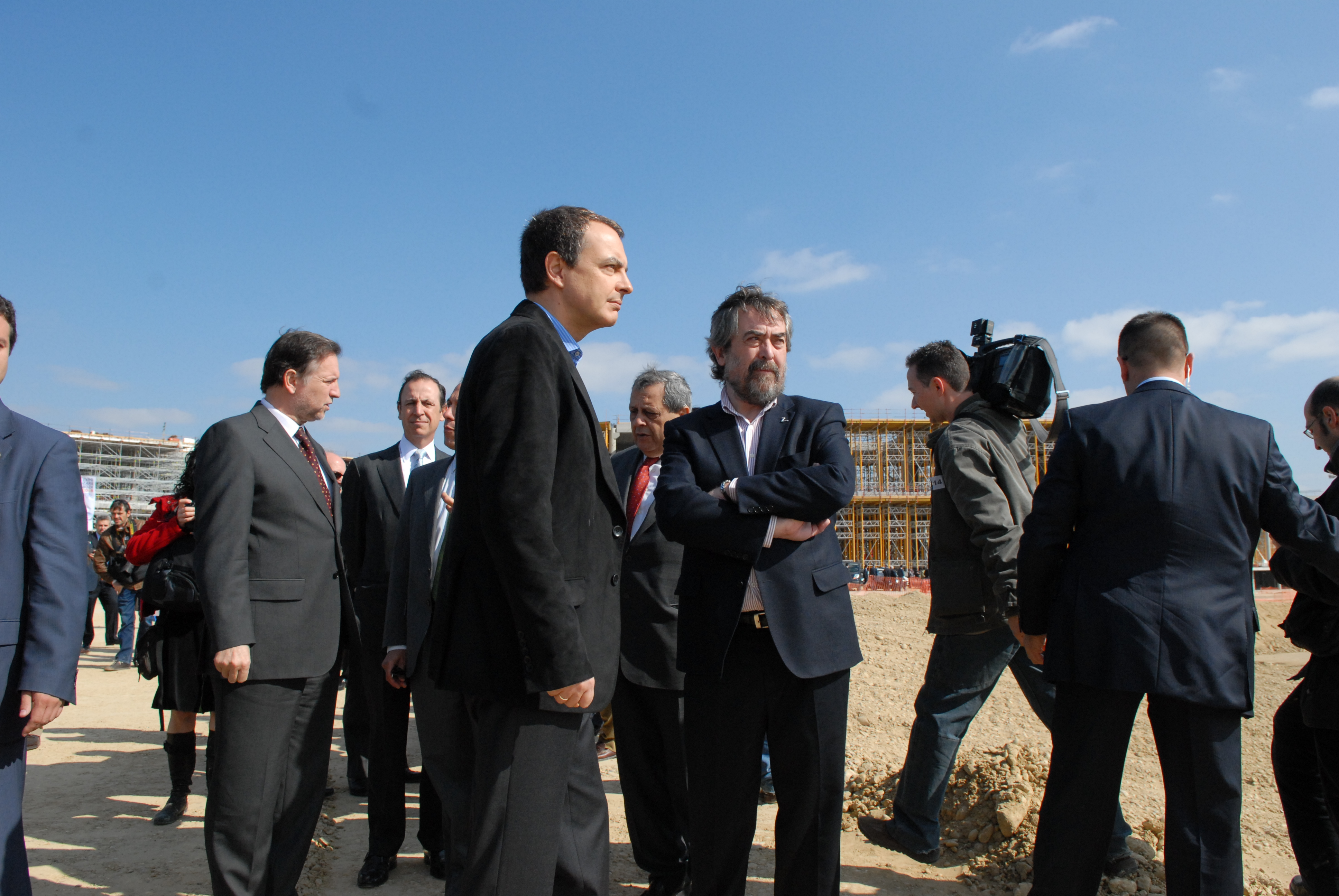
El presidente del gobierno, José Luis Rodríguez Zapatero junto al alcalde de la ciudad, Juan Alberto Belloch visitando las obras de Ranillas (18 de marzo de 2007).

El 18 de marzo, el presidente del Gobierno, José Luis Rodríguez Zapatero, visitó teniendo como anfitrión a Belloch las obras de la muestra internacional. El 23 de abril, fueron puestos a la venta 35 000 pases de temporada nocturnos. El 4 de mayo, Sara Baras recibió la Medalla de Plata del Ayuntamiento de Zaragoza en agradecimiento al apoyo que prestó en su momento a la candidatura de la capital aragonesa como sede de la Exposición Internacional de 2008. El día 11 de ese mismo mes, el Anatoli Kárpov
Quedando exactamente un año para que la Expo abriera sus puertas se celebró en el Auditorio de la capital maña un desfile para elección de los uniformes de la muestra, en ese jurado formaron parte el diseñador David Delfín y la modelo Martina Klein. El ganador fue el diseñador zaragozano Antonio Jiménez. Seis días después, el 20 de junio se celebró una gala en el Auditorio de la ciudad presentado por Leonor Watling, la cual sirvió de presentación de sus contenidos. El 2 de julio los voluntarios de la Expo participaron en el centro de visitantes en el izado de un centenar de nuevas banderas, procedentes de las últimas incorporaciones de países participantes.
El 11 de julio, el Príncipe de Asturias Felipe de Borbón visitó las obras y las calificó de «maravilla». El astronauta Pedro Duque participó el 19 de junio como ponente en el Foro Internacional sobre la Sequía.
 El 27 de septiembre, la confirmación de Nepal a su participación elevó a un centenar los países representados en la Expo. Dos días después, el 29 los jugadores del Sevilla visitaron las obras de la muestra.
El 5 de octubre se abrieron las dos primeras tiendas oficiales de la Expo, las cuales contaban con más de 250 productos oficiales. El día 22, la vicepresidenta primera del gobierno, María Teresa Fernández de la Vega anunció en el meandro de Ranillas que el gobierno había elegido a Zaragoza como sede de un Instituto de Investigación sobre el cambio climático. El día 27 de ese mismo mes los tenistas españoles Rafael Nadal, Carlos Moyá, David Ferrer y Sergi Bruguera se convirtieron en embajadores voluntarios para la Expo. Pedro Solbes calificó los trabajos de la Expo como «impresionantes». El 4 de diciembre, la Expo se convirtió en el primer gran evento internacional en tener una cuenta en Twitter. El día 16 de ese mismo mes, las tenistas Venus Williams, Anabel Medina y Conchita Martínez y el tenista Donald Young visitaron las obras de la Expo. Dos días después, el 18 fueron presentadas las dos monedas conmemorativas de la Expo acuñadas por la Fábrica Nacional de Moneda y Timbre.
El 20 de noviembre, se comenzó a instalarse Ranillas de Miguel Ángel Arrudi. Más de 600 ranas de bronce de unos 10 centímetros cada una pueblan desde entonces la Avenida José Atarés, desde el puente de La Almozara hasta la pasarela de Manterola. La obra del escultor aragonés

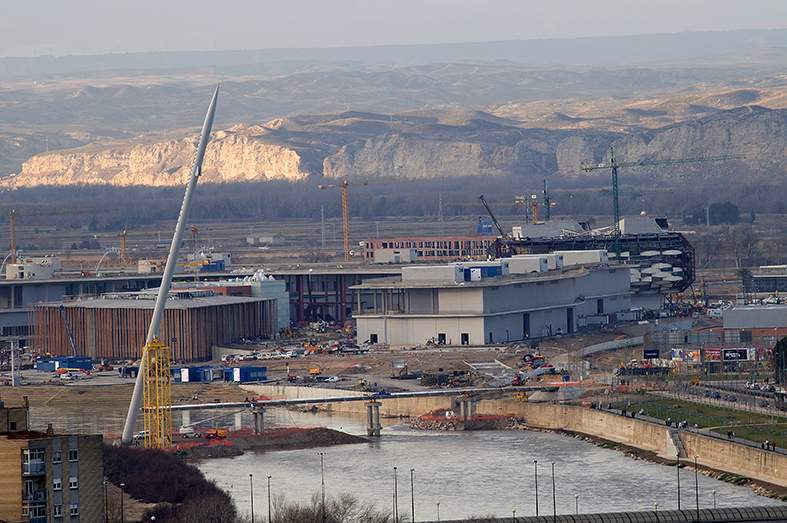

El año 2007 finalizó con el 65 % de obras finalizadas en el recinto, aunque había preocupación por los retrasos del pabellón puente, el del Tercer Milenio y el Palacio de Congresos.

### 2008
|  |
|  |

|  |
|  |

|  |
|  |

|  |
|  |

|  |
|  |

|  |
|  |

Con la entrada del año nuevo Zaragoza tenía 350 obras en marcha ante la llegada del 14 de junio. El 21 de enero, el ministro de Industria, Comercio y Turismo, Joan Clos fue testigo junto a Iglesias, Belloch y Roque Gistau de la conclusión exitosa del lanzamiento y unión de la estructura del Pabellón Puente. El 30 de enero, el rey de España Juan Carlos I en su discurso de inauguración de FITUR (Madrid) mencionó a la Expo como «el acontecimiento de mayor importancia en España». El 5 de febrero, la ministra de Agricultura y Pesca, Elena Espinosa junto a sus homólogos de trece países y siete organismos extranjeros visitaron las obras del recinto. En ese mes, el día 15 se
El 14 de febrero, el equipo Honda de Moto GP se presentó a nivel mundial en la Cámara de Comercio de la capital aragonesa. Antes por la mañana, sus dos pilotos campeones del mundo Dani Pedrosa y Nicky Hayden visitaron las obras de la muestra y fueron nombrados embajadores del voluntariado. El 3 de marzo el dúo Amaral interpretaron y grabaron en la Plaza de España el videoclip de la canción de la Expo; Llegará la tormenta una canción compuesta y reescrita por Bob Dylan. Al día siguiente, el cuatro Expoagua firmó un acuerdo con la ciudad de Huesca para que esta fuera subsede oficial y su Palacio de Congresos pudiese albergar actividades y jornadas de la muestra internacional.

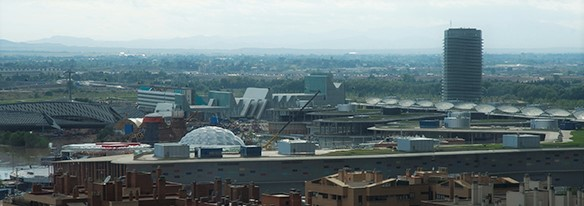

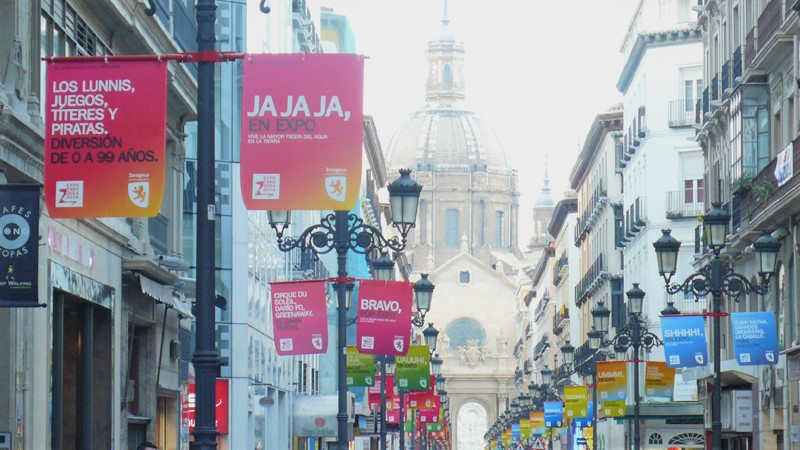

A partir del 17 de marzo se empezaron a instalar 1500 banderolas las trece principales calles de la ciudad y 200 lonas en el Paseo de la Independencia para la promoción de la muestra. En el mes de abril se instaló la gran cubierta textil sobre la Avenida 2008, la cual tenía unos 500 metros de longitud, recreaba el recorrido de una serpiente y fue inspirada por la idea del trayecto del río Ebro.  En ese mismo mes, el día 24, se inauguró la primera gran obra de la Expo, la pasarela del Voluntariado, que une los barrios del Actur y La Almozara. En el mes de mayó llovió durante 20 de los 31 días que componían el mes y que generó problemas en la construcción del pabellón de las Iniciativas Ciudadanas (El Faro). El 11 de mayo el presidente del Real Madrid, Ramón Calderón visitó las obras. El día 15, el actor español Imanol Arias visitó y apoyó la muestra. El día 30 de ese mismo mes, los reyes de España Juan Carlos I y Sofía de Grecia visitaron la Torre del Agua a quince días de que abriera sus puertas al público.

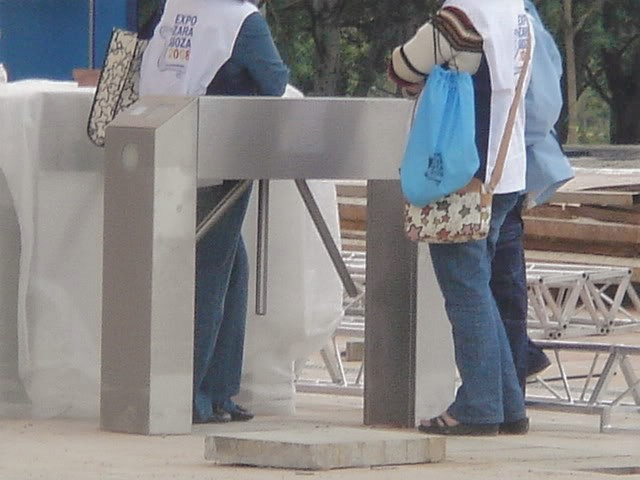

Como es habitual en este tipo de acontecimientos, las obras acabaron el mismo día de la inauguración. Incluso algunos detalles fueron rematados en los primeros días de la muestra. Las obras vivieron un momento crítico debido a que el río Ebro iba a sufrir una insólita crecida como consecuencia de todas las lluvias caídas a lo largo del mes. La punta máxima de la crecida llegó a la capital aragonesa el 4 de junio (a nueve días de la ceremonia inaugural) con 1545 m³/s y 4.25 metros de altura. Esta crecida obligó a modificar la inauguración de la Expo y el espectáculo Iceberg, muy expuesto a la crecida, que retrasó varios días su inauguración. Además, una semana antes de la apertura se produjo una masiva huelga nacional de transportes que paralizó algunas industrial del país y afectó también a los últimos trabajos preparativos.
Ocho líneas de autobús conectaron los barrios de Zaragoza con el recinto de la Expo. Estas líneas estuvieron operativas hasta el 14 de septiembre, todas ellas adoptadas al horario de la muestra internacional. Todos esos autobuses llevaron en sus laterales la palabra Expobus sobre un fondo negro, al igual que en el frontal acompañados con la mascota Fluvi.
El día 4 de junio, como muestra del consenso que el proyecto Expo generó entre las fuerzas políticas de Zaragoza y Aragón, el alcalde Belloch designó a Domingo Buesa, concejal-portavoz del PP en el ayuntamiento, como Cronista Oficial de la Expo. Al día siguiente, se ondearon dos banderas, una de la Oficina Internacional de Exposiciones (BIE) y la otra de España en la entrada del Pabellón Puente, ambas median 70 metros cuadrados. Tres días después, el día 8 fue inaugurado en una fiesta organizada por Zaragoza Alta Velocidad, el puente del Tercer Milenio. El día 10
Algunas de las infraestructuras complementarias se dejaron para después de la Expo y otras se inauguraron en precario, como el Parque Luis Buñuel. Sin embargo, el recinto y las mayor parte de las obras ligadas a la muestra internacional estuvieron en funcionamiento a tiempo. Según en propias palabras de Gistau fue un «milagro».

## Ceremonias de inauguración y clausura de la Expo 2008

### Inauguración

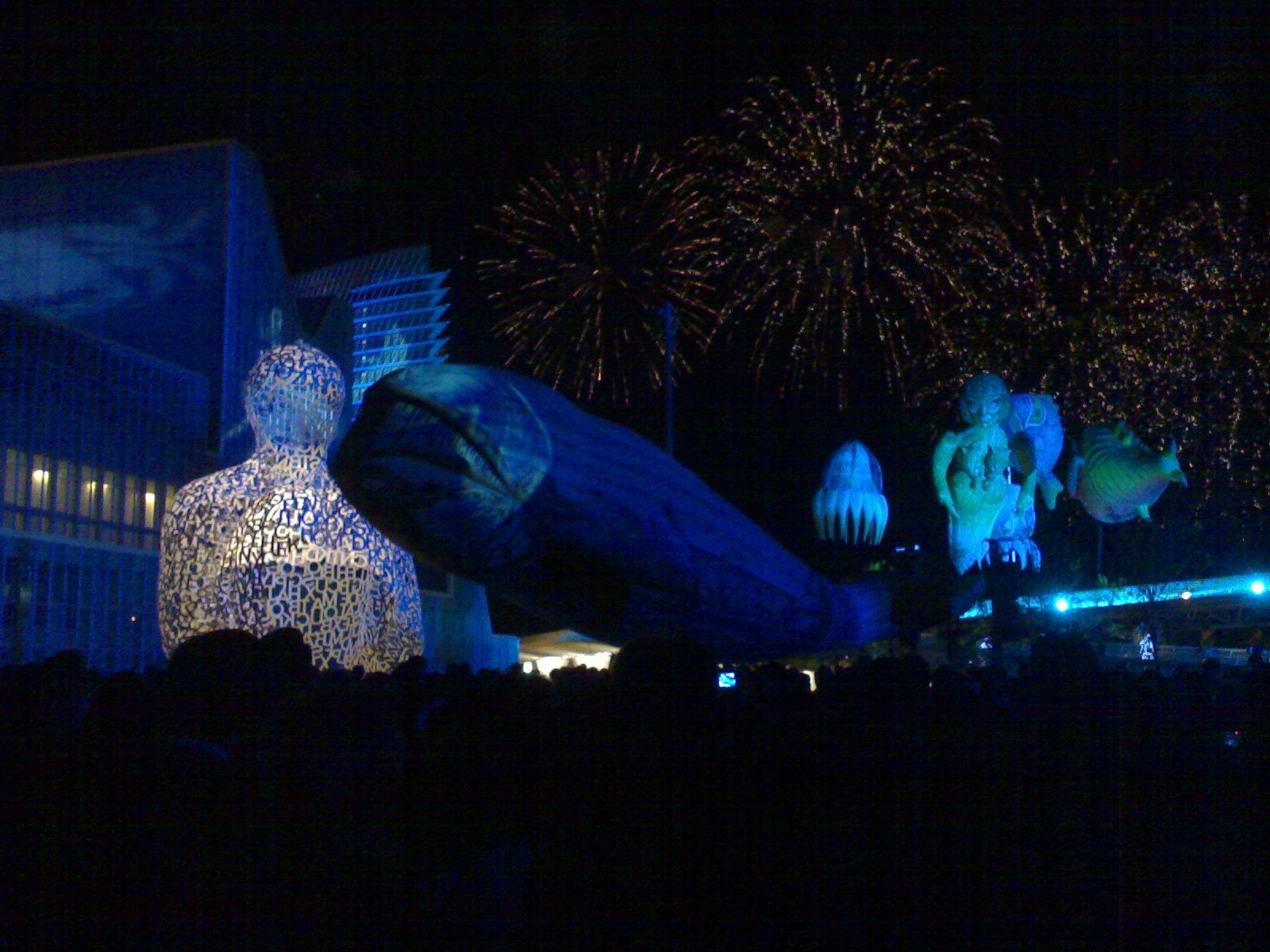

La Exposición Internacional Zaragoza 2008 fue inaugurada por el rey de España, Juan Carlos I el viernes 13 de junio de 2008.

El acto, que se desarrolló en dos escenarios diferentes el Palacio de Congresos y la Plaza Expo, lo presenciaron 1400 invitados.

### Clausura

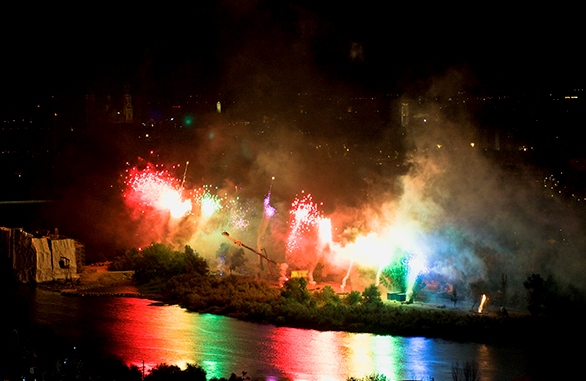
Fuegos artificiales en el día de la clausura.

El 14 de septiembre de 2008 la Expo Zaragoza 2008 cerró sus puertas con la presencia de los Reyes de España y el presidente del Gobierno, José Luis Rodríguez Zapatero. En ella se presentó, a modo de legado, la Carta de Zaragoza.

## Recinto Expo

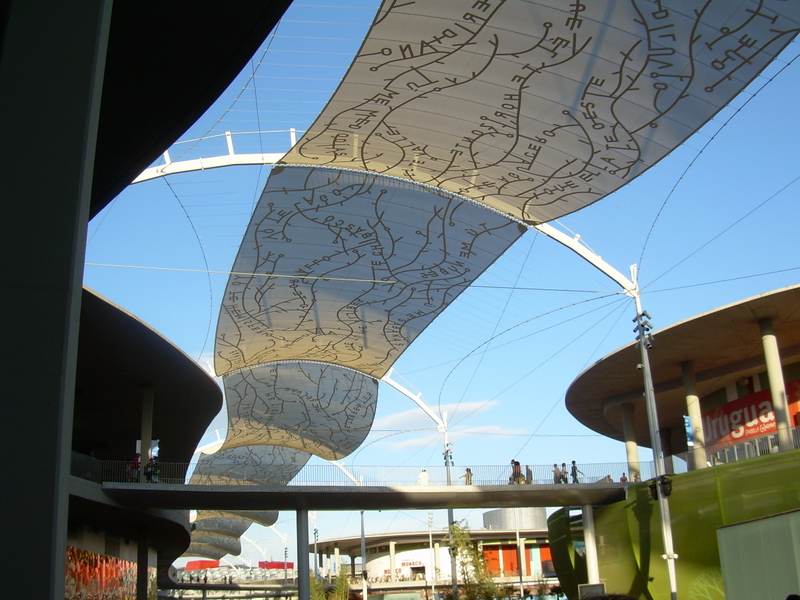
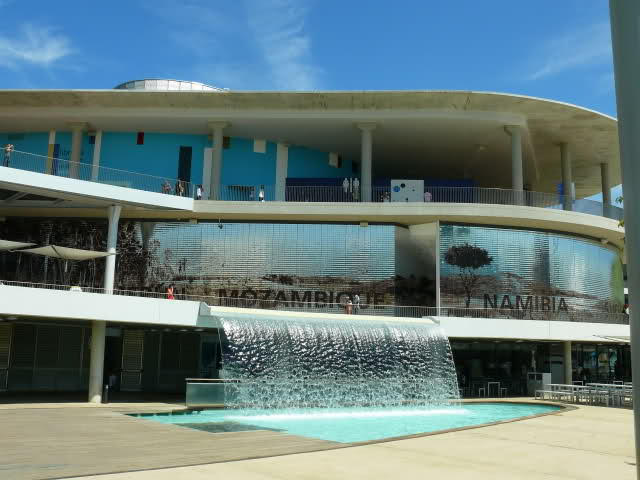
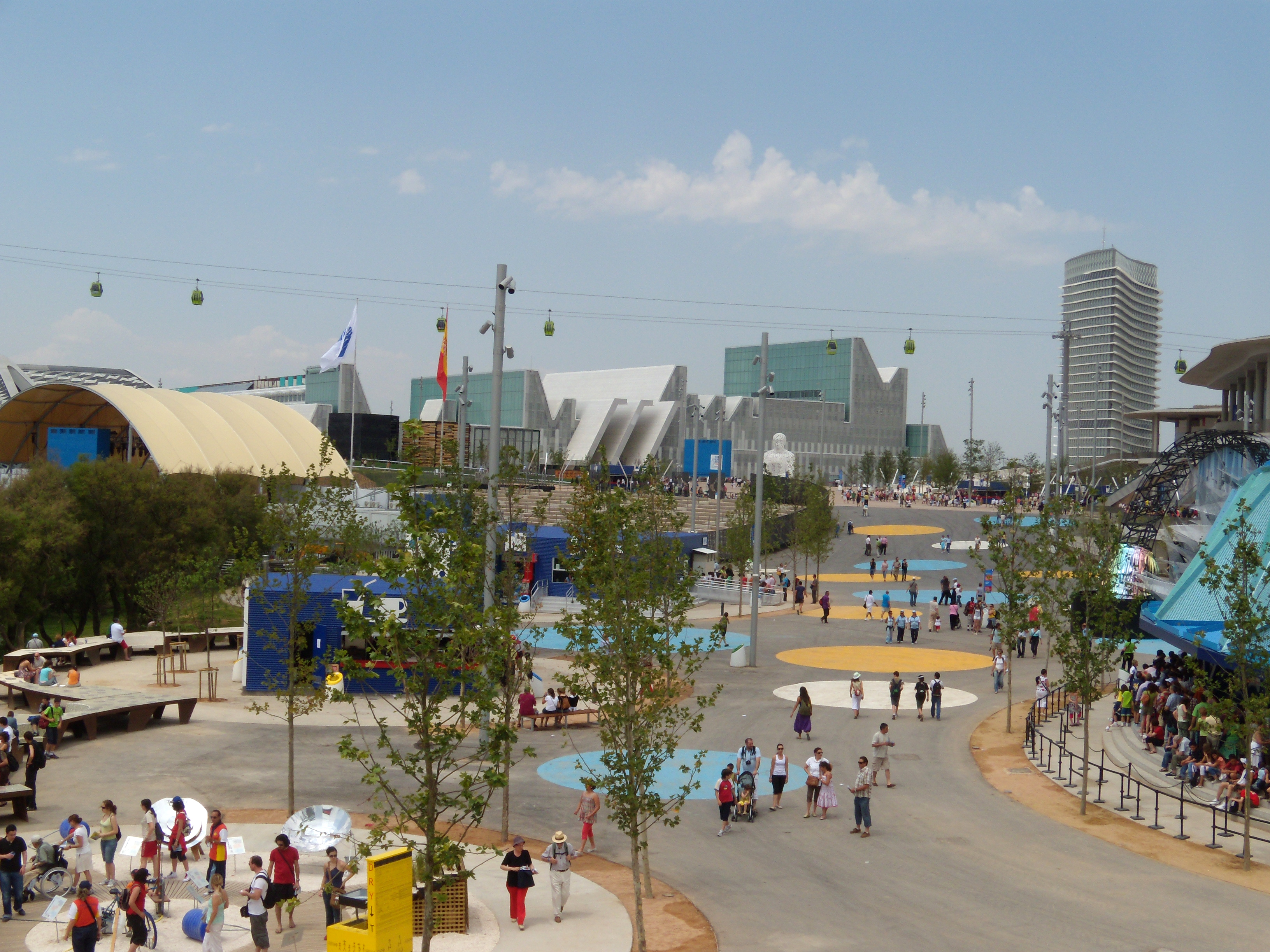
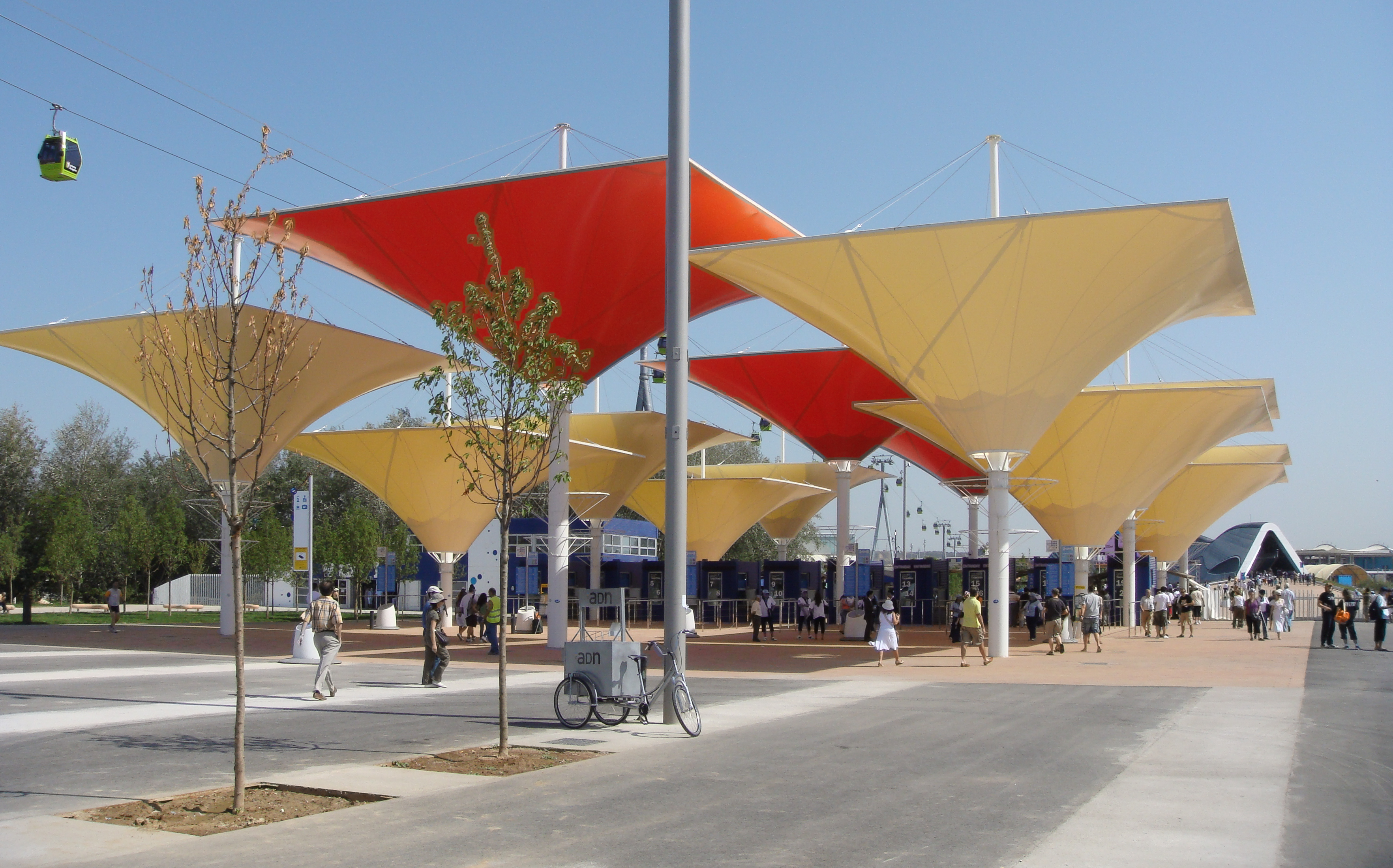

Otra de las diferencias entre una Exposición Universal y una Internacional es que esta última tiene un recinto con una superficie máxima establecida por el BEI. En el caso de Expo Zaragoza 2008, el recinto ocupó 25 hectáreas del meandro de Ranillas, creado por el río Ebro. Esto significa en torno a una quinta de la superficie total de este meandro del río. De este modo, el espacio se encontraba cercano a la ciudad y no se cometía el error de alejarlo demasiado de la ciudad como en la Expo de Hannover y era más sencillo de integrar en la Post-expo. Además, al localizarse en un meandro, rodeado por el río y junto al frente fluvial, quedaba claramente establecida una relación con el agua, temática de la muestra.
El recinto presentaba tres accesos:
- Puerta del Pabellón Puente, cuyas taquillas se encontraban en La Almozara.
- Puerta del Ebro, cuyo acceso y taquillas se realizaba por el frente fluvial y por la Avenida Ranillas.
- Puerta de la Torre del Agua, cuyo acceso se realizaba a través del Parque Luis Buñuel.

En las inmediaciones del recinto se construyeron dos grandes párquines, con capacidad para 10 000 vehículos: el parquin Norte, junto al Campus Río Ebro, y el parquin Sur, junto a Zaragoza-Delicias.
Los pabellones de países y comunidades autónomas, a diferencia de una Exposición Universal, ocupan el mismo recinto, construido por la organización de la muestra. La mayoría de los países participantes se ubicó en el edificio de la Ronda del Raval, Ebro 1 y Ebro 5. Las comunidades autónomas en el edificio Ranillas. Y finalmente otros países, agrupados de forma temática (Estepas, praderas y sabanas; Bosques templados y selvas tropicales; Islas y costas) en los pabellones Ebro 2, Ebro 3 y Ebro 4. Solo los pabellones especiales de España y Aragón son edificios singulares.

### Arquitectura e iconos del recinto

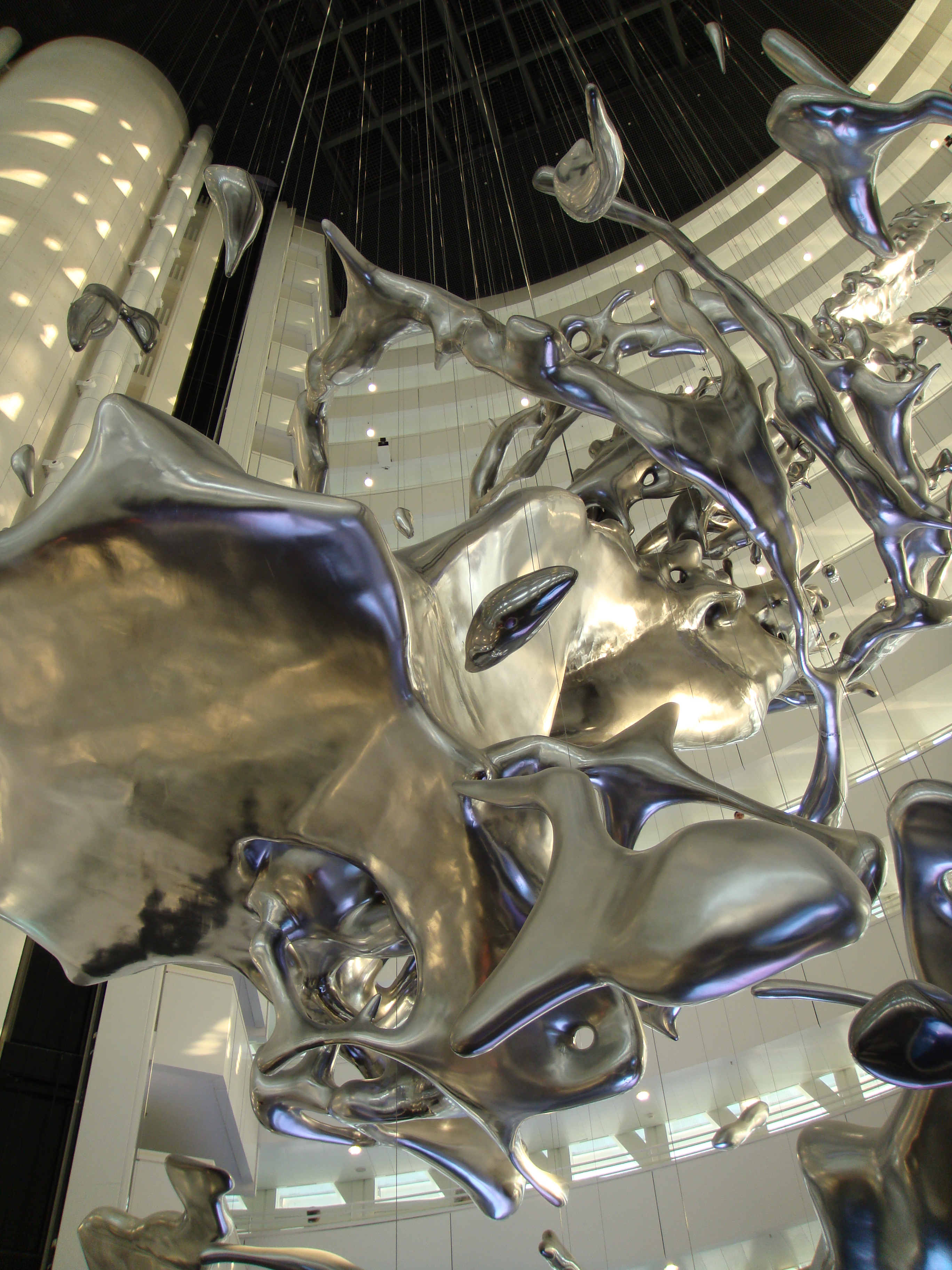
Splash

- El Pabellón Puente que une el recinto con el barrio de la Almozara y que fue encargado a la prestigiosa arquitecta iraquí Zaha Hadid.[127]
- El Pabellón de España del arquitecto navarro Patxi Mangado, un edificio climáticamente sostenible, cuya refrigeración se produce de forma natural mediante el agua de lluvia[128] Su estructura se asemeja a un bosque.
- El Pabellón de Aragón de los arquitectos Olano y Mendo.[129] Externamente se asemeja a una cesta de mimbre.
- El Palacio de Congresos de Nieto Sobejano.[130]
- La Torre del Agua, de 76 metros de altura, que permite canalizar el agua del recinto de la Expo creando un circuito cerrado en el que se podrán realizar diversas actividades. Diseñada por Enrique de Teresa.[131] En su interior contiene la exposición "Agua para la vida" y la escultura Splash de 21 metros que simula una explosión de agua, diseñada por Program Collective[132] formado por: Mona Kim, Todd Palmer, Olga Subirós y Simon Taylor, y desarrollada por Pere Gifre.[133]
- El Acuario fluvial, que es el mayor acuario fluvial de Europa.[134]
- El Pabellón del voluntariado (el faro), gestionado directamente por ONG. obra del arquitecto Ricardo Higueras. Está construido a base de cerámica con las técnicas tradicionales de los cántaros para agua. Popularmente recibe el nombre de "El botijo". Como curiosidad, debió protegerse de la crecida que se produjo en el río escasas fechas antes de la inauguración de la exposición.
- El Pabellón Latinoamericano "Bajo la lluvia, selvas y bosques latinoamericanos" expresa el valor del agua de las selvas y los bosques latinoamericanos, integrándose elementos climáticos, edáficos, zoológicos, botánicos e hidrológicos en sus conceptos expositivos, sobre el Río Ebro, a cargo del arquitecto mexicano Francisco López Guerra.
- Las Plazas temáticas. Seis plazas que desarrollan una serie de exposiciones y espectáculos como estímulo a la reflexión sobre el agua. De estas, el Pabellón SED fue trasladado a Valladolid y reinstalado con el nombre de "Cúpula del Milenio".
- El Anfiteatro, diseñado por Félix Escrig Pallarés y con capacidad para 7000 personas.
- Unas Telecabinas unen la Estación Intermodal de Zaragoza - Delicias con el parque metropolitano y el recinto de la Expo.[135]
- Edificio del Centro de Prensa, situado junto al recinto y obra del zaragozano Basilio Tobías.
- La escultura El alma del Ebro. Una obra de gran tamaño que representa a un hombre sentado y cuya figura está formada por letras de acero. Su autor es Jaume Plensa.

### Galería

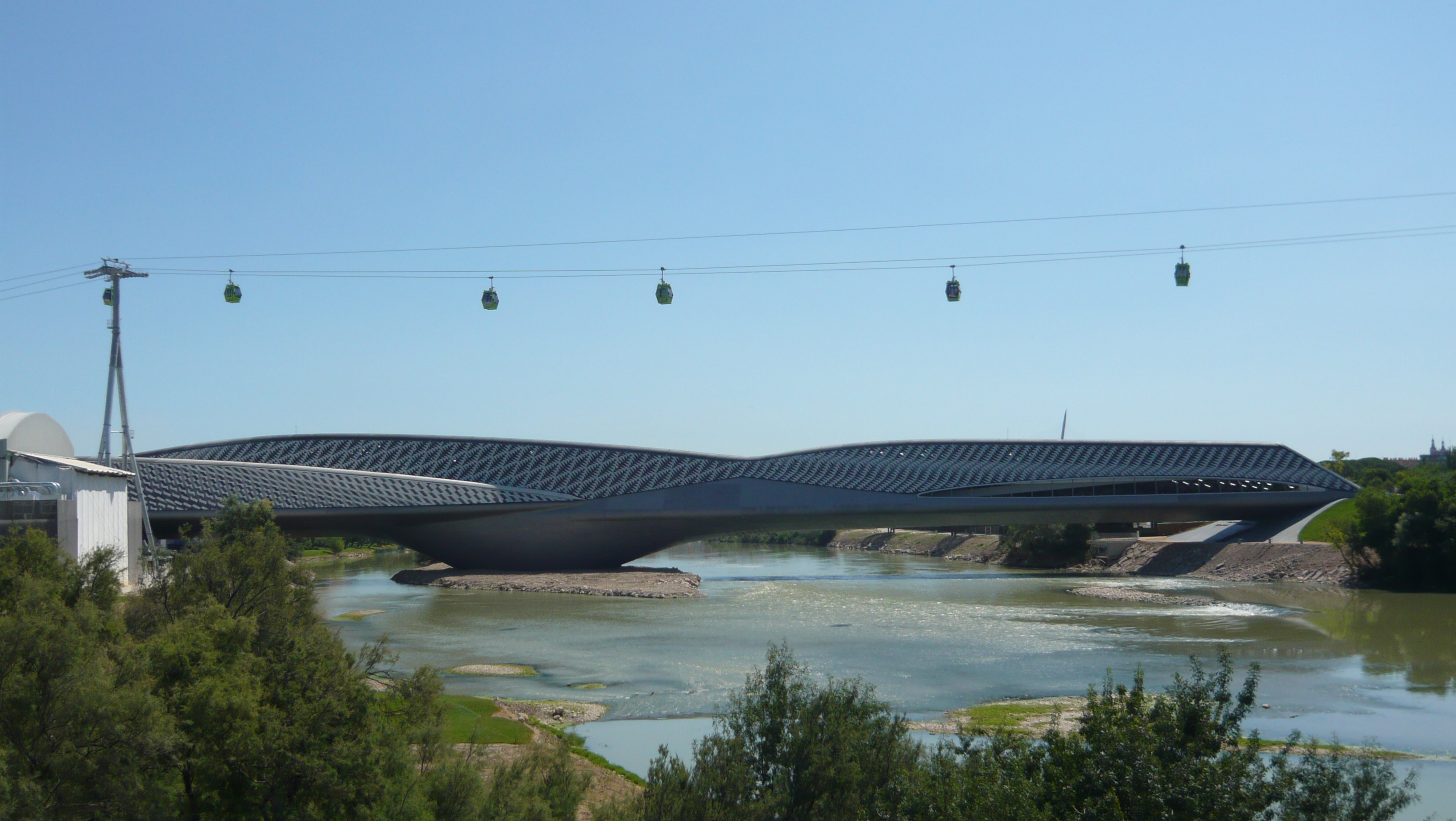
Pabellón Puente y telecabinas
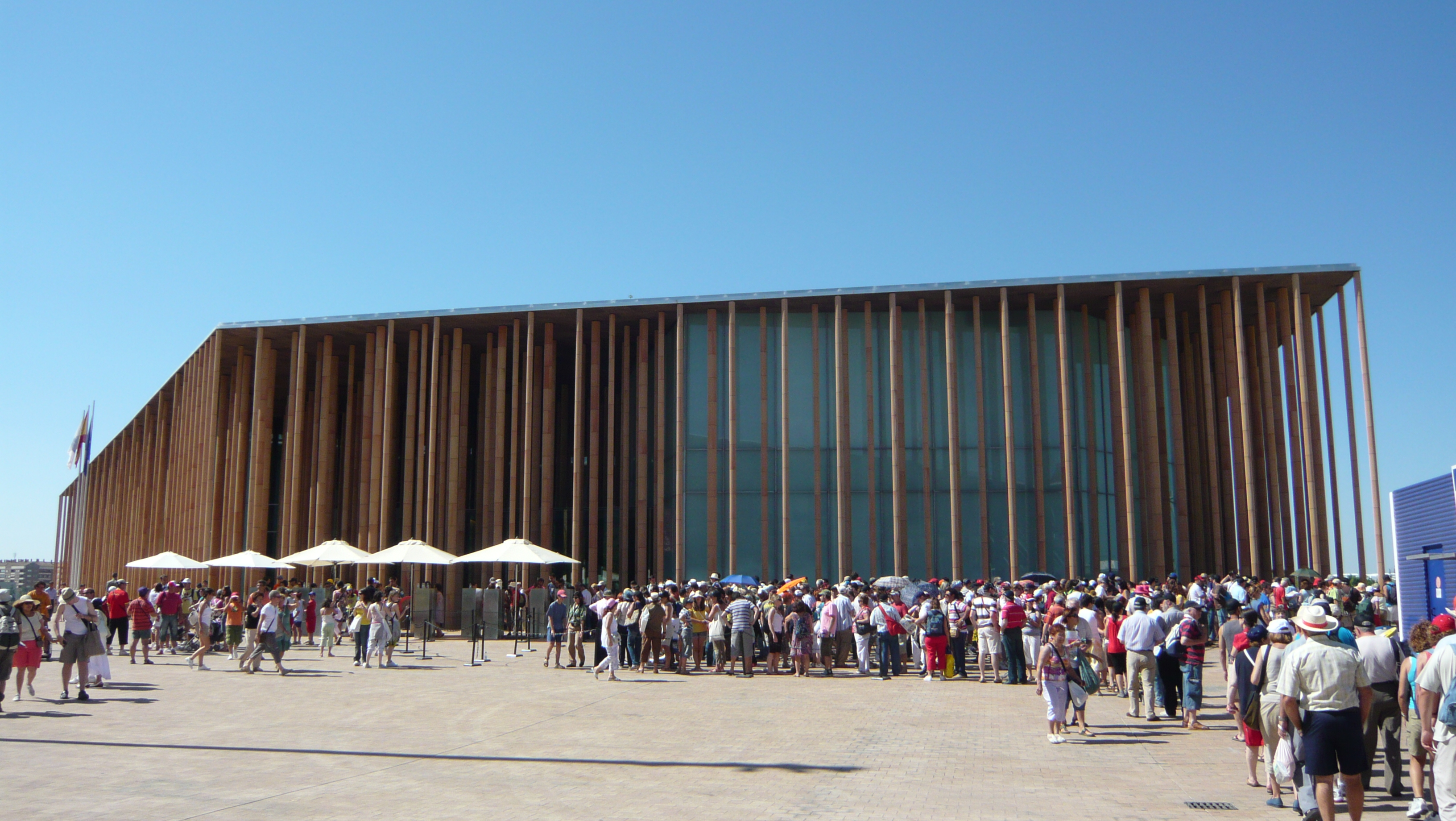
Pabellón de España
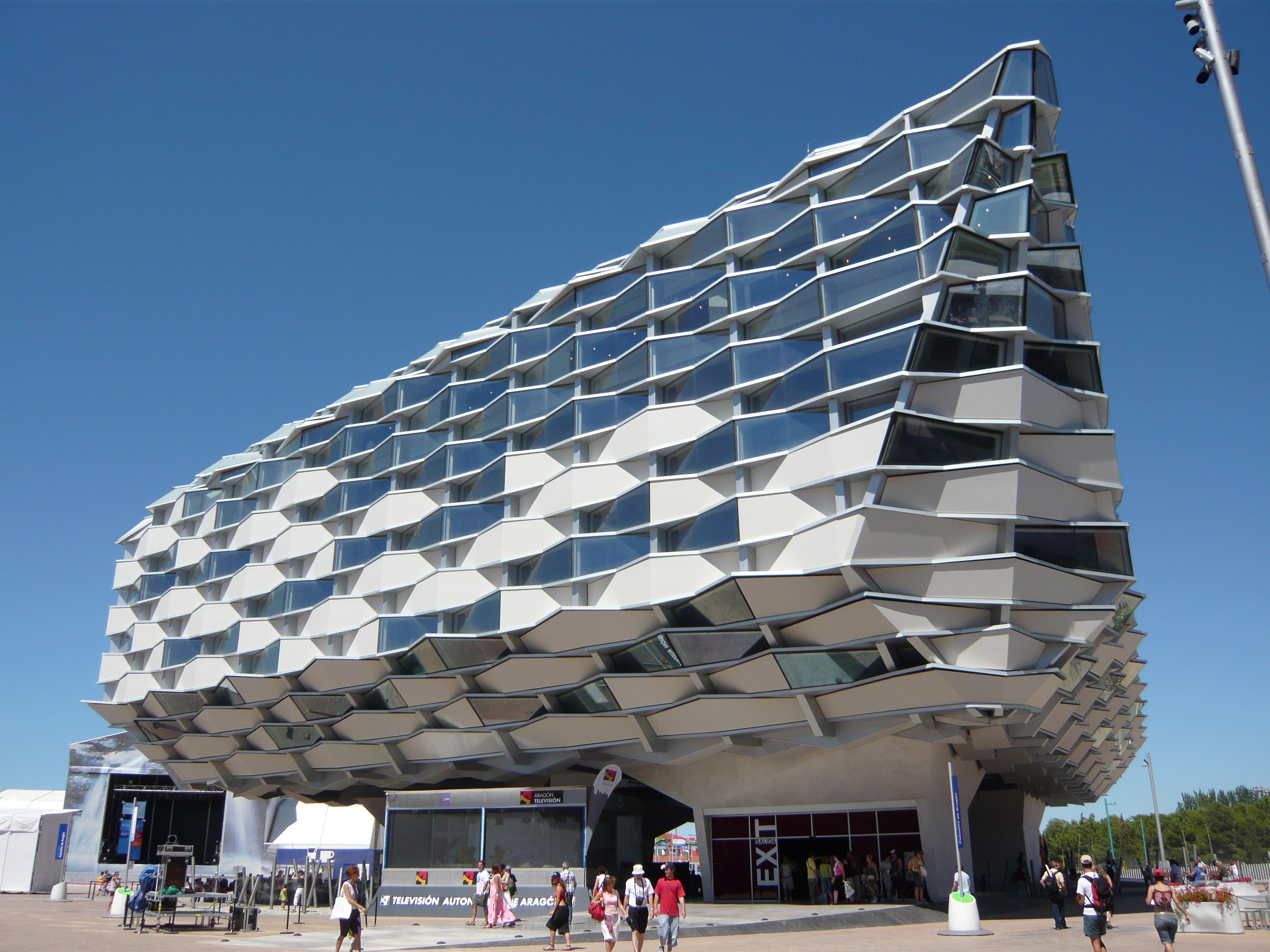
Pabellón de Aragón
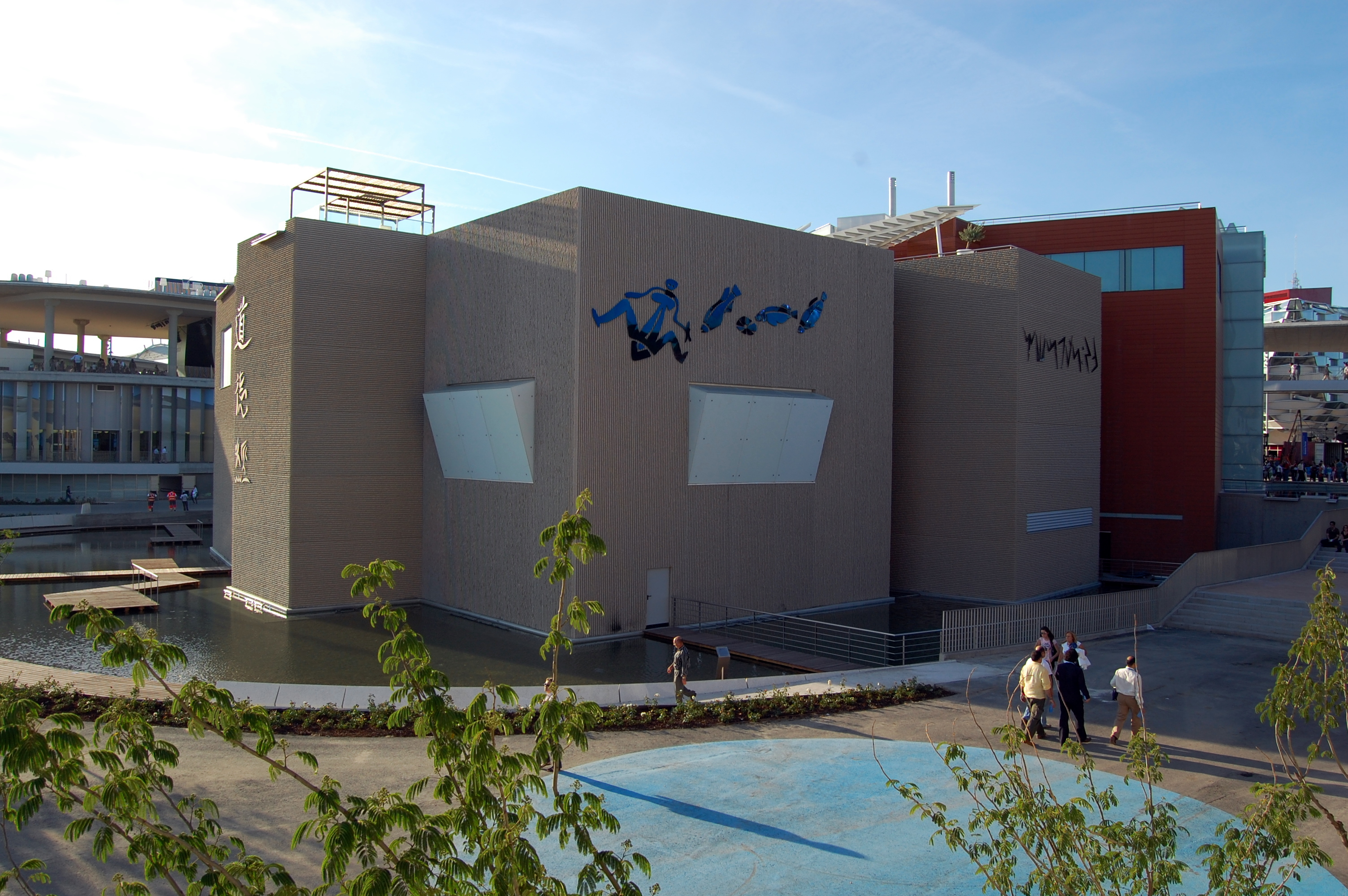
Acuario fluvial
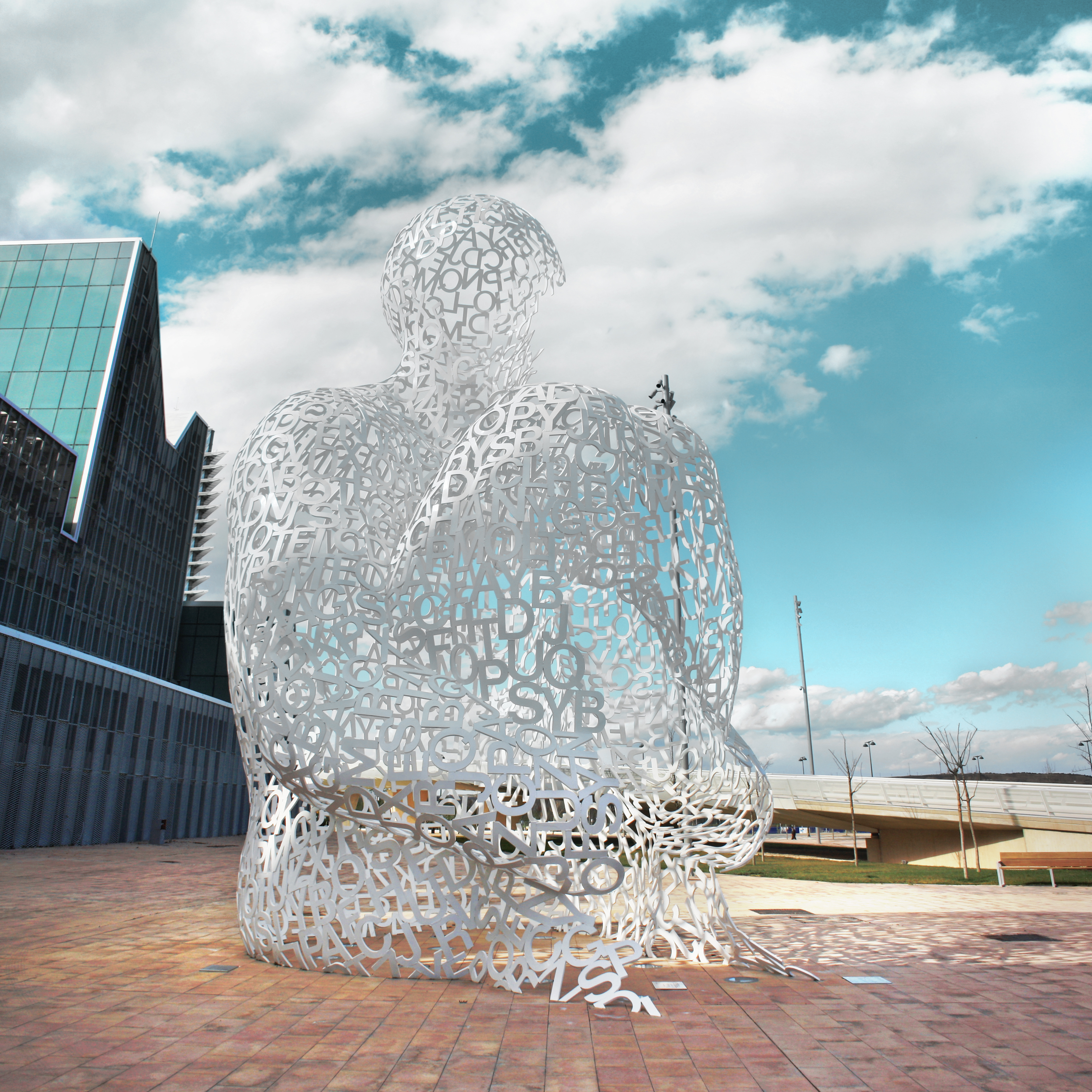
Alma del Ebro
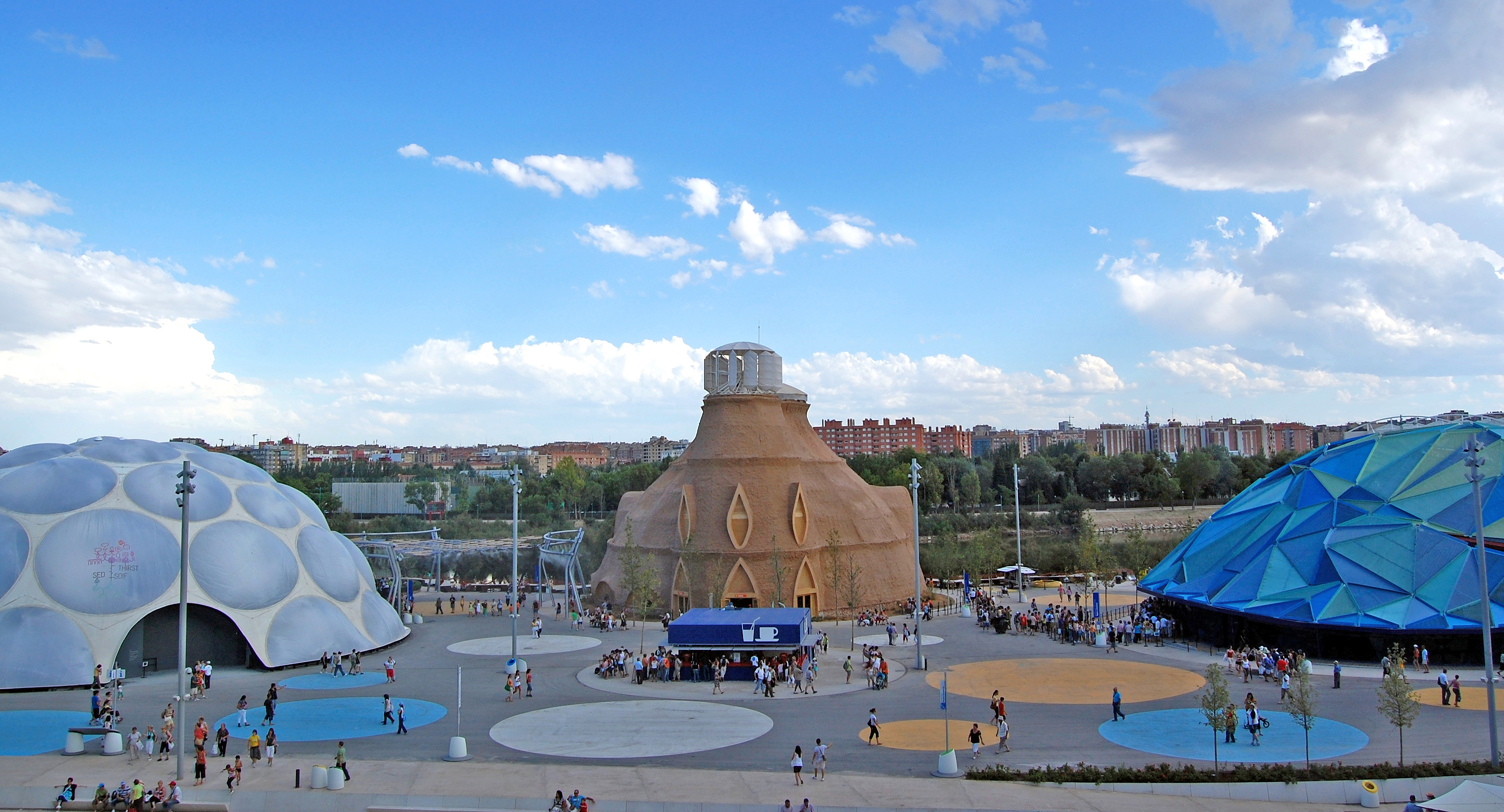
Plazas temáticas, a la izquierda el Pabellón SED posteriormente fue trasladado a Valladolid y reinstalado como la "Cúpula del Milenio"
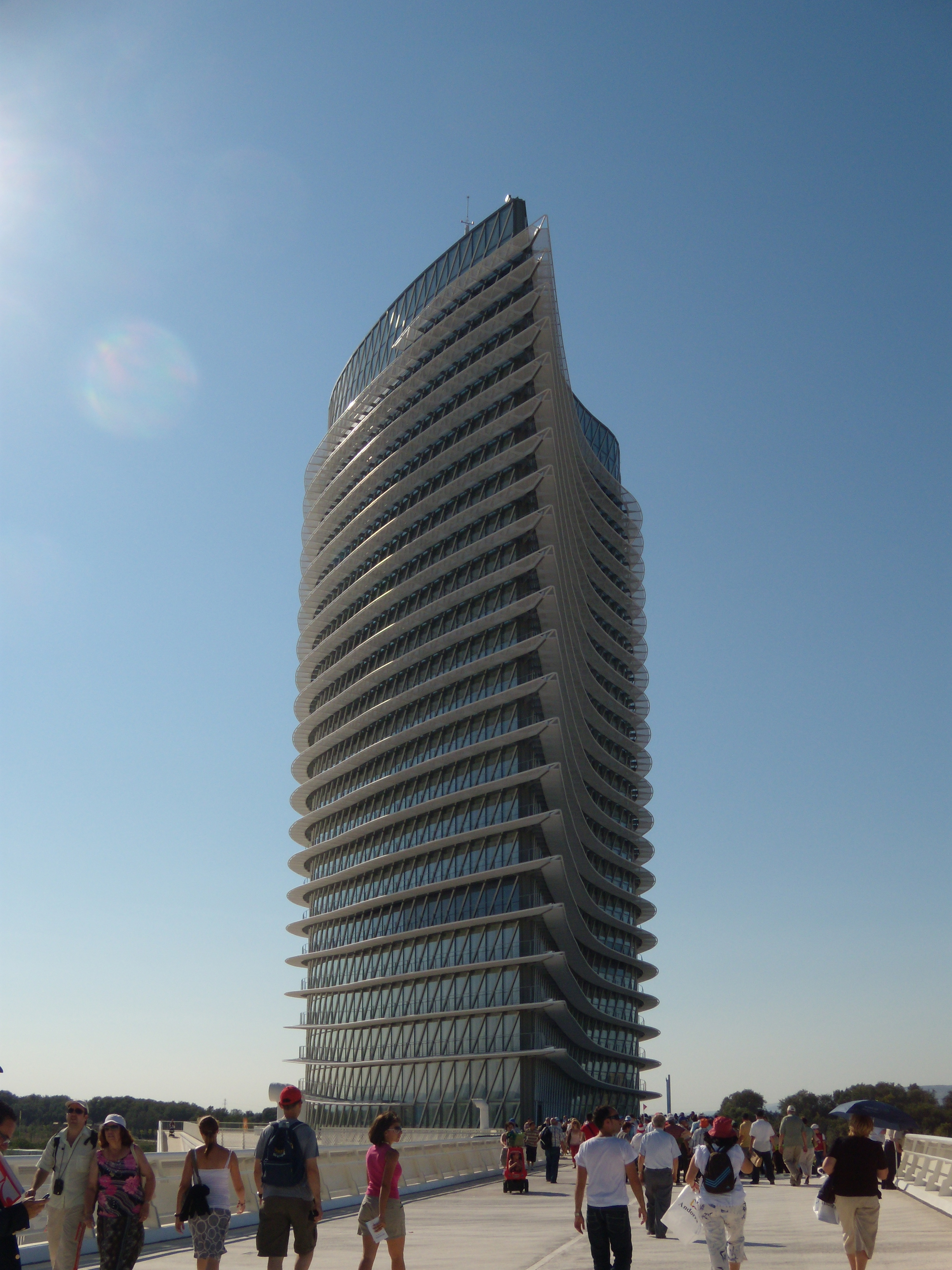
Torre del Agua
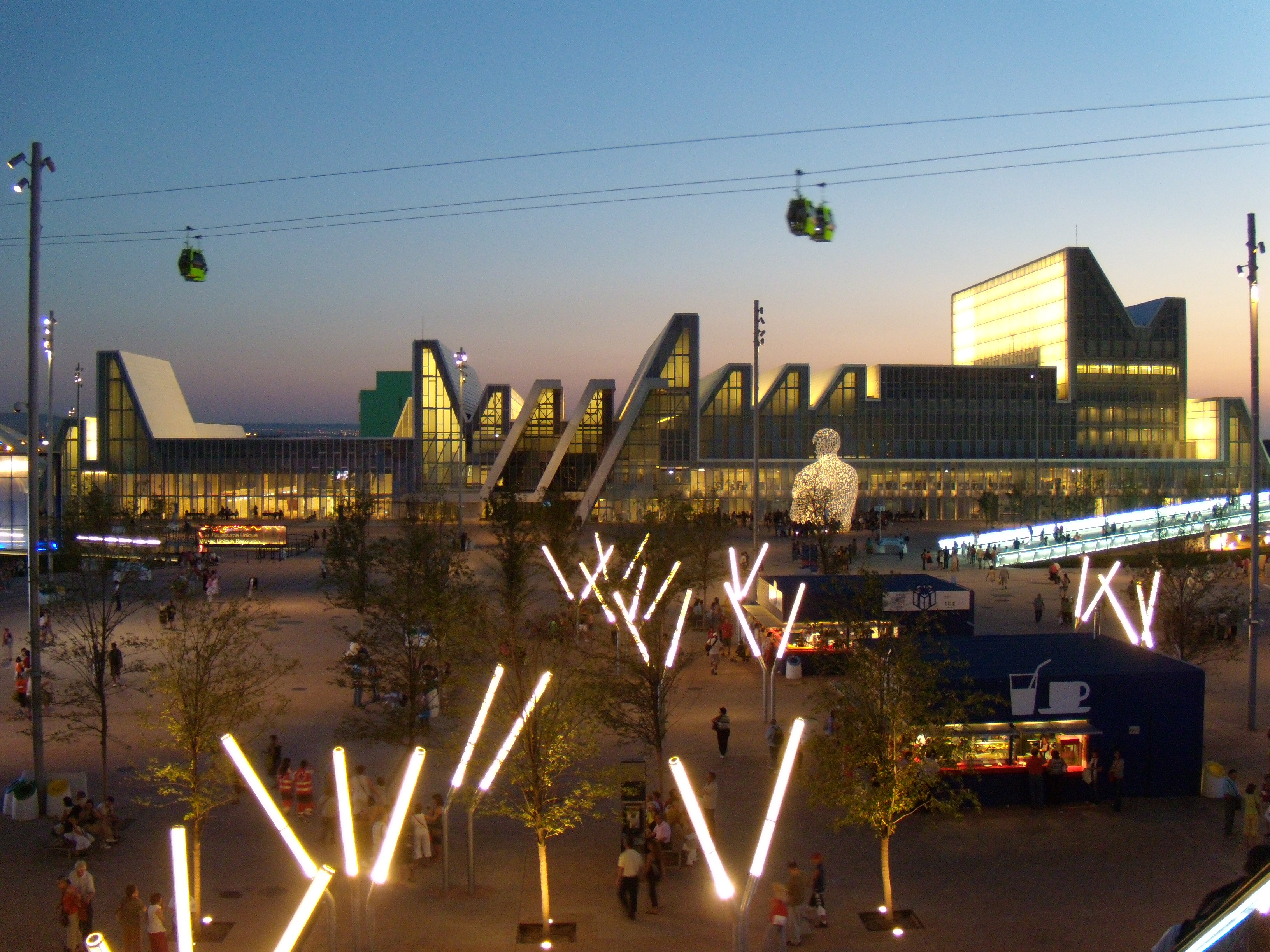
Palacio de Congresos

## Proyectos e infraestructuras ligados a la Expo
La Exposición Internacional de Zaragoza trajo consigo el mayor volumen de inversión pública de la historia de la ciudad. El Plan de Acompañamiento de la Expo conllevó inversiones que alcanzaron los 2500 millones de euros en tan solo tres años. Además del recinto expositivo, se planeó toda una serie de infraestructuras viarias, ferroviarias, turísticas y actuaciones verdes (más de 500 hectáreas de zonas verdes) que han cambiado en gran medida la fisonomía de Zaragoza, marcando un hito urbano sin precedentes. En total se construyeron 18 nuevos puentes y pasarelas para cruzar los cuatro cursos fluviales de Zaragoza: el Ebro, el Gállego, el Huerva y el Canal Imperial de Aragón.
Algunos de estos proyectos ligados a la celebración de la Expo fueron:
- El Pabellón Digital del Agua o Digital Water Pavilion (DWP). Es una estructura diseñada por Carlo Ratti, arquitecto del Instituto Tecnológico de Massachusetts, y forma parte del proyecto de Milla Digital. Situada junto a la entrada al recinto Expo por La Almozara, es un edificio interactivo que emite mensajes formando palabras a través de cortinas de agua.[139] Fue considerada una de la innovaciones del año por la revista Time.[140]
- El Parque Metropolitano del Agua - Luis Buñuel, el mayor espacio verde de la ciudad, diseñado en torno al recinto Expo por Margarita Jover e Iñaki Alday. Este espacio cuenta con playas fluviales de arena de sílice y palmeras en una parcela de 16 500 metros cuadrados; el Canal internacional de aguas bravas; una Zona termal; un jardín botánico, un campo de golf; bosques de ribera, canales de navegación y un pabellón de celebraciones dotado de restaurante de 2300 metros cuadrados y rodeado de 4000 metros de jardines privados.[141]
- La Pasarela del Voluntariado del ingeniero Javier Manterola que, con una longitud de 277 m, une las dos orillas sin ningún apoyo sobre el río, con un mástil de 75 metros de altura.[142]
- El Puente del Tercer Milenio conecta el margen derecho del Ebro con la Expo. Es obra del ingeniero oscense Juan José Arenas.
- La navegabilidad del Ebro. Inspirada en otras ciudades como París, requirió de la construcción de un azud-pasarela en el río Ebro para crear una lámina estable de agua que permita la navegación de barcos de pequeño calado.
- El Plan de riberas. Hasta este plan las riberas del Ebro a su paso por Zaragoza presentaban un alto nivel de deterioro. Eran un foco de suciedad, con restos de antiguas industrias y vertederos. El plan estableció diferentes tramos de obras incluso aguas arriba y aguas abajo del núcleo urbano para recuperación este amplio espacio para el ocio de los ciudadanos. Entre las principales actuaciones destacan la ampliación de las aceras,  la limpieza del soto de ribera, la construcción de miradores a distintos niveles y carriles bici, la instalación de pistas de voleibol o fútbol playa y un plan de obras de arte abstracto por ambos márgenes. La Expo consiguió que la ciudad, que había dado la espalda al río en las últimas décadas, volviera su mirada a las riberas, reconvertidas en amplios espacios verdes. A este Plan se unieron también las riberas de los ríos Huerva y Gállego, y del Canal Imperial de Aragón.[143]
- Incorporación de los antiguos depósitos de Casablanca como lago artificial con embarcaciones y zonas verdes.
- Remodelación y ampliación del Aeropuerto de Zaragoza por el equipo de Luis Vidal. Se triplicó la superficie de 4500 a 13 500 metros cuadrados con el nuevo edificio.[144]
- Corredor verde Oliver-Valdefierro.[145]
- Mejora del alumbrado de la ciudad, tanto de monumentos y puentes como de avenidas. Estas actuaciones arrancaron en 2006 con la iluminación de 17 de los principales monumentos de la ciudad, como las iglesias de Santa Engracia, San Pablo o la Magdalena.[146] También se mejoró la iluminación de La Seo y de la Basílica del Pilar, la cual también fue sometida a una profunda restauración.[147]
- Establecimiento de la primera línea de cercanías en Zaragoza, con un trayecto entre Casetas y La Cartuja (C-1). El 11 de junio de 2008 entró en funcionamiento la línea de forma parcial, con las estaciones de Utebo, Casetas, Delicias, El Portillo y Miraflores.[148] En 2012 se abrió finalmente la estación más céntrica del servicio, la estación de Goya.
- Finalización del Tercer Cinturón (Z-30). Con el Puente del Tercer Milenio y la Ronda del Raval se cerró este cinturón carretero semiurbano.
- Finalización del Cuarto Cinturón (Z-40). Se acometió el segmento este de la principal circunvalación de la ciudad y se finalizó por completo. Con este Cinturón se conectaron todas las autovías y ejes carreteros nacionales, lo que permite desplazarse de una a otra sin necesidad de atravesar el núcleo urbano.
- Construcción del Camping Ciudad de Zaragoza.[149]
- Pasarela de Delicias, que une la estación de Zaragoza-Delicias con la entrada al recinto por La Almozara. Es obra de Juan José Arenas.
- Aumento significativo de la infraestructura hotelera de la ciudad, hasta las 10 000 plazas, con la construcción de varios nuevos hoteles.[150]
- Rehabilitación del Paraninfo de Zaragoza. Entre el mes de mayo de 2006 hasta el mismo mes del año 2008, se realizó la obra de reforma de la que fue hasta 1973 la Facultad de Medicina de la Universidad de Zaragoza, de 13 000 metros cuadrados de superficie útil, lo que permitió recuperar 9000 metros cuadrados más que permanecían cubiertos y en desuso.[151] El 31 de mayo de 2008, fue inaugurado por los reyes de España.[152]

### Galería

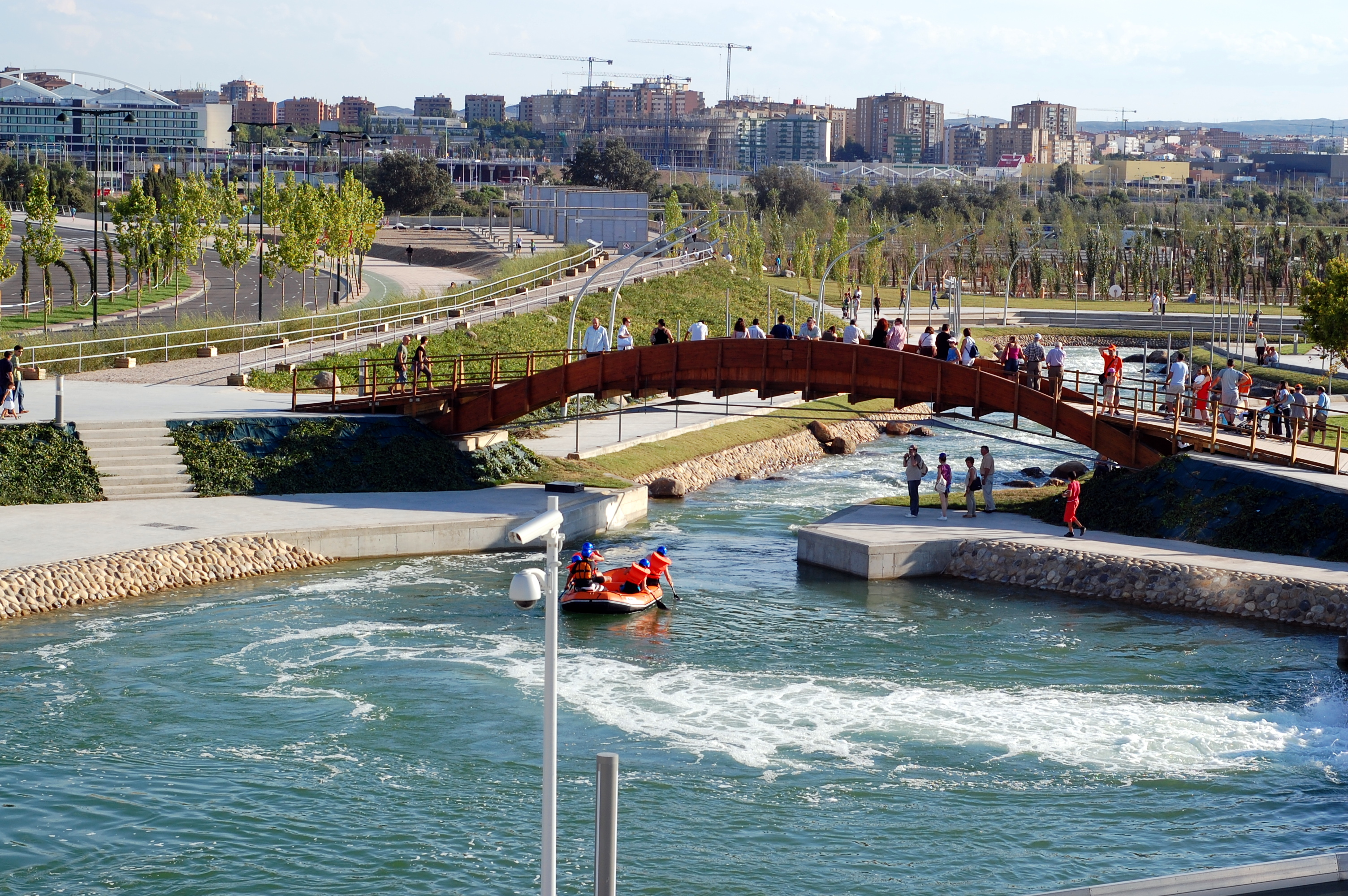
Canal de Aguas Bravas
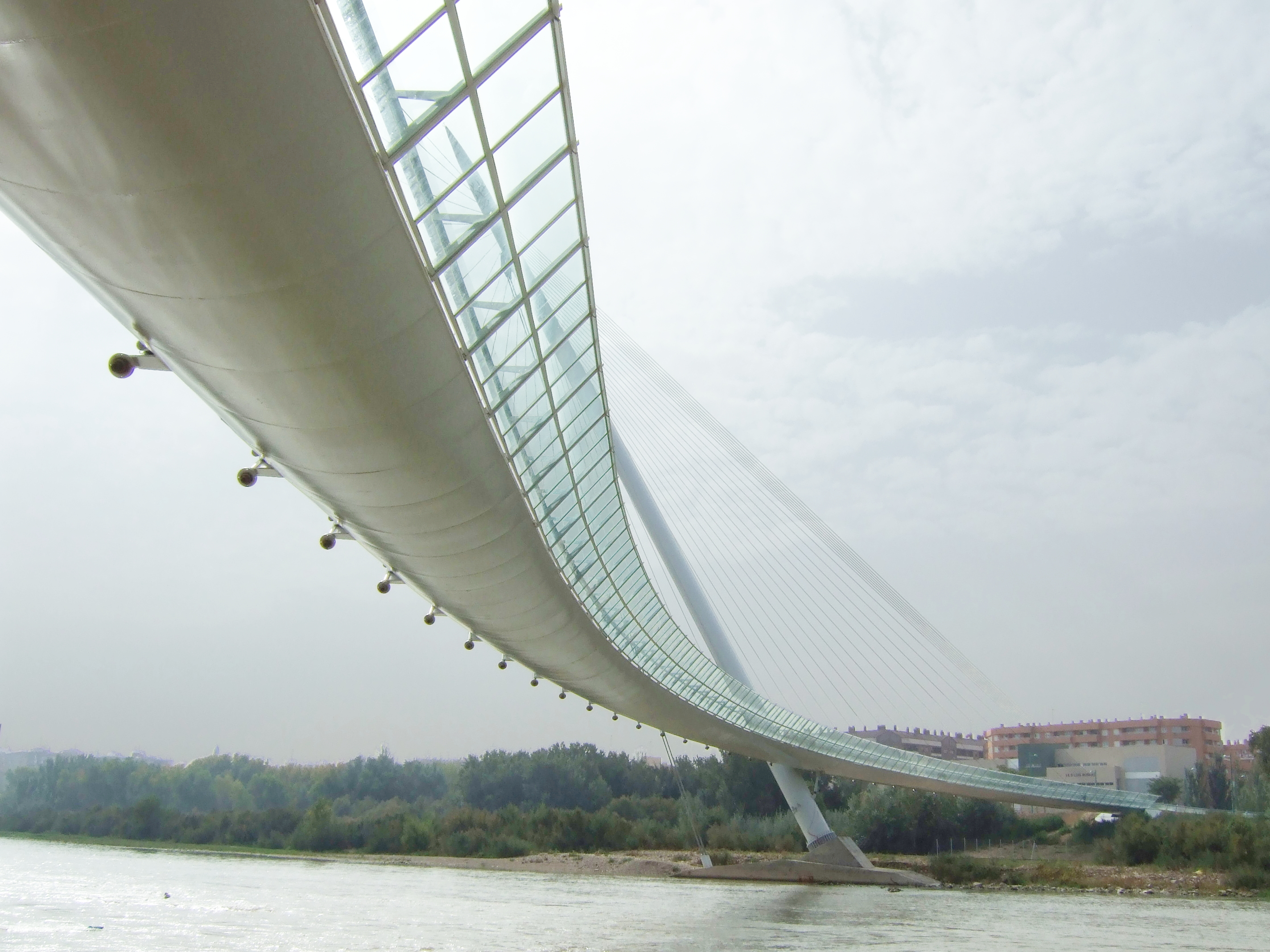
Pasarela del Voluntariado
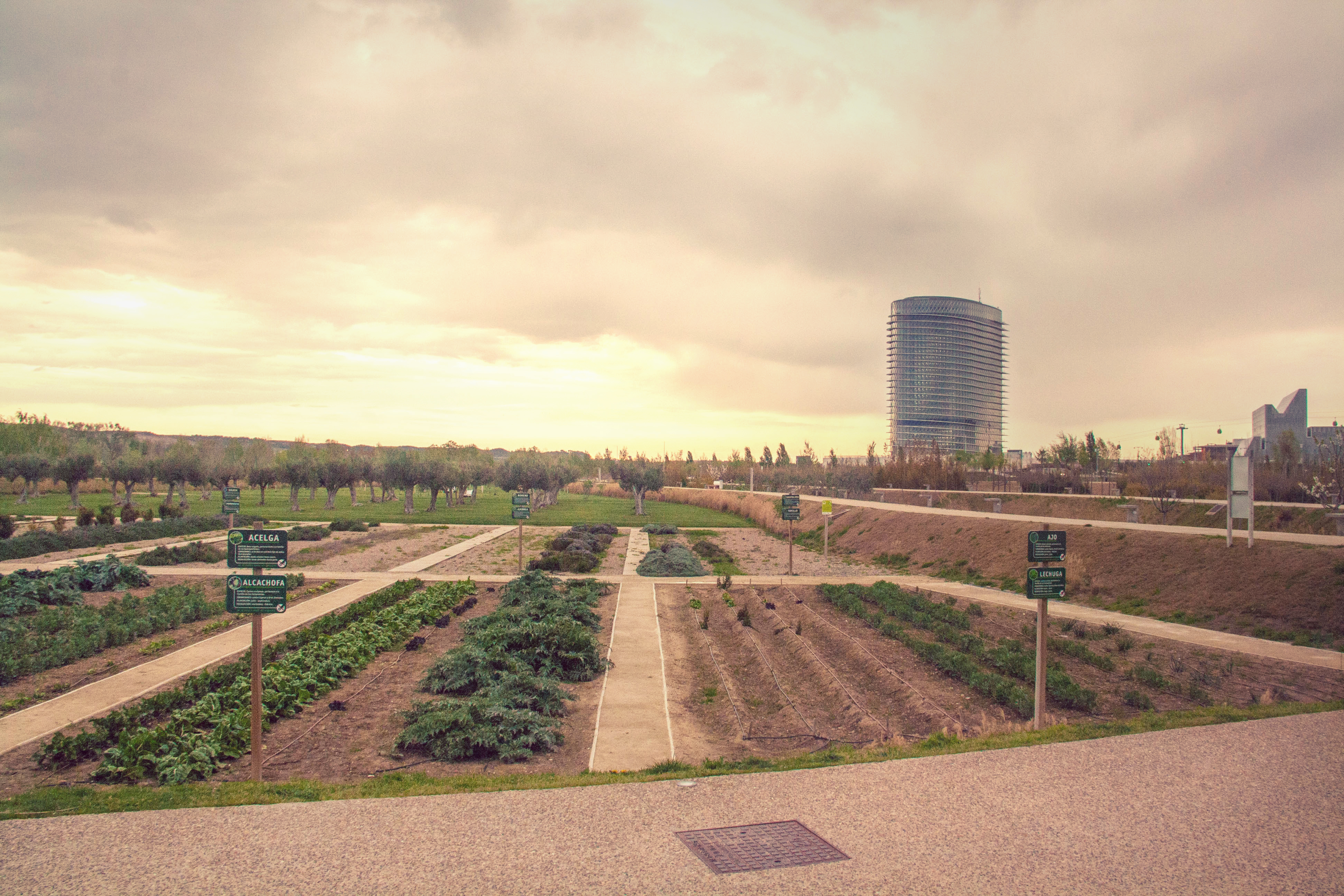
Jardín botánico
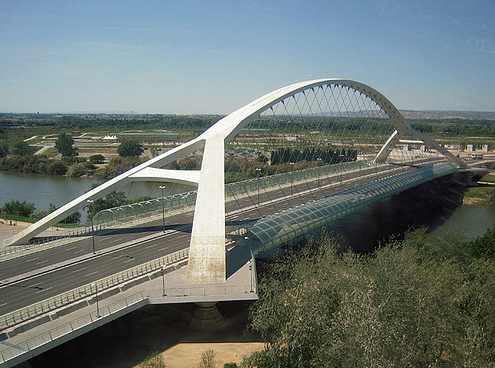
Puente del Tercer Milenio
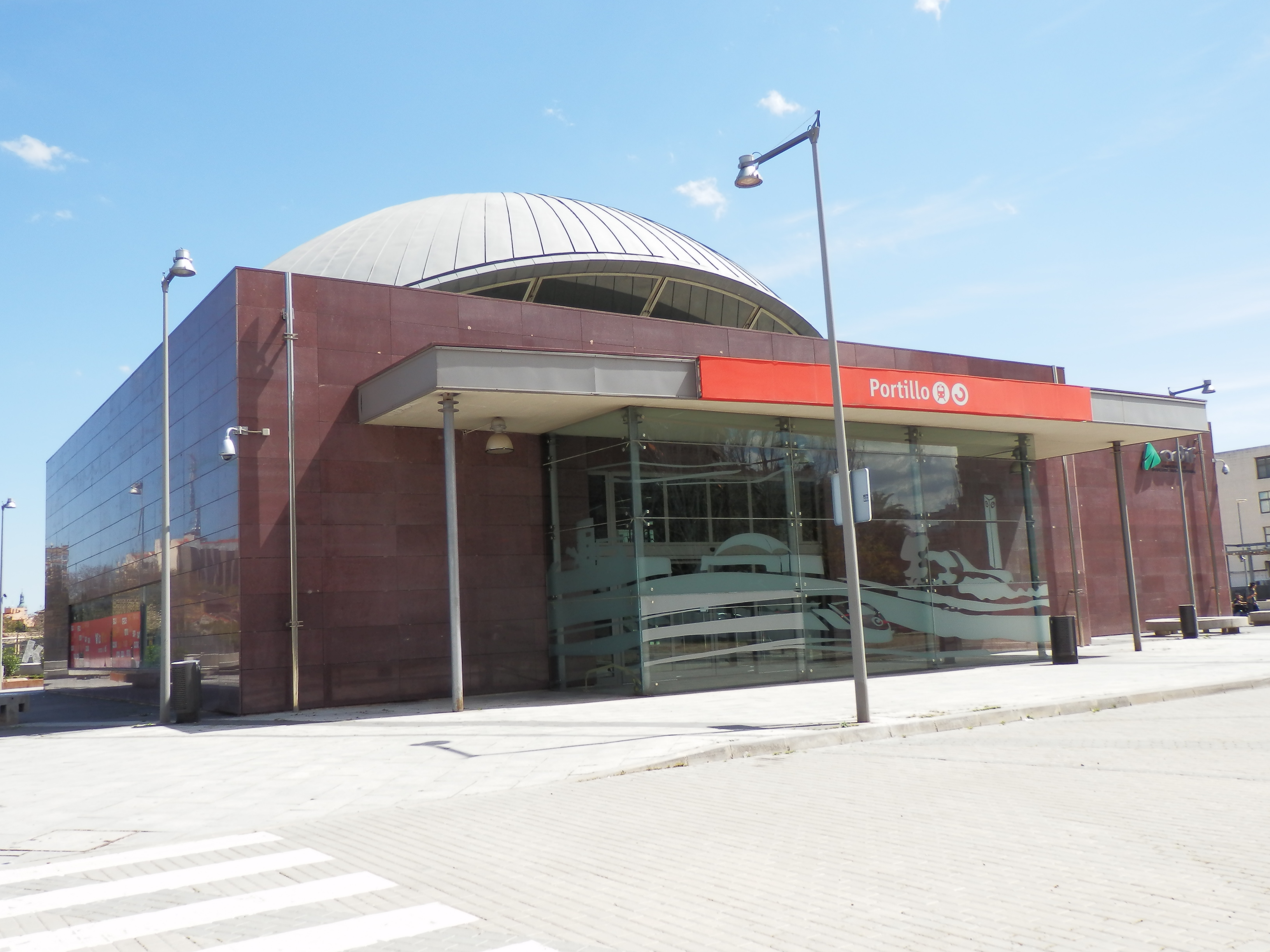
Estación de Cercanías El Portillo
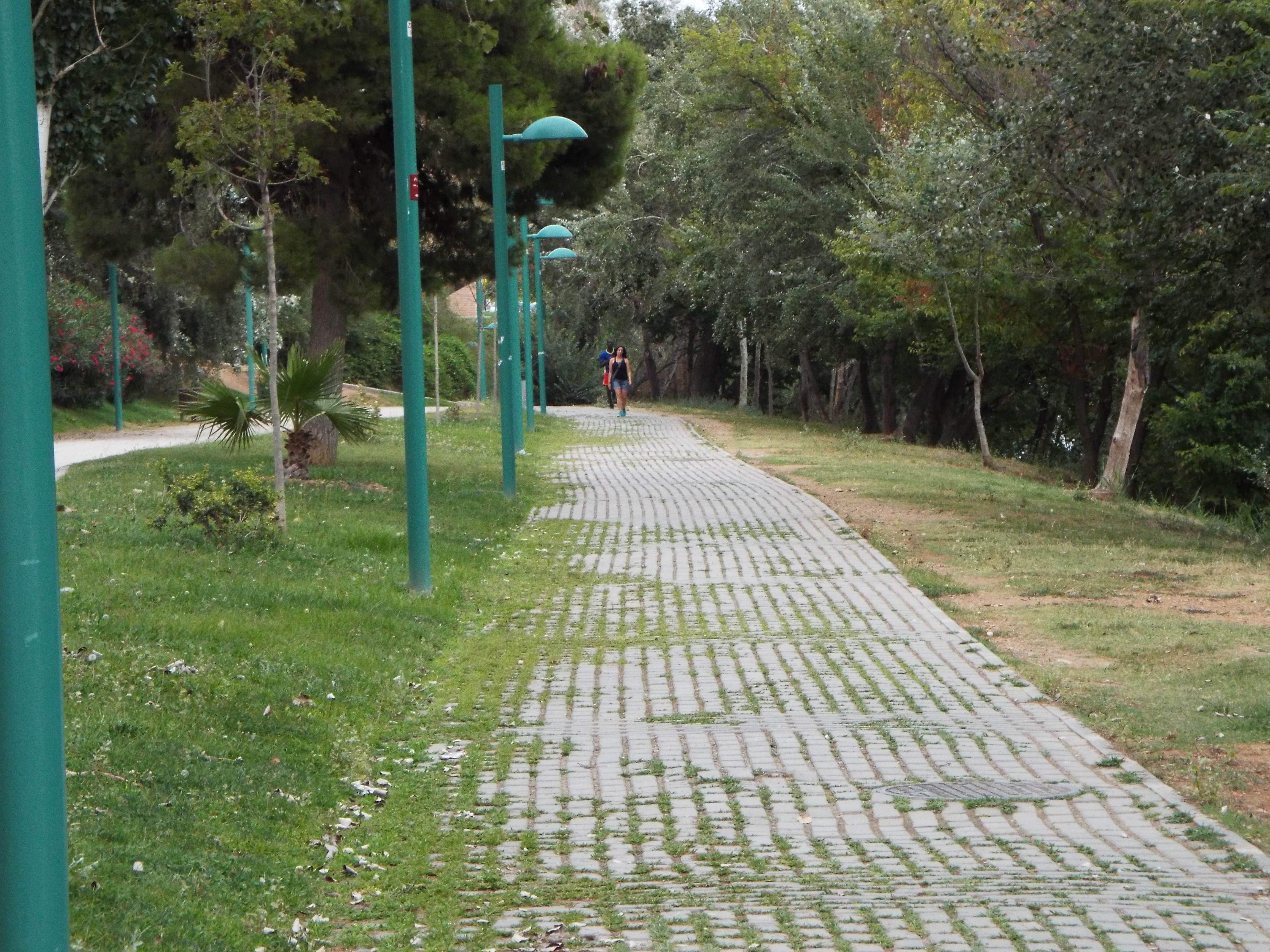
Paseo de la ribera
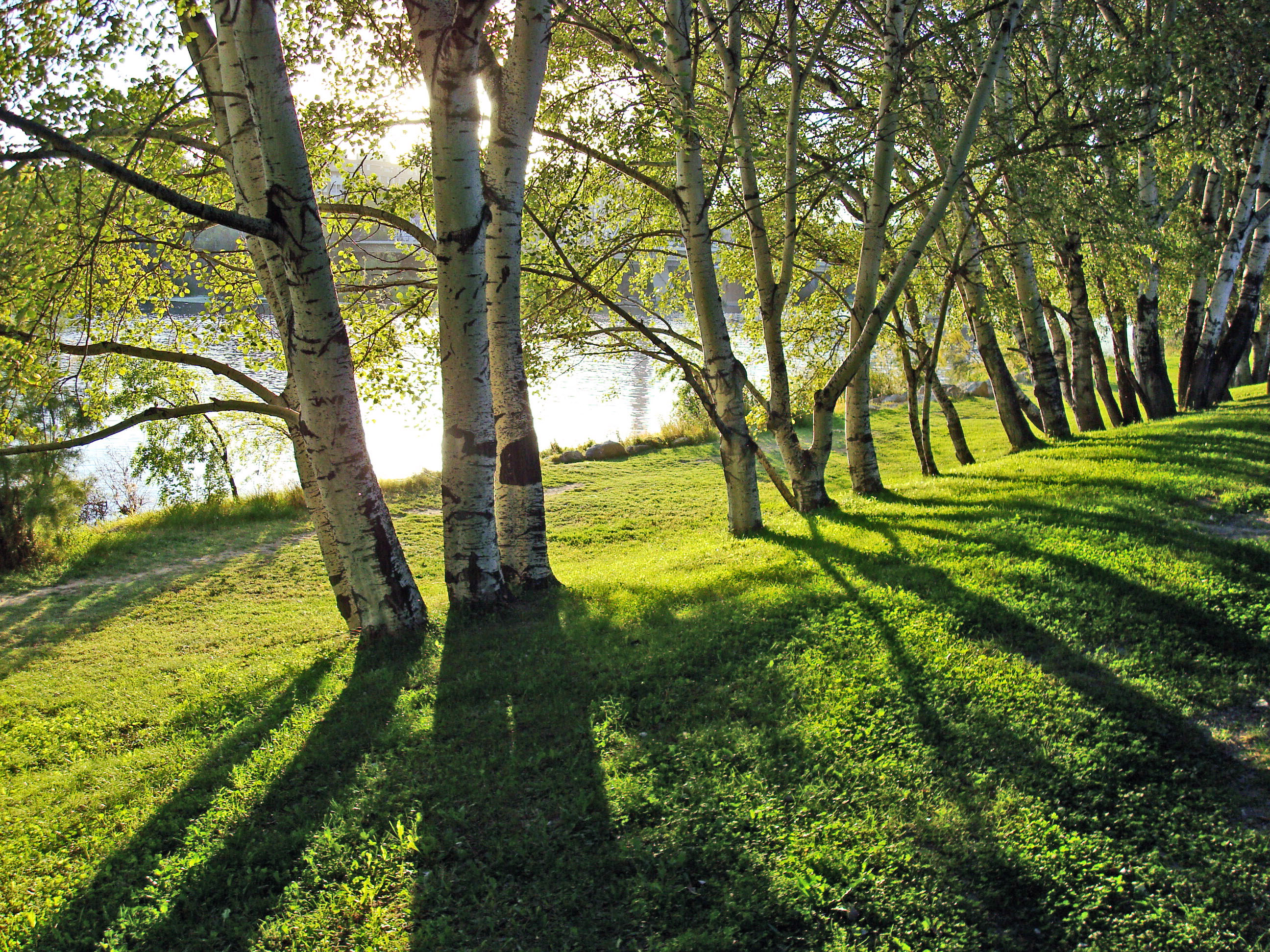
Soto recuperado
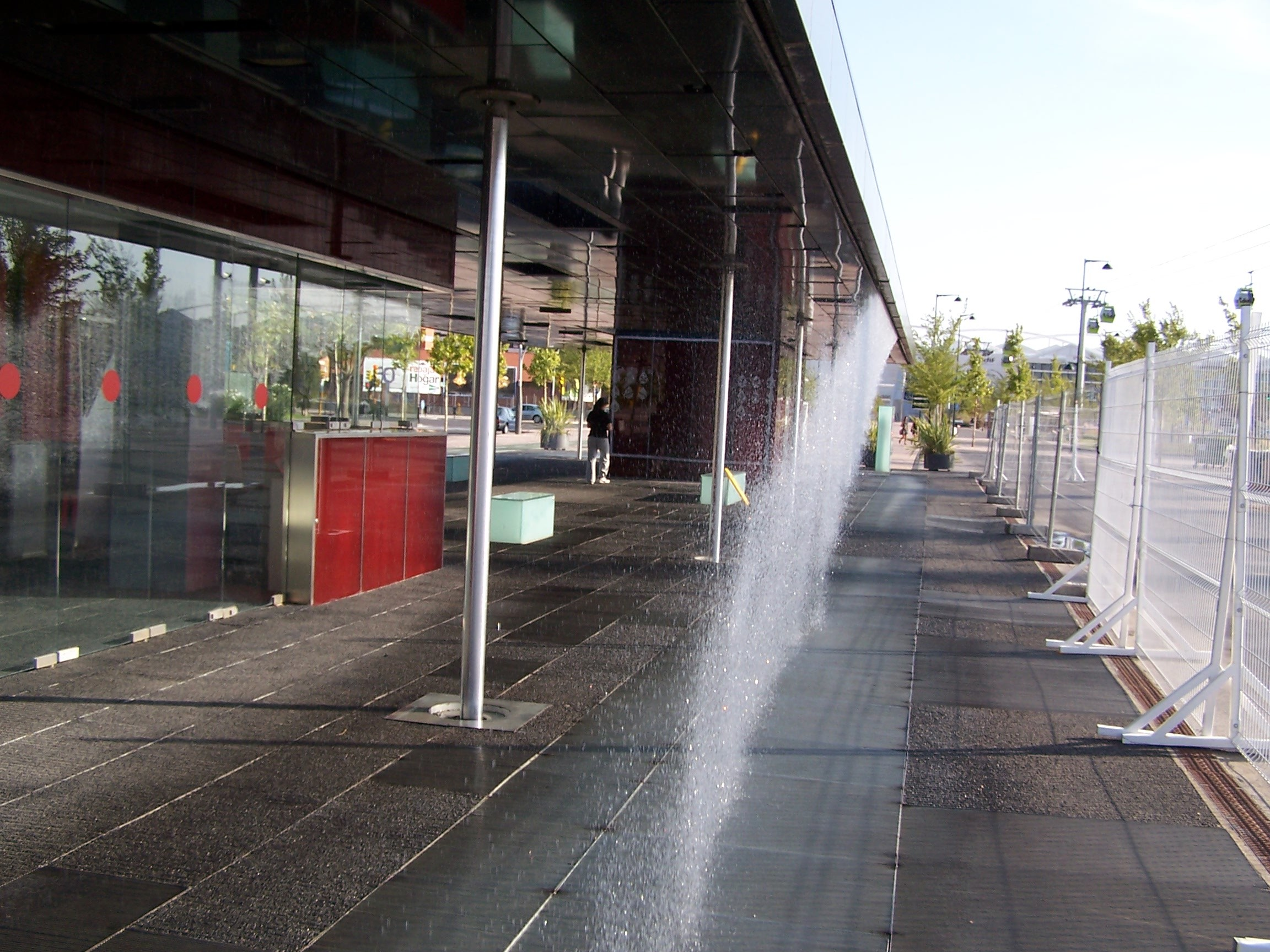
Digital Water Pavillion.
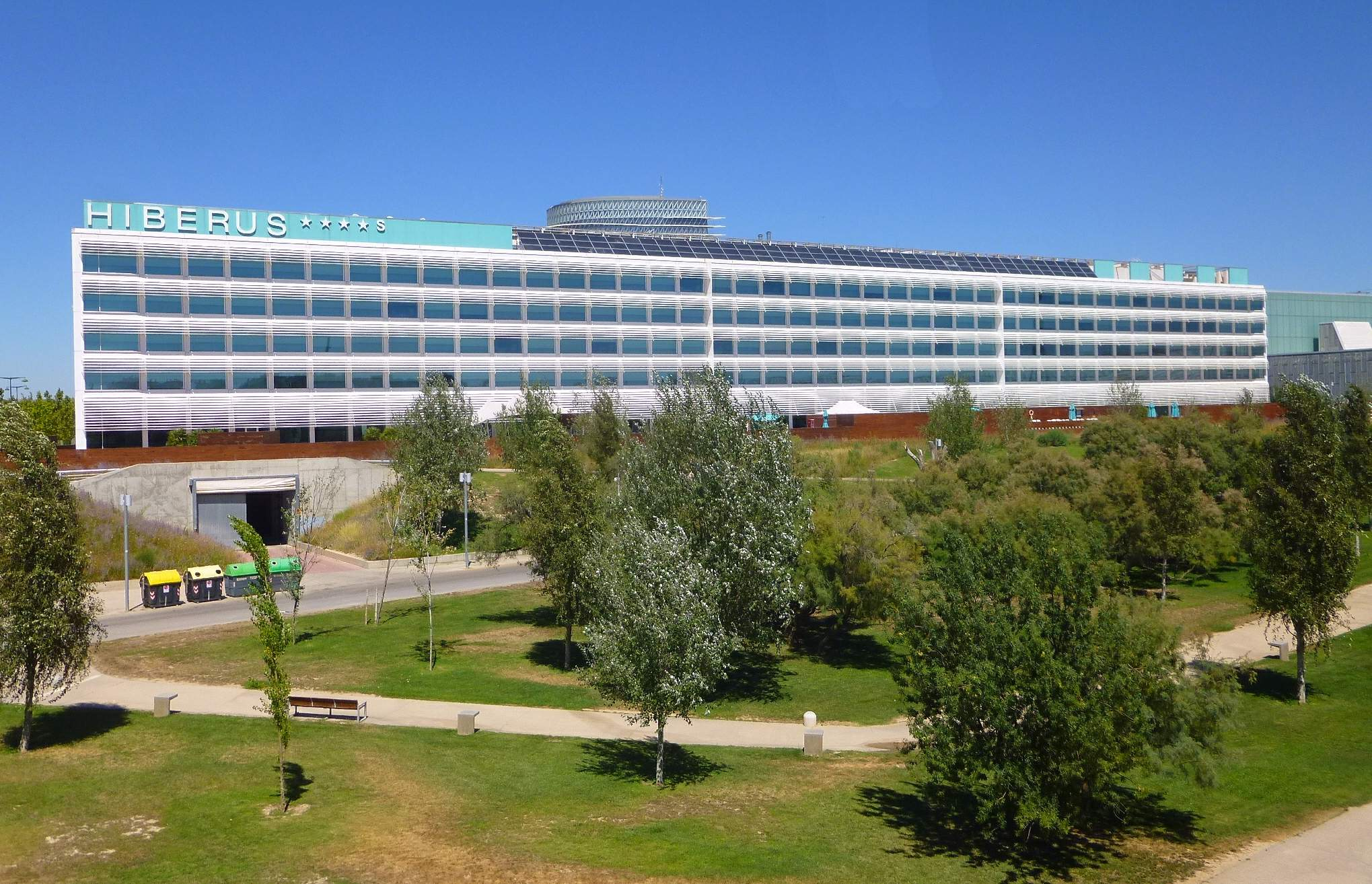
Hotel Hiberus.

## Voluntariado

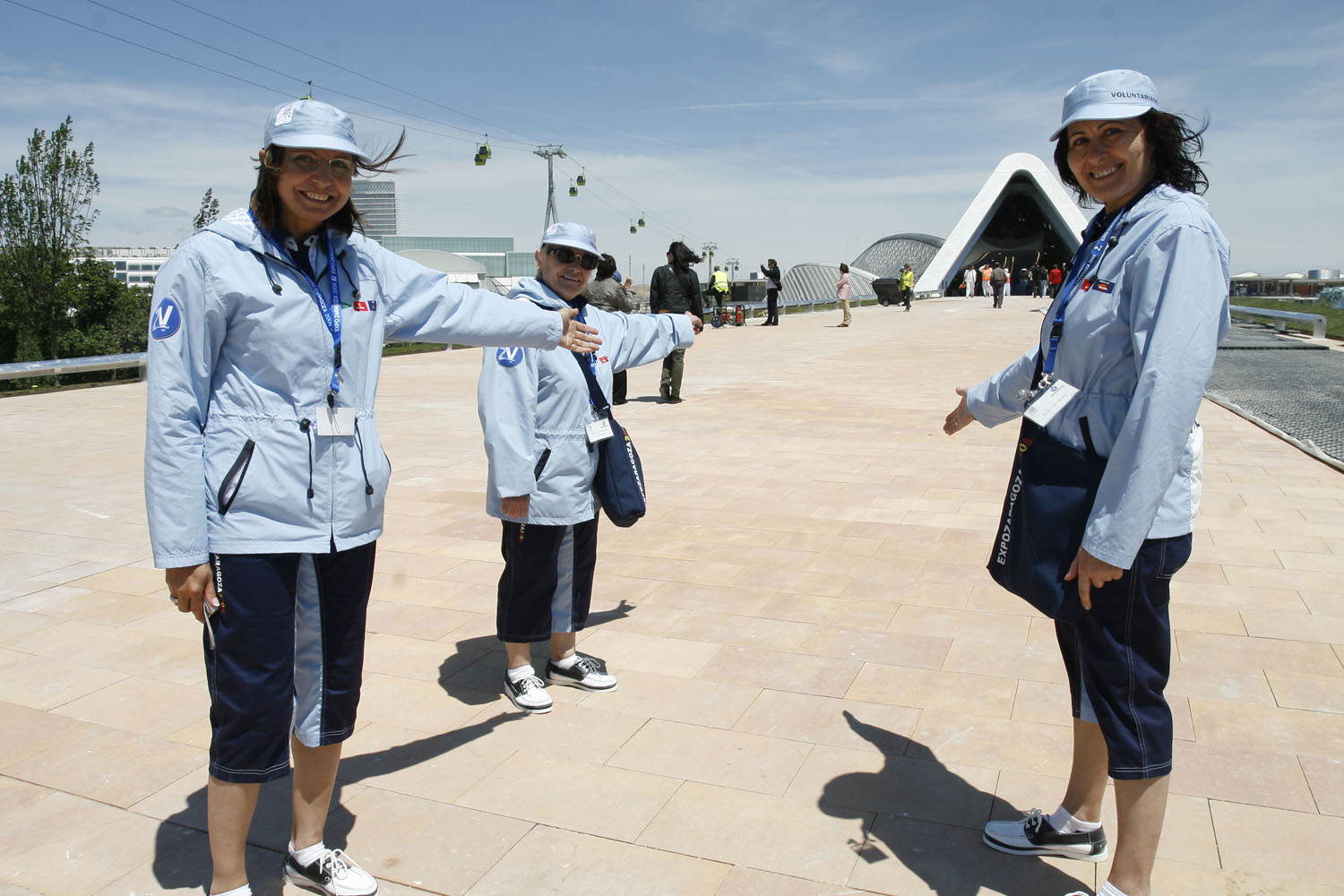
Unas voluntarias dan la bienvenida al recinto Expo.

El movimiento del voluntariado comenzó a la par que la candidatura oficial a la muestra para canalizar y visibilizar el apoyo social a la Expo. Expoagua gestionó la colaboración y la implantación de la ciudadanía en la Muestra Internacional mediante un "Plan de Participación y Voluntariado Expo Zaragoza 2008". Finalmente hubo más de 40 000 inscritos, que colaboraron en la organización hasta 6 horas al día. Este movimiento tuvo su principal reconocimiento en el nombre de la pasarela del Voluntariado, de Manterola.
El mayor representante de este colectivo fue Guillermo Herrera, el voluntario más veterano, con 104 años durante la celebración de la Expo. Herrara fue precisamente ese año pregonero de las fiestas del Pilar.
El 18 de diciembre de 2008,
El Voluntariado en Zaragoza no finalizó con la Expo si no que ha tenido continuidad, y en la actualidad es un colectivo activo que sigue colaborando con el ayuntamiento en la organización de todo tipo de eventos.

## Espectáculos
Uno de los atractivos de la Expo fue el programa de espectáculos diseñado para cada uno de los días que dure el evento. Entre los más destacados figuran los siguientes:

### Grandes Espectáculos
Expo Zaragoza 2008 produce tres grandes espectáculos fundamentados en los principios de "Agua y Desarrollo Sostenible".
- La cabalgata del Circo del Sol, El despertar de la Serpiente, que recorrió diariamente el recinto Expo.
- El espectáculo nocturno Iceberg. Sinfonía Poética Visual cuya dirección artística corre a cargo del mirandés Calixto Bieito.
- El espectáculo especial, Hombre Vertiente, del creador de la compañía argentina De la Guarda, Pichón Baldinu.

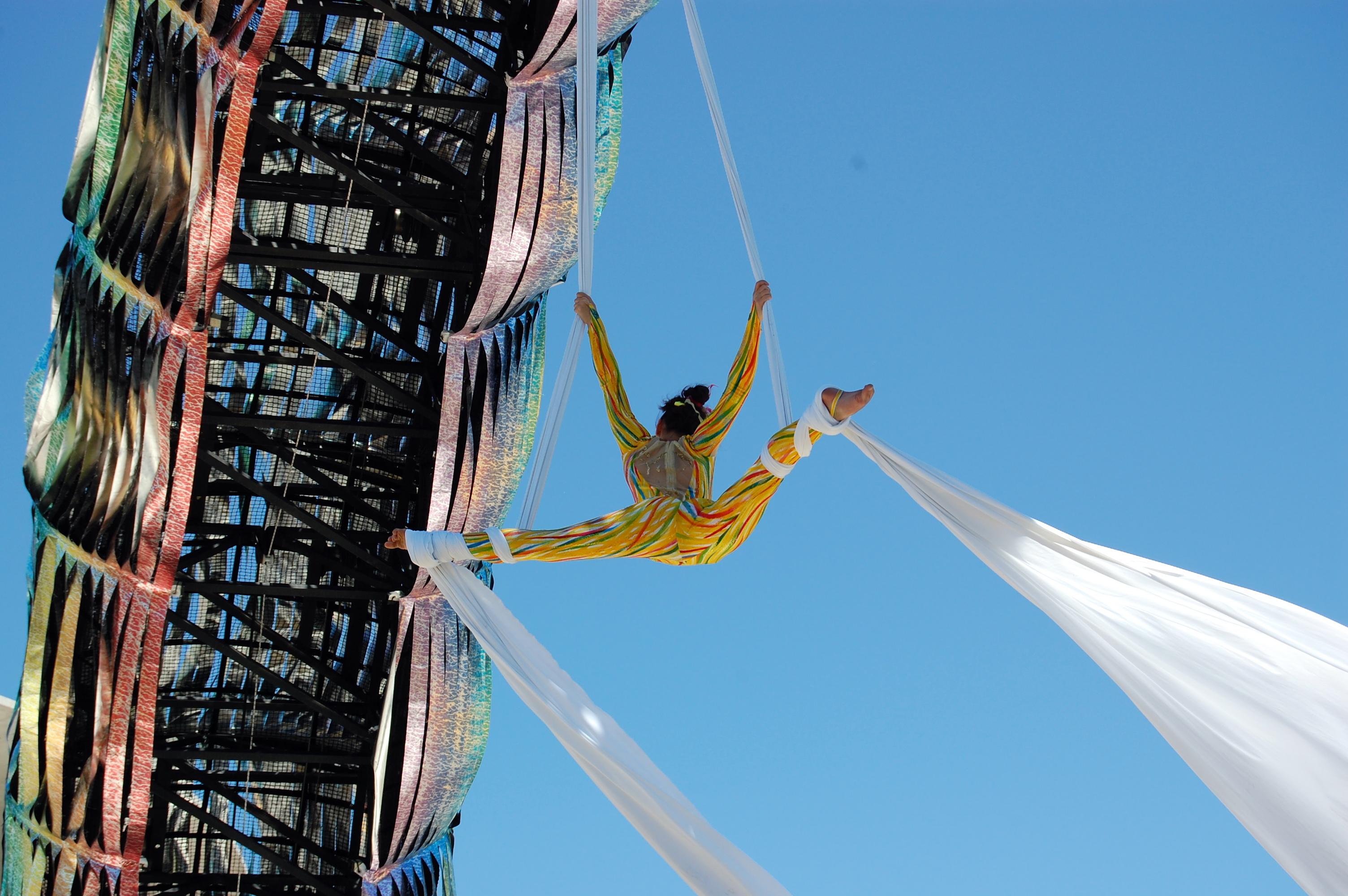
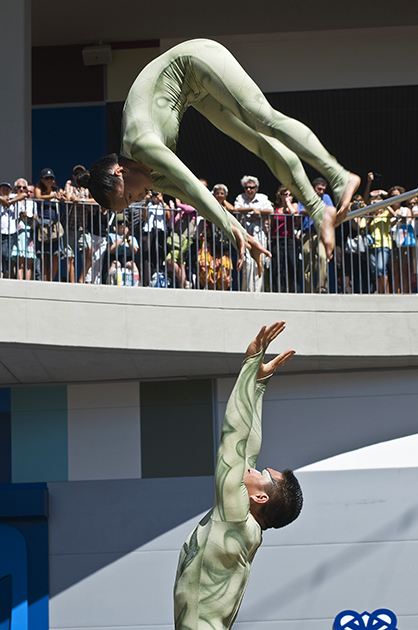
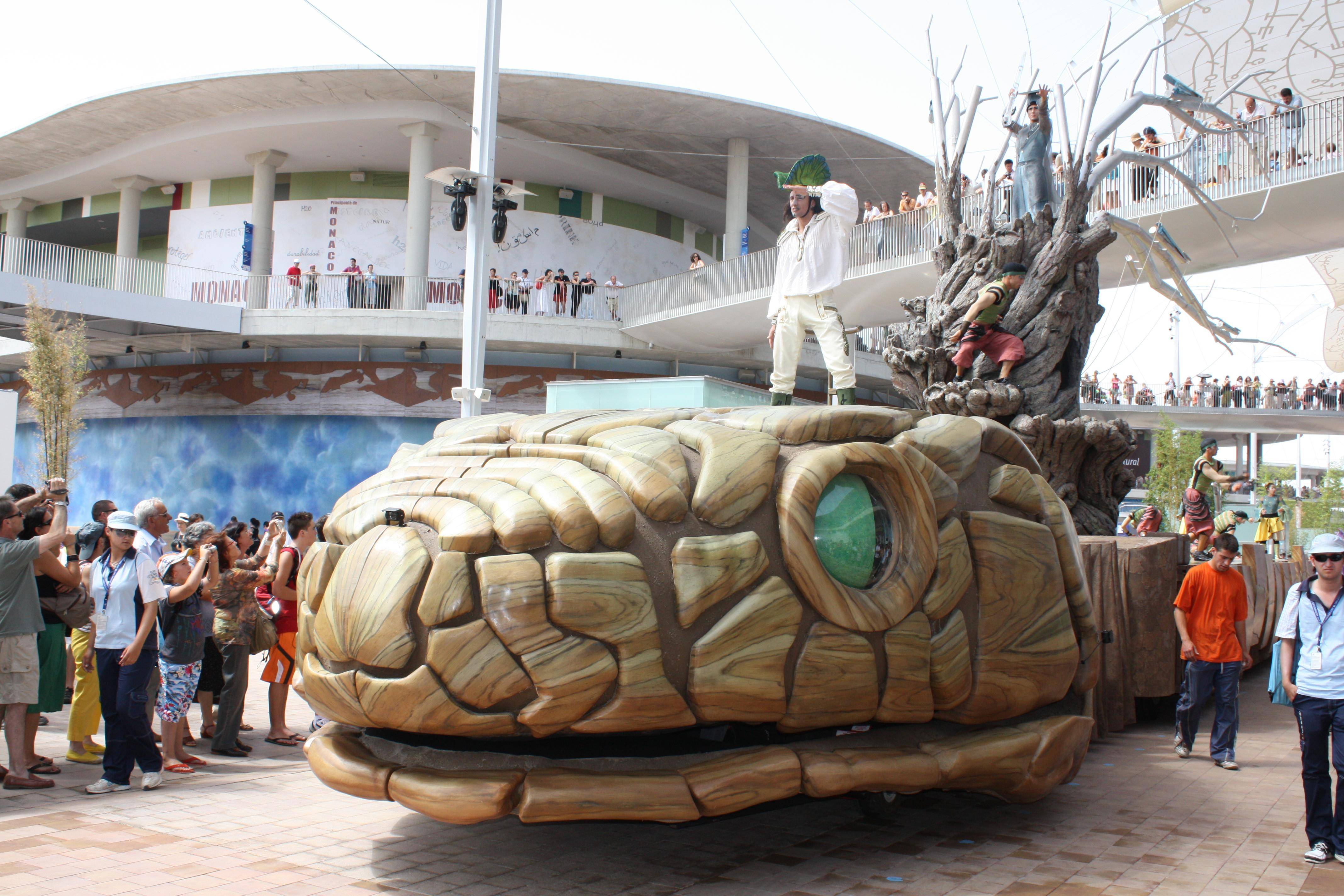
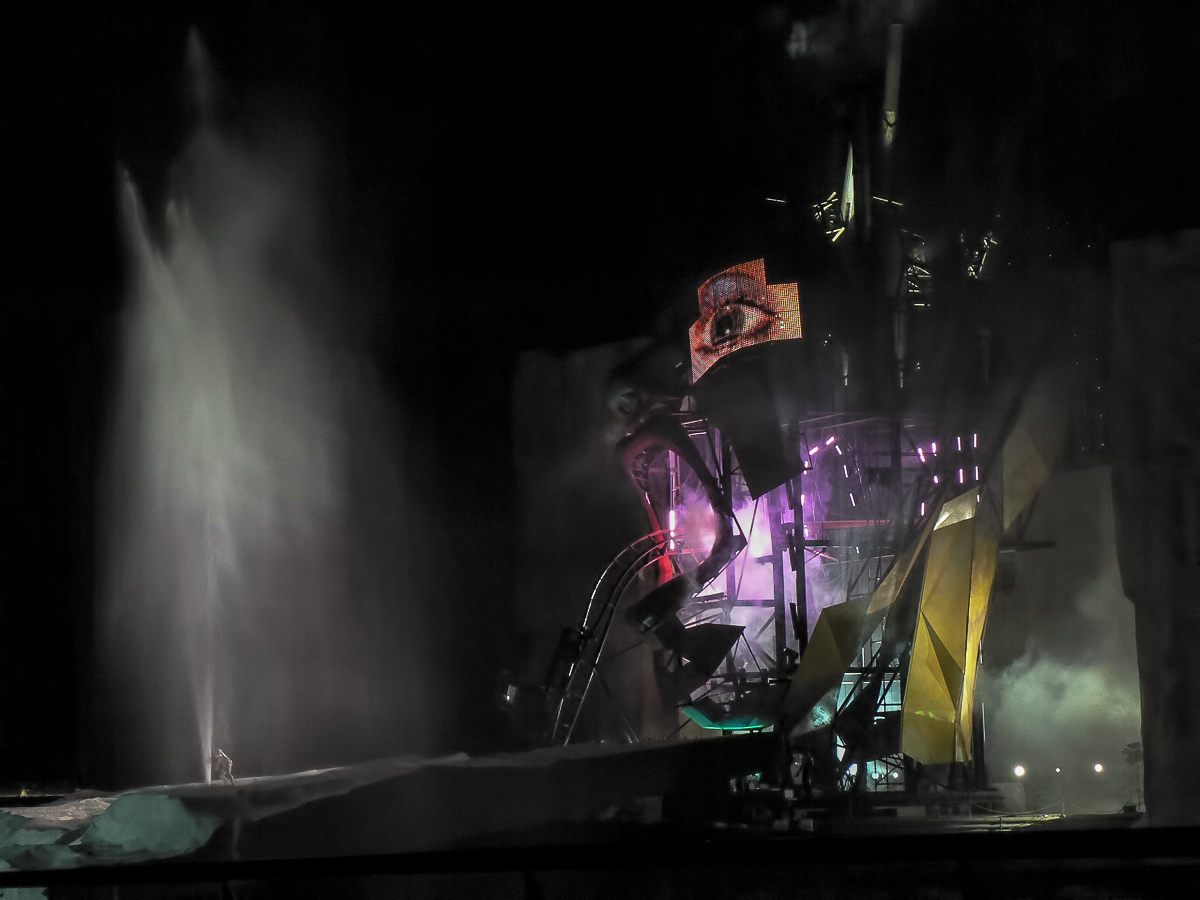
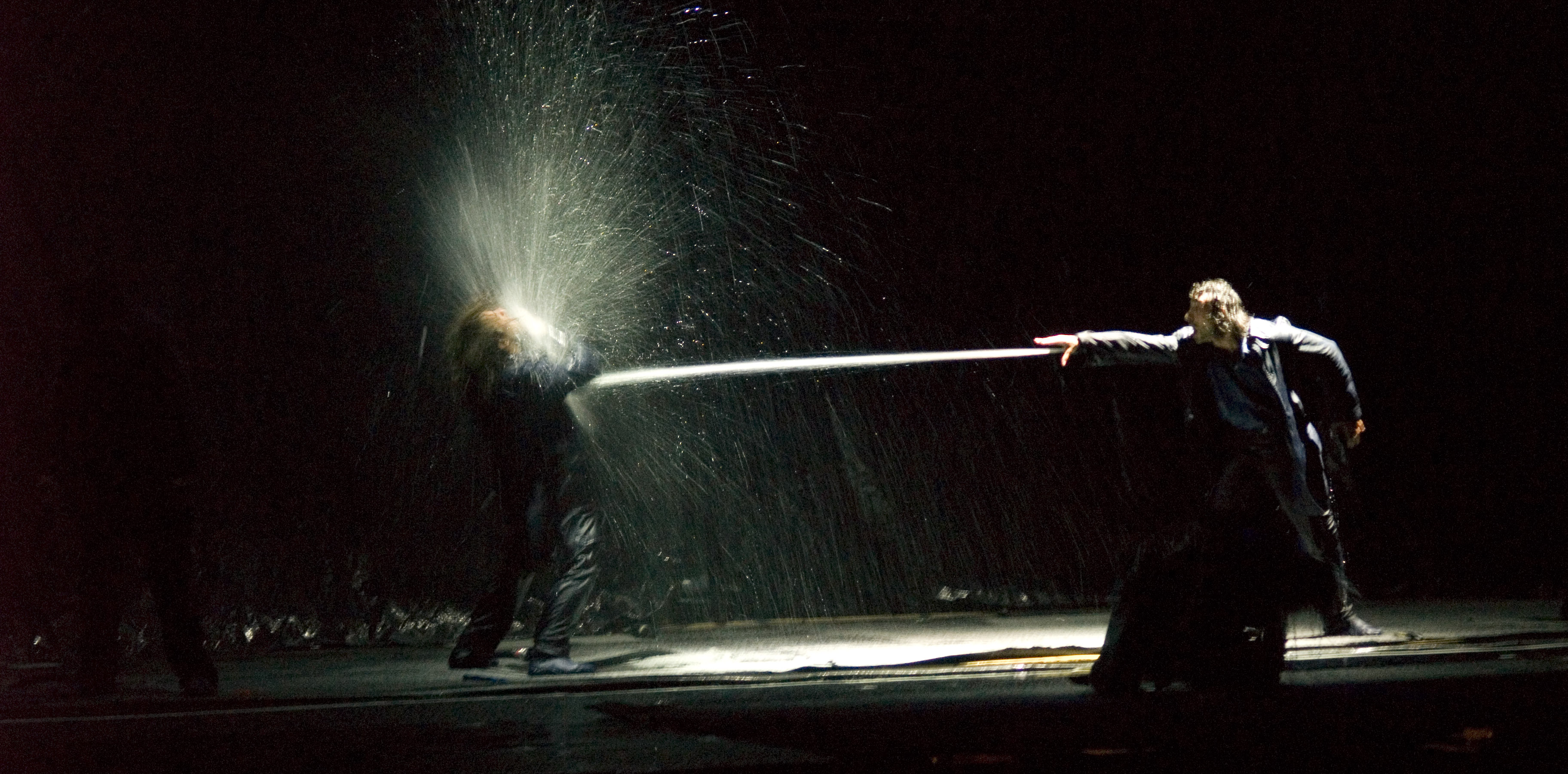

#### Días especiales
La Expo celebró tres días especiales: el Día del Fuego, el Día de la Mujer y el Día de la Cultura Popular. La del 24 de junio fue la noche de San Juan, la del solsticio de verano. Ese Día del Fuego, de acentuar el encanto de la noche más corta del año mediante un deslumbrante espectáculo creado por el francés Christophe Berthonneau y su compañía Groupe F sesde el Pabellón de España. El día 15 de agosto se celebró una inmensa parada con todas las manifestaciones de la cultura popular aragonesa.

### Música, teatro y danza
El 12 de junio, dos días antes de que la Expo abriera sus puertas, el dúo Amaral inició su gira Gato negro◆Dragón rojo en el pabellón Príncipe Felipe, y con ello dieron comienzo los actos musicales programados en la Muestra para los próximos tres meses.
Tres de los conciertos se celebraron en la Feria de Muestras de Zaragoza: Bob Dylan (23 de junio), Enrique Bunbury (6 de septiembre) y Gloria Estefan (12 de septiembre).
La programación del Auditorio de Zaragoza constó de una serie de 11 espectáculos entre conciertos de música sinfónica y grandes recitales, así como un programa añadido de música antigua y de cámara, que completó la oferta cultural del recinto de la Expo en el resto de la ciudad.
| 12 de junio          | Orquesta Filarmónica de Israel                                                            | Director: Zubin Mehta Director Coro: Andrés Ibiricu Programa: Mahler, Sinfonía número 2 "Resurrección"                                                                    |
| 20, 21 y 22 de junio | Carmen de Bizet                                                                           | Orquesta sinfónica del Conservatorio Superior de Música de Aragón, Coro Amici Musicae del Auditorio y solistas Director: Juan Luis Martínez Director Coro: Andrés Ibiricu |
| 3 de julio           | Orquesta del Bolshoi                                                                      | Director: Yuri Temirkánov Programa: Concierto para piano o violín y la Sinfonía número 6 Patética de P.I. Chaikovski                                                      |
| 11 de julio          | Los Músicos de su alteza orquesta barroca                                                 | Soprano: Marta Almajano Director: Luis Antonio González Sinfonías de Haydn y Cantadas de su contemporáneo español Francisco Javier García Fajer                           |
| 19 de julio          | Orquesta Nacional de Francia                                                              | Director: Kurt Masur Programas: Sinfonías de Beethoven |
| 25 de julio          | Joven Orquesta Nacional de España y Joven Orquesta Nacional de Cataluña, coros y solistas | Programa: Gurrelieder de A. Schoenberg |

| 7 de agosto      | Orquesta West-Eastern Divan      | Director: Daniel Barenboim Programa: Séptima Sinfonía de Bruckner o la cuarta Sinfonía de Brahms                       |
| 16 de agosto     | El Amor Brujo de Manuel de Falla | Grupo Enigma. Orquesta de Cámara del Auditorio de Zaragoza Cantaora: Carmen Linares Director: Juan José Olives         |
| 23 de agosto     | Orquesta Toscanini               | Director: Lorin Maazel Shérazade Kórsakov                                                                              |
| 29 de agosto     | Orquesta Filarmónica Checa       | Director: Zdeněk Mácal Sinfonía número 9 "Del Nuevo Mundo" y Concierto para violonchelo Antonín Dvořák                 |
| 5 de septiembre  | Gala lírica                      | Las Voces Montserrat Caballé, con la actuación de Montserrat Caballé y Montserrat Martí acompañados de otros cantantes |
| 12 de septiembre | Al Ayre Español Orquesta Barroca | Director: Eduardo López Banzo Música Acuática y Música para los Fuegos de Artificio de Händel                          |

En cuanto a música moderna, se programaron más de 4500 conciertos muchos de ellos en el anfiteatro del recinto. Los espectáculos en el Anfiteatro 43 incluyeron una amplia gama de géneros musicales, incluyéndose entre los artistas contratados, entre otros: Patti Smith and Her Band, Antony and the Johnsons, Paul Weller, Alanis Morissette...
El Palacio de Congresos albergó desde el 28 de julio al 31 de agosto una programación de 8 grandes espectáculos de teatro y danza contemporánea, relacionados con el tema de la Muestra Internacional o con importantes referencias a la cultura aragonesa como Goya o Buñuel. Gran parte de estos espectáculos fueron creados especialmente para la Expo.
| 28 y 29 de julio      | Jin Xing Carmina Burana                                           |
| 1, 2 y 3 de agosto    | Els Joglars —Albert Boadella— La cena                             |
| 5, 6 y 7 de agosto    | Carolyn Carlson EAU                                               |
| 10, 11 y 12 de agosto | Darío Fo junto inicialmente con Juan Echanove ¿Hace daño el agua? |

| 14, 15 y 16 de agosto | Miguel Ángel Berna Goya                      |
| 19, 20 y 21 de agosto | Joan Ollé El Ángel exterminador              |
| 23, 24 y 25 de agosto | Teatro del Temple 75 x ciento                |
| 29, 30 y 31 de agosto | Peter Greenaway y Goran Bregović Blue Planet |
| 2 y 3 de septiembre   | Mariano Anós Sitios Saragosse                |

### Balcones Animados
Los Balcones Animados son espacios destinados a los espectáculos y recogen diariamente una amplia y variada programación:
- Balcón de los Niños acoge actividades musicales, teatrales, clown, espectáculos de animación, títeres y marionetas, danza y actividades participativas para los más pequeños.
- Balcón de las Artes Escénicas está destinado a las compañías de teatro y danza. Además, acogerá los espectáculos de flamenco y de cabaret.
- Balcón de las Músicas da especial protagonismo a las músicas del mundo y los sonidos más actuales, con una destacada presencia de músicos aragoneses.
- Balcón de las Culturas está destinado, principalmente, a los espectáculos que los países invitados a la Expo quieran mostrar.

### Espacio de Folclore Aragonés
El visitante de Expo Zaragoza 2008 puede disfrutar de una nutrida programación de folclore tradicional en diversos espacios, como el Balcón de las Músicas, el Anfiteatro o en el Pabellón de Aragón.

### Expo Noche
A partir de las diez de la noche, y coincidiendo con el cierre los pabellones de los países participantes, en el recinto de Expo Zaragoza 2008 se intensifica de forma notable la oferta de espectáculos y actividades culturales.
- Anfiteatro: este gran espacio alberga actuaciones musicales diarias y diferentes eventos para todos los públicos. Su programación estará basada en música electrónica, espectáculos multidisciplinares, música de big band, latina y grandes conciertos de pop y rock nacional e internacional.
- La Calle, Plaza de Aragón y Plaza Nueva: tras el espectáculo junto al río, la Calle principal del recinto Expo y la Plaza ofrecen todas las noches, de jueves a domingo, grandes montajes de teatro, performances espectaculares, acrobacias aéreas, así como ruas musicales y espectáculos itinerantes.

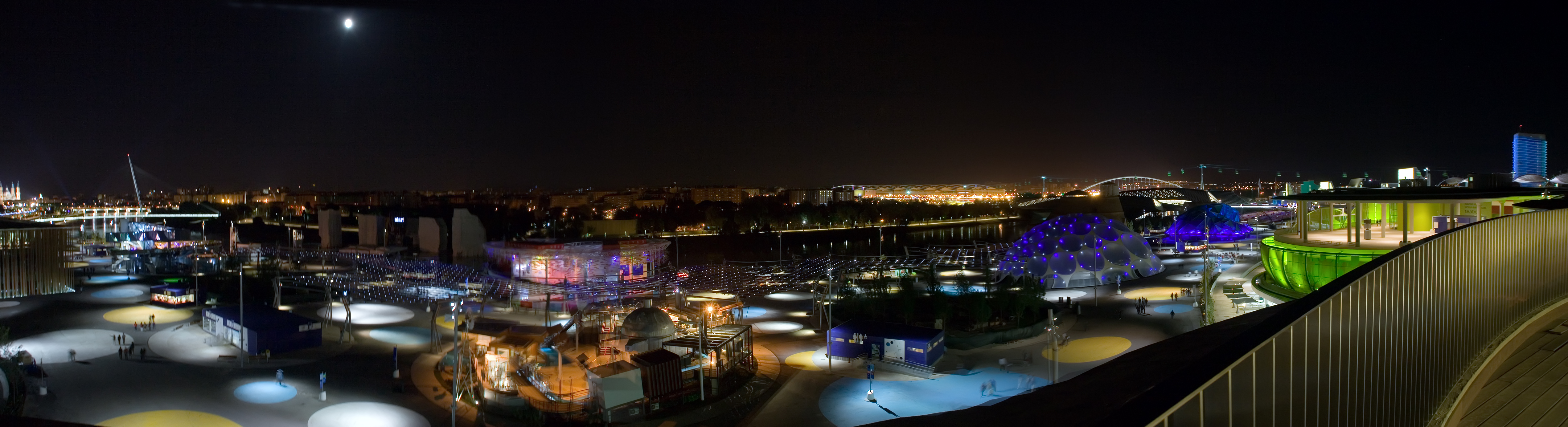
Panorámica nocturna

## Participantes

### Países
En la Expo 2008 participaron un total de 106 países:
| Países participantes | Países participantes   | Países participantes         | Países participantes |
| -------------------- | ---------------------- | ---------------------------- | -------------------- |
| Afganistán           | Alemania               | Andorra                      | Angola               |
| Antigua y Barbuda    | Arabia Saudita         | Argelia                      | Argentina            |
| Austria              | Bahamas                | Barbados                     | Bélgica              |
| Belice               | Bolivia                | Brasil                       | Bulgaria             |
| Cabo Verde           | Camerún                | Catar                        | China                |
| Chipre               | Colombia               | Corea del Sur                | Costa Rica           |
| Croacia              | Cuba                   | Dinamarca                    | Dominica             |
| Ecuador              | Egipto                 | El Salvador                  | EAU                  |
| Eslovaquia           | España                 | Etiopía                      | Filipinas            |
| Francia              | Granada                | Grecia                       | Guatemala            |
| Guinea Ecuatorial    | Guyana                 | Haití                        | Honduras             |
| Hungría              | India                  | Indonesia                    | Italia               |
| Jamaica              | Japón                  | Jordania                     | Kazajistán           |
| Kenia                | Kuwait                 | Libia                        | Lituania             |
| Malasia              | Mali                   | Malta                        | Marruecos            |
| Mauritania           | México                 | Mónaco                       | Mongolia             |
| Mozambique           | Namibia                | Nepal                        | Nicaragua            |
| Níger                | Nigeria                | Omán                         | Países Bajos         |
| Pakistán             | Palaos                 | Panamá                       | Paraguay             |
| Perú                 | Polonia                | República Dominicana         | Rumania              |
| Rusia                | San Cristóbal y Nieves | San Vicente y las Granadinas | Santa Lucía          |
| Islas Salomón        | Senegal                | Sudáfrica                    | Sudán                |
| Suecia               | Suiza                  | Surinam                      | Tailandia            |
| Tanzania             | Timor Oriental         | Trinidad y Tobago            | Tonga                |
| Túnez                | Turquía                | Uganda                       | Uruguay              |
| Vanuatu              | Santa Sede             | Venezuela                    | Vietnam              |
| Yemen                |                        |                              |                      |

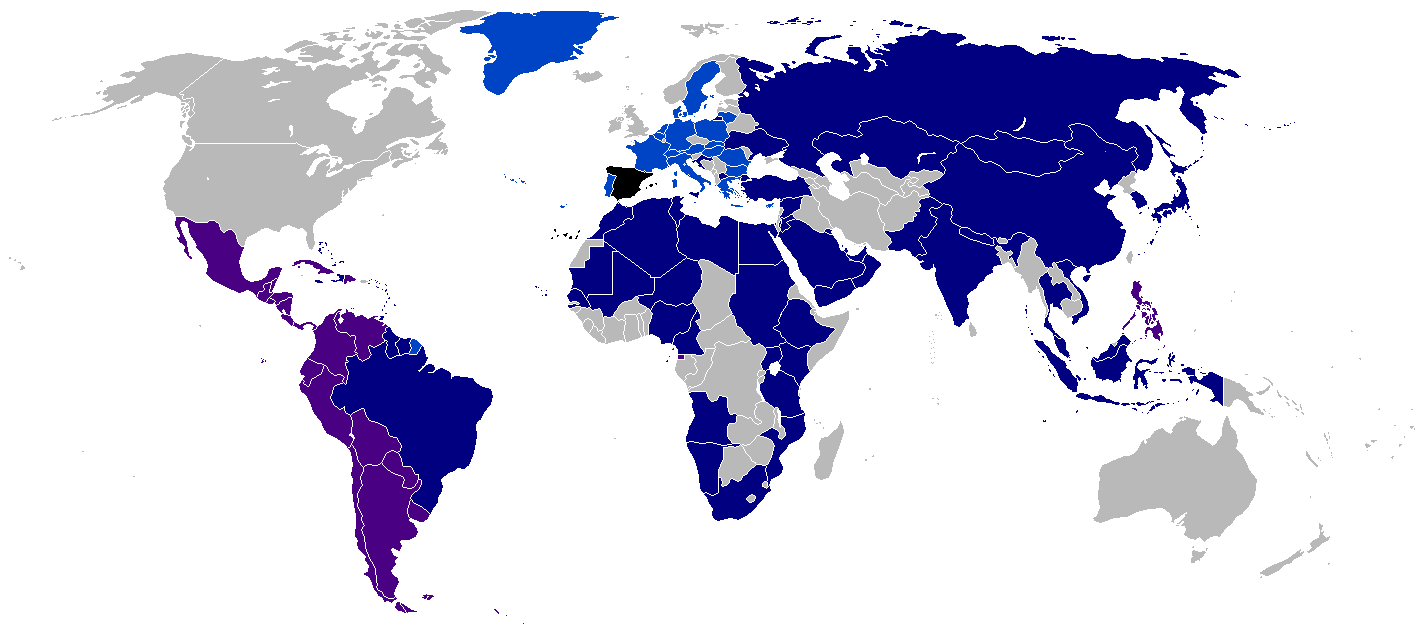
Mapa de los participantes confirmados con los grupos principales a los que pertenece España resaltados:
Unión Europea

Entre estos países cabe destacar la participación de todas las naciones de la Hispanidad menos de Chile, Puerto Rico y Sáhara Occidental —que aún sigue en proceso de descolonización—; otro grupo que acudió fue el de los 19 de los 27 países miembros de la Unión Europea, con ocho excepciones que fueron Eslovenia, Estonia, Finlandia, Irlanda, Letonia, Luxemburgo, Reino Unido y la República Checa. Tampoco acudieron los Estados Unidos de América y Canadá.
Todas las comunidades autónomas y ciudades autónomas españolas confirmaron su participación.
También asistieron al evento tres organizaciones internacionales: La Secretaría General Iberoamericana (SEGIB), la Organización de las Naciones Unidas (ONU) y la Unión Europea.

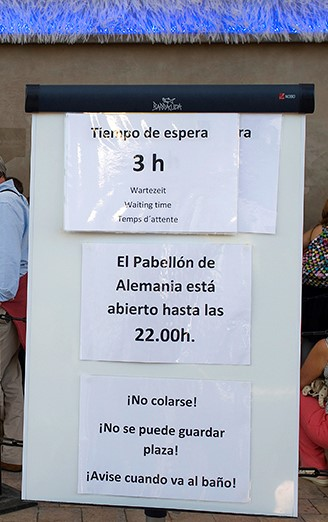

De acuerdo con la misma organización internacional, los pabellones de participantes oficiales más visitados fueron (cifras en millones de visitantes):
- Catar: 1,5 millones de visitantes
- Marruecos: 1,5 millones de visitantes
- China: 1,3 millones de visitantes
- América Latina: 1,3 millones de visitantes
- España: 1,2 millones de visitantes
- Angola: 1,2 millones de visitantes
- Arabia Saudita: 1,2 millones de visitantes
- Malasia: 1,1 millones de visitantes
- Japón: 1,08 millones de visitantes
- Turquía: 1,03 millones de visitantes

## Premio final de los Pabellones
| Pabellones premiados           | Pabellones premiados | Pabellones premiados | Pabellones premiados | Pabellones premiados | Pabellones premiados | Pabellones premiados |
|                                | Premio 1             | Premio 1             | Premio 1             | Premio 2             | Premio 2             | Premio 2             |
| ------------------------------ | -------------------- | -------------------- | -------------------- | -------------------- | -------------------- | -------------------- |
| Categoría A 750 m² o più       | Japón                | Turquía              | México               | Alemania             | Rusia                | Grecia               |
| Categoría B tra 500 e 750 m²   | EAU                  | Dinamarca            | Polonia              | Omán                 | Argelia              | Países Bajos         |
| Categoría C meno di 500 m²     | Filipinas            | Arabia Saudita       | Kazajistán           | Jordania             | Tailandia            | Brasil               |
| Categoría D Pabellón colectivo | Islas del Pacífico   | —                    | —                    | América Latina       | —                    | —                    |

## Cronología de la Expo

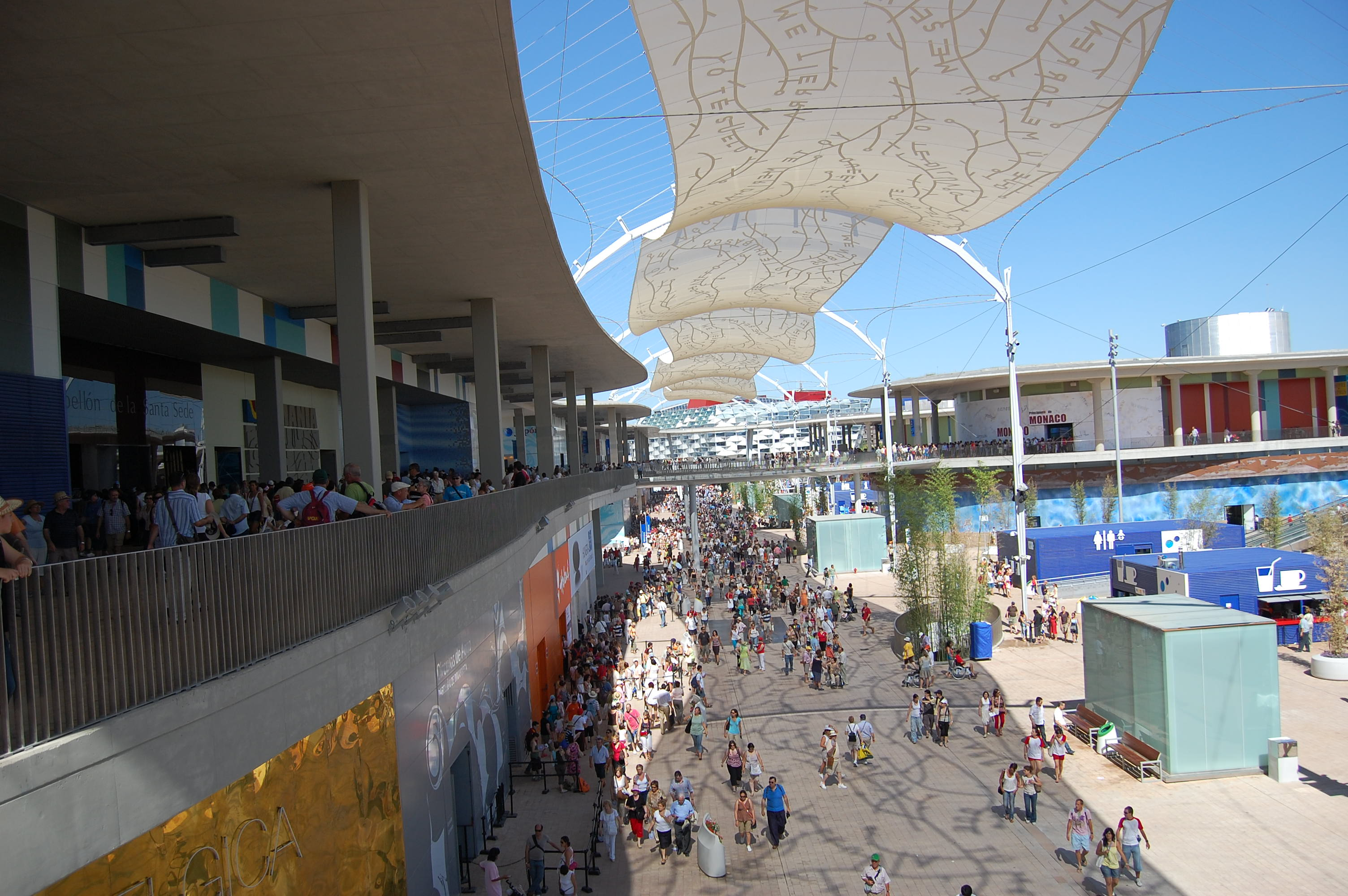

La Exposición Internacional Zaragoza 2008 abrió sus puertas a las 9:00 horas del sábado 14 de junio,
Durante los 93 días de celebración del evento, cada día estaba especialmente dedicado a un país, comunidad autónoma, organismo internacional o empresa. Ello significaba que se organizaban actividades especiales en el pabellón de la entidad correspondiente y visitaban la muestra personalidaes, artistas, grupos folclóricos y autoridades.
- 14 de junio: Día de México
- 15 de junio: Día de Brasil
- 16 de junio: Día de la Secretaría General Iberoamericana (SEGIB)
- 17 de junio: Día de Castilla y León y de Grundfos
- 18 de junio: Día de Catar
- 19 de junio: Día de Alemania
- 20 de junio: Día de Francia
- 21 de junio: Día de Bulgaria
- 22 de junio: Día de Aragón
- 23 de junio: Día de Lituania y de El Faro
- 24 de junio: Día de España
- 25 de junio: Día de Países Bajos y de Castilla La-Mancha
- 26 de junio: Día de Mónaco
- 27 de junio: Día de Suiza
- 28 de junio: Día de Grecia y de Navarra
- 29 de junio: Día de Croacia y del País Vasco
- 30 de junio: Día de Filipinas y de la CAI
- 1 de julio: Día de China
- 2 de julio: Día de Dinamarca y de las Islas Baleares
- 3 de julio: Día de Bélgica y de la Diputación Provincial de Zaragoza
- 4 de julio: Día de Cabo Verde y de la Comunidad Valenciana
- 5 de julio: Día de Argelia
- 6 de julio: Día de Polonia
- 7 de julio: Día de Rusia y de Acciona
- 8 de julio: Día de República Dominicana y de Canarias
- 9 de julio: Día de Argentina y Melilla
- 10 de julio: Día de Rumanía
- 11 de julio: Día de Portugal
- 12 de julio: Día de Comunidad del Caribe (Caricom)
- 13 de julio: Día de Turquía
- 14 de julio: Día de la Santa Sede y de Región de Murcia
- 15 de julio: Día de Jordania
- 16 de julio: Día de Corea
- 17 de julio: Día de Yemen
- 18 de julio: Día de Colombia y de Galicia
- 19 de julio: Día de Austria y de Correos
- 20 de julio: Día de Marruecos
- 21 de julio: Día de Japón
- 22 de julio: Día de Túnez
- 23 de julio: Día de Egipto
- 24 de julio: Día de Andorra
- 25 de julio: Día de Guinea Ecuatorial
- 26 de julio: Día de Ecuador y de Cantabria
- 27 de julio: Día de Uruguay
- 28 de julio: Día de Mauritania y de Asturias
- 29 de julio: Día de Kuwait y de la Comunidad de Madrid
- 30 de julio: Día de Arabia Saudí
- 31 de julio: Día de Mongolia y Andalucía
- 1 de agosto: Día de Perú
- 2 de agosto: Día de Kazajistán
- 3 de agosto: Día de Eslovaquia
- 4 de agosto: Día de Nepal
- 5 de agosto: Día de Sudáfrica
- 6 de agosto: Día de Malta
- 7 de agosto: Día de Angola
- 8 de agosto: Día de Cuba
- 9 de agosto: Día de Mozambique
- 10 de agosto: Día de Senegal
- 11 de agosto: Día de Níger
- 12 de agosto: Día de Islas del Pacífico
- 13 de agosto: Día de Afganistán
- 14 de agosto: Día de Paquistán
- 15 de agosto: Día de Panamá
- 16 de agosto: Día de Emiratos Árabes Unidos
- 17 de agosto: Día de Indonesia
- 18 de agosto: Día de Sudán
- 19 de agosto: Día de Tailandia
- 20 de agosto: Día de Kenia
- 21 de agosto: Día de Tanzania
- 22 de agosto: Día de Nigeria
- 23 de agosto: Día de Libia
- 24 de agosto: Día de Hungría
- 25 de agosto: Día de Nicaragua
- 26 de agosto: Día de Namibia
- 27 de agosto: Día de Venezuela
- 28 de agosto: Día de Omán
- 29 de agosto: Día de Bolivia
- 30 de agosto: Día de Paraguay y de Agua Viva
- 31 de agosto: Día de Malasia
- 1 de septiembre: Día de la ONU y de Chipre
- 2 de septiembre: Día de Vietnam
- 3 de septiembre: Día de Malí
- 4 de septiembre: Día de Suecia y de Camerún
- 5 de septiembre: Día de Honduras, de la Unión Europea y de La Rioja
- 6 de septiembre: Día de Italia y de Ceuta
- 7 de septiembre: Día del Ayuntamiento de Zaragoza
- 8 de septiembre: Día de Uganda
- 9 de septiembre: Día de El Salvador
- 10 de septiembre: Día de Guatemala y de Extremadura
- 11 de septiembre: Día de Etiopía y de Cataluña
- 12 de septiembre: Día de Costa Rica y de Ibercaja
- 13 de septiembre:  Día del BIE

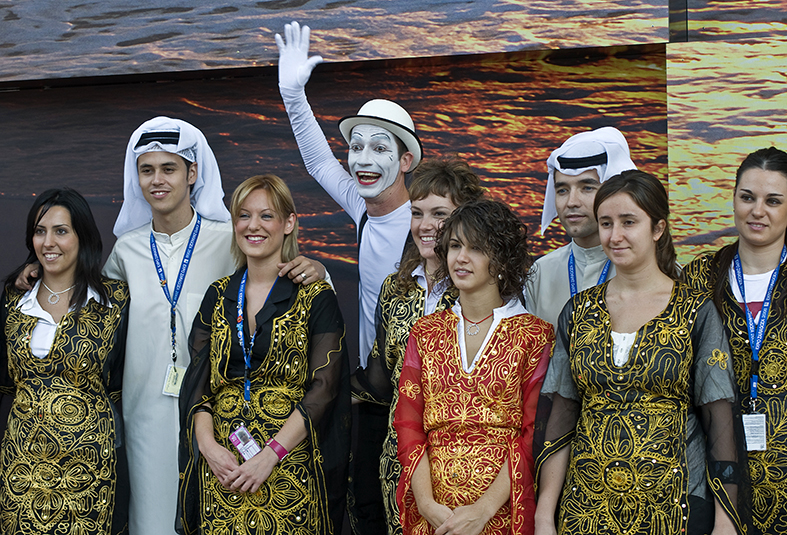
Azafatas del Pabellón de Kuwait.

Se promovieron actividades de convivencia entre trabajadores y voluntarios para fomentar pabellón siglo XXI

## Relación de personalidades que la visitaron

### Familias reales

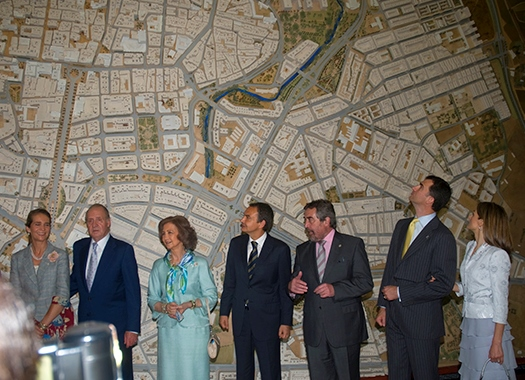

- 14 de junio: Saud bin Naif bin Abdul Aziz Aal Saud —príncipe de Arabia Saudí—
- 24 de junio: Juan Carlos I y Sofía de Grecia —reyes de España—.
- 24 de junio: Felipe de Borbón y Letizia Ortiz —príncipes de Asturias—.
- 24 de junio: infanta Elena —duquesa de Lugo— y la infanta Cristina y su marido Iñaki Urdangarin —duques de Palma—.
- 25 de junio: Guillermo Alejandro y Máxima Zorreguieta —príncipes de los Países Bajos—.
- 26 de junio: Alberto II de Mónaco —príncipe de Mónaco—.
- 3 de julio: Felipe de Bélgica —Príncipe de Bélgica—.
- 9 de julio: Felipe de Borbón y Letizia Ortiz —príncipes de Asturias—.
- 20 de julio: Moulay Rachid —príncipe de Marruecos—.
- 20 y 21 de julio: Naruhito —príncipe heredero de Japón—.
- 19 de agosto: Ubolratana Mahidol —princesa de Tailandia—.
- 4 de septiembre: Felipe de Borbón y Letizia Ortiz —príncipes de Asturias—.
- 12 de septiembre: Sofía de Grecia —reina de España—.
- 14 de septiembre: Juan Carlos I y Sofía de Grecia —reyes de España—.

### Jefes de Estado

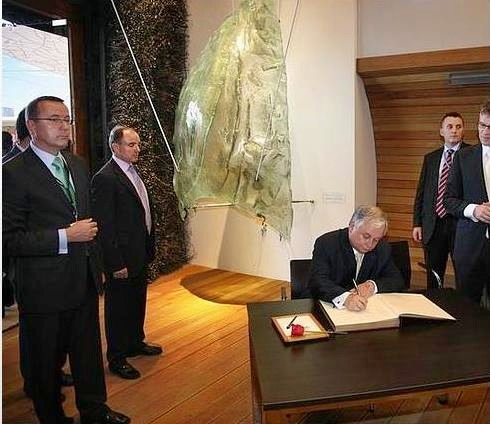

- 14 de junio: Felipe Calderón —Presidente de México—.
- 27 de junio: Pascal Couchepin —Presidente de la Confederación Helvética (Suiza)—.
- 29 de junio: Stjepan Mesic —Presidente de Croacia—.
- 6 de julio: Lech Kaczynski —Presidente de Polonia—.
- 28 de julio: Sidi Uld Cheij Abdallahi —Presidente de Mauritania—.
- 2 de agosto: Nursultán Nazarbáyev —Presidente de Kazajistán—.
- 24 de agosto: László Sólyom —Presidente de Hungría—.
- 30 de agosto: Jorge Sampaio —Ex-Presidente de la República de Portugal—.
- 9 de septiembre: Mijaíl Gorbachov —Ex-Presidente de la Unión Soviética—.

### Jefes de Gobierno
- 24 de junio y 27 de junio: José Luis Rodríguez Zapatero —Presidente del gobierno de España—.
- 27 de junio: François Fillon —primer ministro de Francia—.
- 9 de julio: Jan Peter Balkenende —primer ministro de los Países Bajos—.
- 24 de julio: Albert Pintat — Presidente del Gobierno de Andorra —.
- 25 de julio: Ignacio Milam Tang —primer ministro de Guinea Ecuatorial—.
- 7 de agosto: Fernando da Piedade Dias dos Santos —primer ministro de Angola—.

### Políticos
- 14 de junio y 28 de julio: Vicente Álvarez Areces —Presidente del Principado de Asturias—.
- 14 de junio y 8 de julio: Paulino Rivero —Presidente de la Comunidad Autónoma de las Islas Canarias—.
- 14 de junio y 26 de julio: Miguel Ángel Revilla —Presidente de Cantabria—.
- 14 de junio y 11 de septiembre: José Montilla —Presidente de la Generalidad de Cataluña—.
- 17 de junio: Juan Vicente Herrera —Presidente de la Junta de Castilla y León—.
- 25 de junio: José María Barreda —Presidente de la Junta de Comunidades de Castilla-La Mancha—.
- 25 de junio: María Dolores de Cospedal —Secretaria general del Partido Popular—.
- 28 de junio: Miguel Sanz —Presidente de la Comunidad Foral de Navarra—.
- 29 de junio: Juan José Ibarretxe —Presidente de la Comunidad Autónoma del País Vasco—.
- 30 de junio: Pedro Zerolo —Concejal del PSOE en el Ayuntamiento de Madrid—.
- 2 de julio: Francesc Antich —Presidente de la Comunidad Autónoma de las Islas Baleares—.
- 3 de julio: Javier Lambán —Presidente de la Diputación Provincial de Zaragoza (1999-2011)—.
- 4 de julio: Vicente Rambla —Vicepresidente primero del Consell de la Comunidad Valenciana—.
- 9 de julio: Juan José Imbroda —Presidente de Melilla—.[170]
- 9 de julio: Bibiana Aído —Ministra de Igualdad de España—.[170]
- 9 de julio: Jorge Taiana —Ministro de Relaciones Exteriores de Argentina—.
- 14 de julio: Antonio Cerdá —Consejero de Agricultura y Agua de la Región de Murcia (2007-2015)—.
- 17 de julio: Letizia Moratti —Alcaldesa de Milán—.
- 18 de julio: Emilio Pérez Touriño —Presidente de la Junta de Galicia—.
- 18 de julio: Juan Lozano —Ministro de Ambiente de Colombia—.
- 27 de julio: Rodolfo Nin Novoa —Vicepresidente de Uruguay—.
- 28 de julio: Pierre Cohen —Alcalde de Toulouse—.
- 29 de julio: Esperanza Aguirre —Presidenta de la Comunidad de Madrid—.
- 31 de julio: Manuel Chaves —Presidente de la Junta de Andalucía—.
- 8 de agosto: Raúl de la Nuez —Ministro de Comercio Exterior de Cuba—.
- 2 de septiembre: Jordi Pujol —Ex-Presidente de la Generalidad de Cataluña (1980-2003)—.
- 5 de septiembre: Pedro Sanz —Presidente de La Rioja—.
- 6 de septiembre: Juan Jesús Vivas Lara —Presidente de Ceuta—.[171]
- 8 de septiembre: Alfonso Guerra —Ex-Vicepresidente del Gobierno de España—.
- 10 de septiembre: Guillermo Fernández Vara —Presidente de la Junta de Extremadura—.
- 11 de septiembre: Carme Chacón —Ministra de Defensa de España—.

### Dirigentes y miembros de organismos internacionales
- 14 de junio: José Manuel Durão Barroso —Presidente de la Comisión Europea.[172]
- 9 de julio: Javier Solana —Alto representante de la Unión para Asuntos Exteriores y Política de Seguridad—.
- 19 de julio: Benita Ferrero-Waldner —Relaciones Exteriores y Política Europea de Vecindad—.
- 24 de julio: Josep Borrel —Presidente de la Comisión de Desarrollo del Parlamento Europeo—.
- 7 de agosto: Enrique Barón —Primer español en ocupar la Presidencia del Parlamento Europeo (1989-1992)—
- 1 de septiembre: Ban Ki-moon —Secretario general de la Organización de las Naciones Unidas (ONU)—.
- 4 de septiembre: Carmen Caffarel ——.
- 13 de septiembre: Jean-Pierre Lafon —Presidente de la Oficina Internacional de Exposiciones (BIE)—.
- 14 de septiembre: Federico Mayor Zaragoza —Expresidente de la Unesco (1987-1999)—.

### Personajes públicos
- 14 de junio: Zaha Hadid —Arquitecta anglo-iraquí. Primera mujer en ser galardonada con el Premio Pritzker—.
- 14 de junio: Pilar Rubio —Presentadora y reportera española—.
- 16 de junio: José Luis Sampedro ——.
- 16 de junio: Rosana ——.
- 18 de junio: Julio Medem —Director de cine español—.
- 19 de junio: Antonio Gala —Escritor español. Premio Planeta 1990—.
- 20 de junio: Federico Luppi —Actor argentino—.
- 25 de junio: Emilio Butragueño —Exfutbolista español—.
- 26 de junio: César Alierta ——.
- 30 de junio: Alejandra Andreu —Modelo española—.
- 30 de junio: Alfredo Bryce Echenique ——.
- 30 de junio: Zoe Valdés ——.
- 4 de julio: Martín Berasategui —Cocinero español—.
- 4 de julio: Marisa Laurita ——.
- 5 de julio: Danielle Mitterrand —Primera dama de Francia (1981-1995)—.
- 9 de julio: Adriana Varela ——.
- 12 de julio: Ian Gibson —Hispanista irlandés-español—.
- 12 de julio: Juanra Bonet —Reportero de Caiga Quien Caiga—.
- 14 de julio: Joaquín Cortés ——.
- 15 de julio: Luis Tosar —Actor español—.
- 18 de julio: Rajendra K. Pachauri —Premio Nobel de la Paz 2007—.
- 21 de julio: Fernanda Castillo —Actriz mexicana—.
- 22 de julio: Sylvia Pantoja —Cantante española—.
- 23 de julio: Luis del Olmo —Periodista español—.
- 24 de julio: Miguel de la Quadra-Salcedo ——.
- 27 de julio: Jorge Drexler —Cantautor uruguayo. Ganador del Premio Óscar 2004—.
- 31 de julio: Cristina Hoyos —Bailaora española de Flamenco—.
- 12 de agosto: Carles Francino —Periodista español—.
- 12 de agosto: Thiago Motta —Futbolista brasileño-italiano—.
- 19 de agosto: Mario Vargas Llosa —Escritor peruano-español. En 2010 fue galardonado con el Premio Nobel de Literatura—.
- 19 de agosto: Banghra —Grupo musical español—.
- 22 de agosto: La Cubana —Compañía teatral española—.
- 27 de agosto: Carlos Baute —Cantante venezolano—.
- 3 de septiembre: Saúl Craviotto y Carlos Pérez —Campeones olímpicos en Pekín 2008—.
- 6 de septiembre: Nayim —Exfutbolista español—.
- 8 de septiembre: Miguel Ángel Silvestre —Actor español—.
- 8 de septiembre: Ana de Armas —Actriz cubana—.
- 8 de septiembre: Félix Gómez —Actor español—.
- 8 de septiembre: Berta Collado —Presentadora y reportera española—.
- 9 de septiembre: Cayetana Fitz-James Stuart —Duquesa de Alba—.
- 14 de septiembre: Lluís Homar —Actor español—.
- 14 de septiembre: Tamara Rojo —Bailarina de ballet española—.

## Promoción
Promocionar la Expo en los mercados español y mundial hasta 2008 le ha costado a Expoagua (la sociedad gestora) 30 millones de euros, pero otras aportaciones de instituciones y empresas patrocinadoras de la muestra elevarán la cifra destinada a promoción de la muestra a unos 90 millones de euros.
El objetivo de este ambicioso plan fue dar a conocer la Expo 2008 fuera de Zaragoza, aunque los grandes acontecimientos promocionales se celebraron en esta ciudad. La campaña de promoción arrancó oficialmente el 23 de abril de 2006, Día de Aragón, si bien, la mascota del evento, Fluvi, ya promocionó la muestra en el estadio Santiago Bernabéu en la Final de la Copa del Rey de fútbol que disputaron el 12 de abril de ese mismo año entre el Real Zaragoza y el RCD Español.

### Imagen de Aragón
Zaragoza y la Expo 2008 fueron desde 2007 la imagen para promocionar Aragón como destino turístico. Expoagua firmó un convenio con Turespaña para desarrollar las campañas internacionales de los dos próximos años. El presupuesto de este proyecto, en el que también participarán las tres administraciones, será de 750 000 euros. Los destinos seleccionados dentro del acuerdo marco firmado con Turespaña incluyen Reino Unido, Alemania, Italia, Francia, Portugal y Bélgica.
A lo largo del mes de marzo de 2007, el evento se promocionó en los principales certámenes turísticos europeos:
- El Salón del Turismo de Toulouse.
- La Feria ITB de Berlín.
- El Salón Mundial del Turismo de París.
- La Feria MITT de Moscú.
- Feria de STEPS (Spanish Tourism Exchange for Professionals) de Londres.[174]

### Público objetivo
- Escolares: aulas móviles les explicaron cómo sería la Expo 2008.
- Congresistas: recibieron material informativo en la Feria de Muestras.
- Tercera Edad: disfrutan de ofertas para que vengan en los «días valle», los de menor afluencia turística.
- Inmigrantes: a través de consulados, embajadas y SMS se les invitará a las celebraciones de los días nacionales de sus países.

### Precios
(Durante el periodo de 14 de junio a 14 de septiembre de 2008)
- Entrada un día (T1): 35 €
- Entrada de tres días (T3): 70 €
- Entrada nocturna : 12 € (Entrada a partir de las 22:00h)
- Pase de temporada (PT): 210 €
- Pase de temporada noche (PTN): 174,6 €

Se han establecido una serie de descuentos:
- Los menores de 5 años: Gratuito
- Infantil (5-14 años): 40 %
- Jóvenes (15-25 años), Mayores de 65 años y personas con discapacidad: 25 %
- Carné Joven y Carné Familiar: 12 %

Los descuentos son acumulables.
La venta de T3 y PT comenzó el 1 de diciembre de 2006, con importantes descuentos, con los operadores: Caja de Ahorros de la Inmaculada e Ibercaja. El día 10 de enero de 2007 vendieron los últimos pases de temporada (PT), de los 30 000 dispuestos al público.

## La Expo en cifras

### Visitas a la Muestra
Según los cálculos oficiales previstos, la asistencia durante los tres meses de la Expo 2008 sería superior a los 7 millones de visitas. Al cierre de la exposición, los datos oficiales de la Oficina Internacional de Exposiciones señalaron un número total de 5 650 941 visitas, de las cuales el 95,5 % corresponden a ciudadanos españoles.
| Los diez días de mayor afluencia en la muestra |         |
| Sábado 13 de septiembre                        | 133 536 |
| Sábado 30 de agosto                            | 121 550 |
| Sábado 6 de septiembre                         | 118 240 |
| Domingo 14 de septiembre                       | 109 020 |
| Domingo 7 de septiembre                        | 108 995 |
| Viernes 12 de septiembre                       | 100 641 |
| Miércoles 10 de septiembre                     | 96 809  |
| Jueves 11 de septiembre                        | 91 860  |
| Lunes 8 de septiembre                          | 89 411  |
| Sábado 23 de agosto                            | 87 238  |

- 60 763 Media de visitas diarias.[176]

El 5 de junio de 2007, la organización terrorista ETA rompió su «alto el fuego permanente» con lo que hubo un temor generalizado de que la muestra internacional fuera objetivo de la banda.
[184]

### Datos económicos
Inversión
Descripción 2005-2008 (30.09.2008)* Información a 30 de septiembre de 2008 no definitiva y sujeta a cambios:
- Terrenos 25 983 963
- Urbanización recinto. Accesos y zonas exteriores 144 027 851
- Pabellones Participaciones y arquitecturas efímeras 171 898 146
- Acuario Fluvial 24 836 252
- Torre del Agua 53 957 568
- Pabellón Puente 86 369 896
- Edificios SET 45kv-132kv 2 477 192
- Edificios de oficinas EXPO 9 486 519
- Edificio DHC 6 309 547
- Parque del Agua. Espacios públicos 13 635 141
- Instalaciones de energía 32 565 462
- Sistemas débil tensión e informáticos 15 249 094
- Varios (expografía, mobiliario, patentes, otros...) 38 830 347
  - Total 625 626 979

Ingresos
Descripción 2005-2008 (30.09.2008)*
- Venta de entradas 78 823 628
- Ingresos por patrocinio 109 696 477
- Otros ingresos 48 003 539
  - Total 236 523 643

Gastos
Descripción 2005-2008 (30.09.2008)*
- Construcción 18 067 174
- Comunicación y Marketing 52 893 280
- Comercial 14 388 820
- Contenidos y Expografía
- Espectáculos
- Operaciones
- Seguridad
- Sistemas
- Estructura 25 778 186
  - Total 291 003 171[184]

### Turismo
La ciudad de Zaragoza recibió 940 000 turistas durante todo el año 2008.

El año 2016

## Legado
En materia al ámbito temático, el principal legado que Expo Zaragoza 2008 dejó es la Carta de Zaragoza. Este documento recoge las reflexiones de los 93 días de la Exposición Internacional. El contenido de esta iniciativa no estuvo exento de críticas, en las que se señalaba que la síntesis final de la exposición había sido influenciada por sectores no especialistas en agua, y que algunas de las conclusiones que se exponen tienen intereses económicos y políticos.
Sin embargo, por encima de ello, el legado de mayor peso que la Expo dejó en Zaragoza es la transformación y promoción de la ciudad. El plan de acompañamiento supuso la construcción y remodelación de infraestructuras (hotelera, circunvalaciones, nueva terminal del aeropuerto, primera línea de Cercanías, etc.). Además, la ciudad multiplicó sus zonas verdes y reintegró los cauces fluviales para el uso ciudadano.
Los iconos arquitectónicos del recinto elevaron el atractivo turístico de Zaragoza y la promoción que conllevó han aumentado las cifras de llegadas de turistas.
A pesar de este legado positivo, la Expo también conllevó un gasto público que, aunque dados los abundantes ingresos de las administraciones en los años 2005, 2006 o 2007, se mostró como demasiado elevado cuando España entró en recesión a finales de 2008.
El 4 de junio de 2011
Para defender y reivindicar ante las instituciones el legado de la Exposición Internacional de Zaragoza en 2011 se constituyó la asociación ciudadana Legado Expo Zaragoza 2008.
El 1 de mayo de 2017, abrió sus puertas el único Museo Mundial de las Expos (WEM) en la ciudad de Shanghái (China) en la cual no está representada la muestra de la capital aragonesa.

## Utilización del recinto tras la Exposición Internacional
El día siguiente a la clausura de la Exposición Internacional, el 15 de septiembre de 2008, Lehman Brothers anunció su quiebra. Este hecho desembocó en una crisis financiera a escala mundial conocida como la Gran Recesión. La desaceleración de la economía española tornó a una profunda recesión y crisis generalizada en todos los sectores.
A pesar de que la organización de la Expo intentó no repetir algunos errores cometidos en la Expo de Sevilla y planeó el día después del recinto de forma detallada, la post-expo se ha visto ineludiblemente afectada por un contexto muy negativo, tanto en el sector privado como en el conjunto de las administraciones públicas. En 2021 el uso del recinto es una combinación de espacios en plena actividad, edificios sin uso alguno y edificios infrautilizados, con actividad intermitente.

### Zonas verdes y espacios públicos
El recinto ha ido progresivamente reabriendo espacios para el uso lúdico de los ciudadanos y reintegrándolos en la ciudad. El 6 de octubre de 2009, el alcalde, Juan Alberto Belloch, inauguró el tramo del frente fluvial de la Expo. Un espacio de 30 hectáreas con un 81 % de zonas verdes. Esta obra costó cerca de 4,6 millones de euros. En diciembre del año anterior la gran plaza de la Expo pasó a denominarse Lucas Miret, en memoria del inspirador de la muestra.
En abril de 2009 comenzó el desmontaje de las seis Plazas temáticas, así como la finalización en julio de la demolición del Iceberg. Cabe destacar, que el Pabellón de la Sed fue comprado por el Ayuntamiento de Valladolid colocándolo en un nuevo espacio llamado Cúpula del Milenio.
El 20 de enero de 2011, Belloch, Marcelino Iglesias y la candidata por el PSOE a la presidencia del Gobierno de Aragón, Eva Almunia dieron por inaugurado el Paseo Zentro o Avenida Expo Zaragoza 2008 para el uso ciudadano. En 2014 se acabó finalmente por reurbanizar la plaza interior de la Avenida Expo 2008 que quedaba pendiente y se integró en el espacio público peatonal.
El 6 de marzo de 2015, el presidente del Gobierno español Mariano Rajoy acompañado por la presidenta de Aragón, Luisa Fernanda Rudi recorrieron la ribera del Ebro a su paso por la Expo tras una crecida del río.
Durante las fiestas del Pilar del año 2016, el Frente Fluvial albergó por primera vez el espacio infantil «Río y Juego» que contó con 168 000 visitas.
El 17 de abril de 2017, se inauguró el andador Berta Cáceres, cuyo acto contó con la presencia del alcalde de la ciudad, Pedro Santisteve.

### Parque empresarial Dinamiza

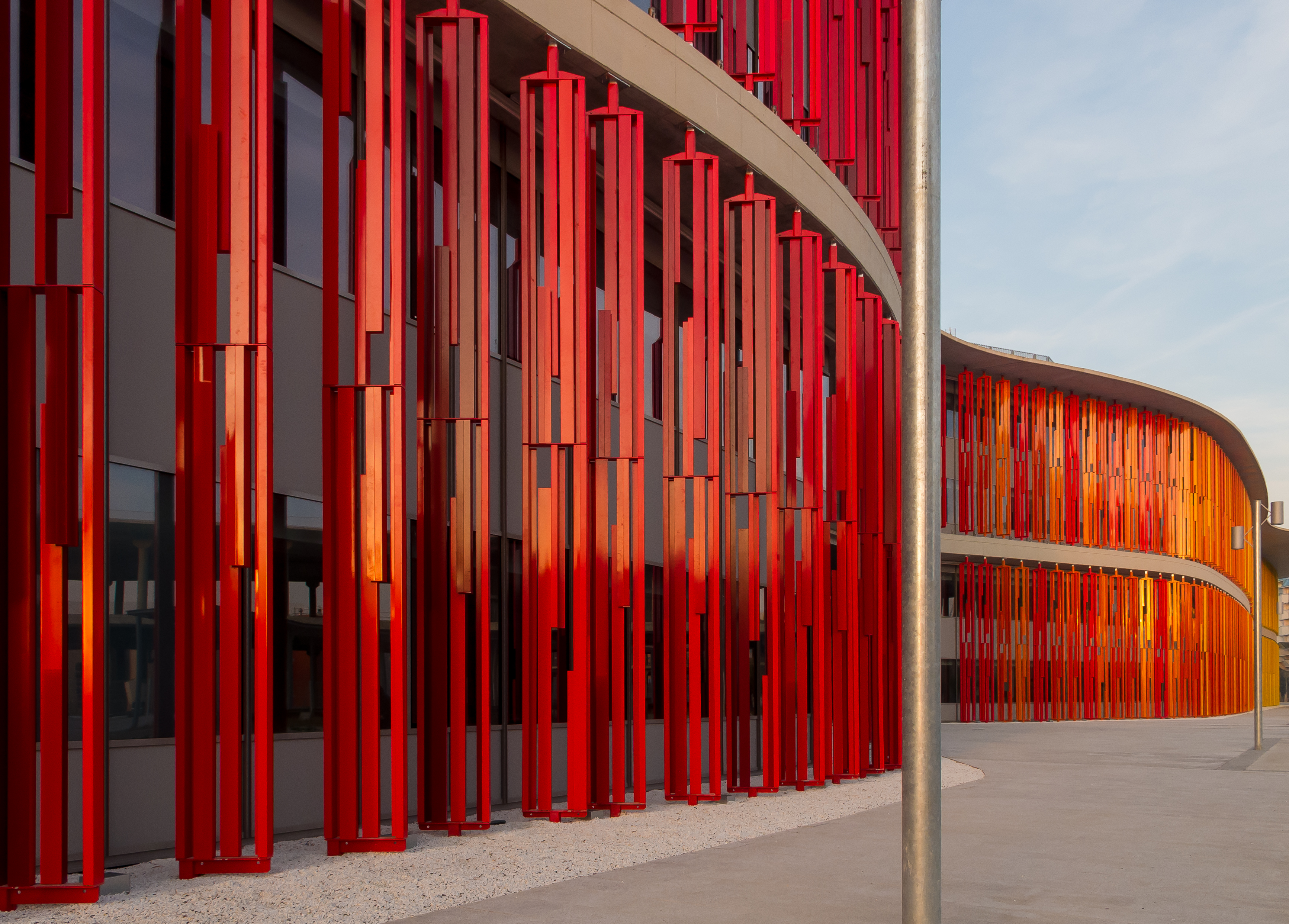
Parque empresarial Dinamiza

Tras la Exposición Internacional se constituyó la sociedad Expo Zaragoza Empresarial, sustituta de la sociedad estatal Expoagua. Esta nueva sociedad pública es la encargada de reformar, acondicionar y comercializar los pabellones de la muestra como parque empresarial de última generación.
El 1 de diciembre de 2010, 18 meses después finalizaron las obras del recinto empresarial "Dinamiza". Este nuevo parque empresarial de la capital aragonesa ha visto ralentizado su desarrollo por la recesión económica global que afecta especialmente a España y a Europa.
A pesar de ello, en 2013 Dinamiza albergaba ya a 800 trabajadores. En 2014 el recinto ha alcanzado un 64 % de ocupación, aunque algunos edificios icónicos siguen sin uso definido. En 2015, trabajaban ya más de 1500 personas. En octubre de 2019 los datos ascienden a una ocupación combinada del Edificio Expo y la Ciudad de la Justicia de 116 093 m² (87,18%) y se prevé la adecuación de nuevos espacios para su comercialización, ya que actualmente 56 empresas (40 privadas y 16 públicas) realizan su actividad y más de 4000 personas acuden a diario a desarrollar sus respectivas responsabilidades.
En junio de 2012, la ministra de Empleo, Fátima Báñez inauguró la nueva sede de la Tesorería General.
El 17 de junio de 2014, visitó el recinto el expresidente de México Vicente Fox, como representante de una compañía privada, para interesarse por las instalaciones como posible futura sede.
El 16 de enero de 2015, la presidenta del Gobierno de Aragón Luisa Fernanda Rudi y el consejero de Política Territorial e Interior, Antonio Suárez inauguraron la nueva sede de la unidad de la Policía Nacional adscrita a Aragón, la cual ocupa lo que fue el pabellón de Marruecos.
El 2 de agosto de 2017, se instala la compañía Vueling y el 24 de noviembre de ese mismo año, Lambán RTVE.

### Ciudad de la Justicia de Zaragoza
El lugar donde se encontraban los pabellones de las Empresas y las Autonomías y el pabellón 5 se transformó en la nueva Ciudad de la Justicia de Zaragoza. Este recinto judicial fue inaugurado en abril de 2013 por la presidenta de la Diputación General de Aragón, Luisa Fernanda Rudi, y por el entonces presidente del Tribunal Supremo y del CGPJ, Gonzalo Moliner. El complejo, de 65 000 metros cuadrados, se divide en dos edificios: "Fueros de Aragón" (jurisdicción Penal) y "Vidal de Canellas" (jurisdicción Civil, Mercantil, Contencioso-administrativa y Social). La Ciudad de la Justicia reúne los 62 juzgados unipersonales de Zaragoza y conlleva un movimiento diario de entre 5000 y 6000 personas.

### Uso cultural

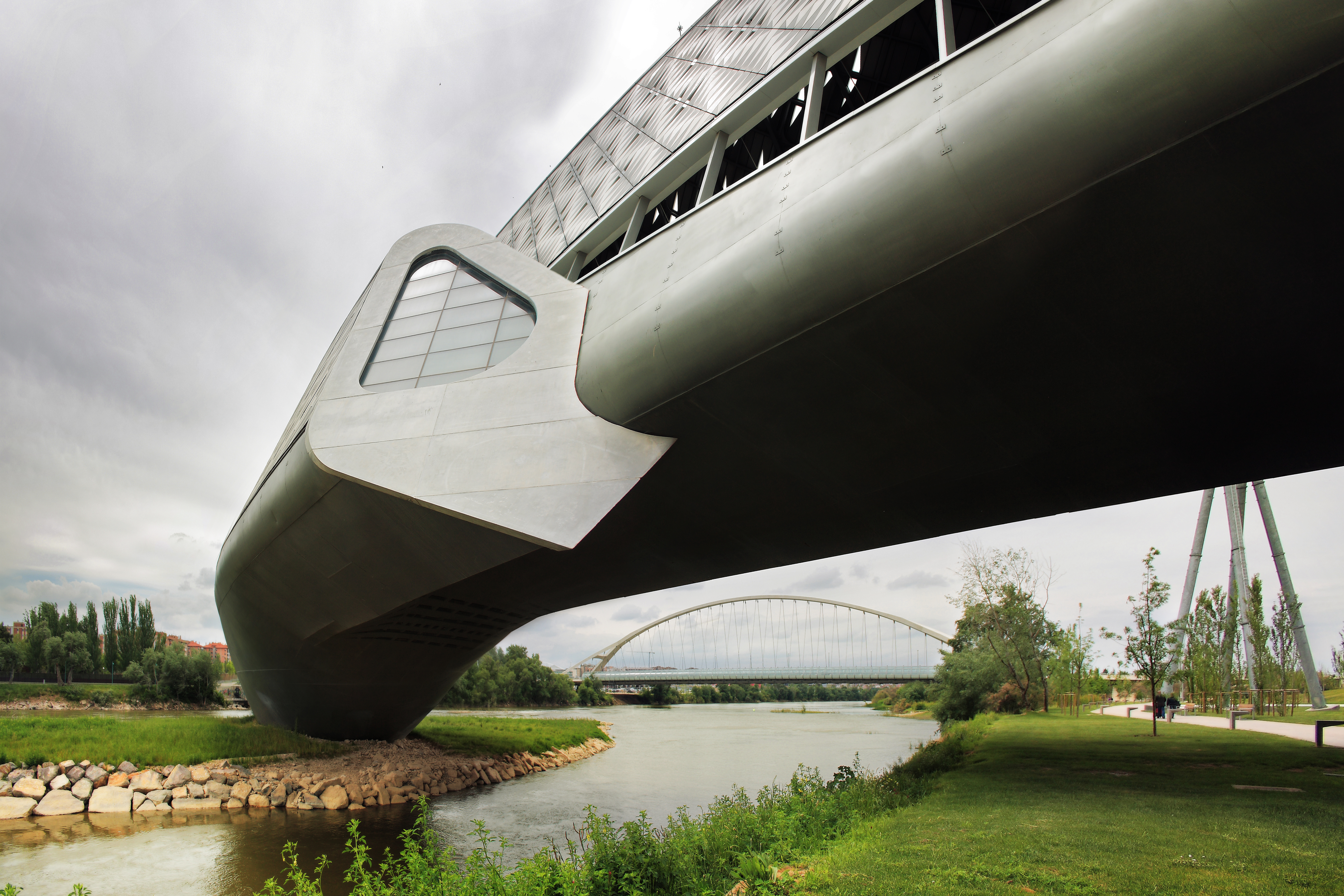
Pabellón puente, tras la Expo

El Pabellón Puente y la Torre del Agua fueron cedidos por 20 años a las dos principales cajas de ahorros de Aragón, Ibercaja y CAI respectivamente. Ambas entidades asumieron su mantenimiento y gestión como espacios culturales destinados a albergar exposiciones temporales.
Estos dos grandes iconos han corrido la misma suerte y han permanecido cerrados varios años como consecuencia de la catarsis económica e institucional que han vivido las cajas de ahorros en España entre 2008 y 2013 y que han impedido a sus gestores dedicarles los recursos necesarios. En 2009 la CAI desmontó la escultura Splash que ocupaba el interior de la Torre del Agua ya que no entraba en sus planes para el futuro del inmueble. Sin embargo, tras varios años de parálisis, se rescindió el contrato de cesión con la entidad financiera y pasó a ser gestionado por Expo Zaragoza Empresarial. En 2013 la torre volvió a recibir visitas, y en 2014 se volvió a colocar Splash en su interior.
Por su parte, el Pabellón Puente reabrió como pasarela peatonal entre ambas orillas del río en 2009 y ha albergado exposiciones y eventos de forma intermitente.

### Edificios sin uso
El pabellón de Aragón y el pabellón de España son los dos espacios que siguen sin uso y están vacíos. En el primero se han barajado opciones como albergar una biblioteca, ser sede de un departamento de la DGA o ser facultad de la Universidad de Zaragoza. Sin embargo, ninguna de estas ideas se ha implantado todavía. El pabellón de España estaba planeado que fuese la sede del Instituto de Investigación sobre el Cambio Climático pero por cuestiones presupuestarias fue descartado en 2013.

### Otros usos
El recinto Expo ha sido utilizado por decenas de compañías de automóvil para rodar anuncios comerciales de coche dado su atractivo diseño futurista. Hasta 2011 se habían grabado 30 anuncios publicitarios.
El Palacio de Congresos y el anfiteatro son las únicas infraestruturas que siguen teniendo el mismo uso que durante la Expo.
En los días 11 y 12 de septiembre de 2020 se celebrará el festival Vive Latino

## X Aniversario (2008-2018)
El año comenzó con la celebración el 13 de enero en el Palacio de Congresos de la gala de los Premios Forqué en su XXIII edición.

## Debate público y críticas
El 3 de octubre de 2004, nació una plataforma contra la Expo.
El 20 de septiembre de 2007, la alcaldesa de Valencia, Rita Barberá cargó contra las inversiones del Estado en la Expo en comparación por las que recibió la capital del Turía que albergó ese año la Copa América.
Al año siguiente, el día 15 de junio el diario ABC publicó
El 22 de marzo de 2017, el portavoz de Ciudadanos en el Congreso de los Diputados, Juan Carlos Girauta puso como ejemplo de «gasto superfluo» de las Administraciones públicas a la Expo 2008.
Grupos políticos pretendían destinar tras la celebración de la muestra una pequeña parte del meandro a suelo para viviendas ya que, aunque en la actualidad el recinto ya tiene actividad de oficinas, se predijo que por las tardes el recinto se vacíaría al no existir ni uso comercial, ni residencial. Finalmente fue necesario excluir el uso residencial de todo el meandro para alcanzar el consenso con fuerzas políticas de izquierdas como IU y CHA, que se negaron a ello con acusaciones de especulación urbanística.